# Тамерлан
Тамерла́н или Тиму́р (9 апреля 1336[…] или 8 апреля 1336, Шахрисабз, Чагатайский улус — 19 февраля 1405 или 18 февраля 1405, Отрар, Государство Тимуридов) — тюрко-монгольский завоеватель, который основал империю Тимуридов на территории современного Афганистана, Ирана, Месопотамии, северной Индии и Центральной Азии и стал первым правителем династии Тимуридов. 
Непобедимый полководец (проигравший лишь один раз), широко известен как один из величайших военачальников и тактиков в истории, а также как один из самых жестоких. Также считается великим покровителем искусства и архитектуры, общался с такими интеллектуалами, как Ибн Халдун, Хафез и Хафиз-и Абру, и его правление положило начало тимуридскому Возрождению:341–342.
Тимур происходил из племени барласов — изначально монгольского, но тюркизировавшегося после того как оно после походов Чингисхана поселилось в Мавераннахре (на территории современного Узбекистана), и родился в 1336 году в Кеше (около Самарканда). К 1370 году он получил контроль над западной частью бывшего Чагатайского улуса. С этой территории он руководил военными кампаниями в Западной, Южной и Центральной Азии, на Кавказе и в Южной России, побеждая ханов Золотой Орды, мамлюков Египта и Сирии, формирующуюся Османскую империю и поздний Делийский султанат Индии, и стал самым могущественным правителем в мусульманском мире. Благодаря этим завоеваниям он основал империю Тимуридов, которая распалась вскоре после его смерти.
Последний из великих кочевых завоевателей евразийской степи, его империя подготовила почву для возникновения более структурированных и прочных исламских пороховых империй в XVI—XVII веках.

Явно стремился использовать наследие завоеваний Чингисхана. По словам Жерара Шальяна, Тимур, будучи мусульманином тюрком, считал себя наследником Чингисхана. По словам Беатрис Форбс Манц: 
«в своей официальной переписке Тимур на протяжении всей жизни продолжал изображать себя как восстановителя прав Чингизидов. Он оправдывал свои иранские, мамлюкские и османские кампании как восстановление законного монгольского контроля над землями, захваченными узурпаторами». 
Чтобы узаконить свои завоевания, Тимур полагался на исламские символы и язык, называя себя «Мечом Ислама». Он покровительствовал учебным и религиозным учреждениям.
Одержал решительную победу над христианскими рыцарями-госпитальерами при осаде Смирны, провозгласив себя гази:91. К концу своего правления Тимур получил контроль над всеми бывшими землями Чагатайского улуса, бывших территорий государства Хулагуидов в Иране и отдельными территориями Золотой Орды.
Армия Тимура была многоэтничной и её боялись по всей Азии и Европе, часть территорий которых была опустошена его кампаниями. По оценкам некоторых ученых, его военные кампании привели к гибели миллионов людей.
Был дедом тимуридского султана, астронома и математика Улугбека, правившего Центральной Азией с 1409 по 1449 год, и прапрапрадедом Бабура (1483—1530), основателя империи Моголов, которая в XVII веке правила почти всем Индийским субконтинентом и предком Шах-Джахана — создателя знаменитого Тадж-Махала.

## Общая характеристика

### Имя и генеалогия
Полное имя Тимура было Тимур ибн Тарагай Барлас تيمور ابن ترغيى برلس (Temūr ibn Tāraġaiyi Bārlās) — Тимур сын Тарагая из Барласов) в соответствии с арабской традицией (алам-насаб-нисба).
В тюркских языках Temür или Темир значит «железо». Кастильский посол Клавихо называл его Тимурбеком.
В различных поздних персидских источниках часто встречается иранизированное прозвище Тимурленг (Timūr(-e) Lang, تیمور لنگ) «Тимур Хромой», это имя, вероятно, рассматривалось в то время как оскорбительное. Оно перешло в западные языки (Tamerlan, Tamerlane, Tamburlaine, Timur Lenk). На Руси его называли Темир Аксак (Железный хромец).
В русских летописях его также именовали Темир Аксак, в старотатарских источниках встречается вариант Аксак-Тимур.

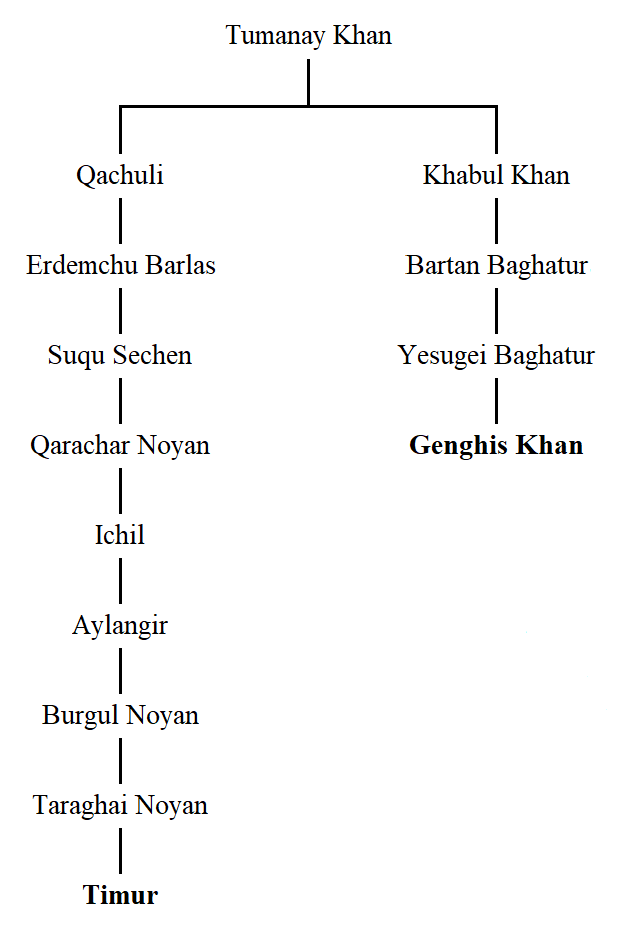
Генеалогическая связь между двумя правителями: Тамерланом и Чингисханом, согласно «Муизз ал Ансаб»

Американский историк Джон Вудс в своей статье «Генеалогия Тимура» показал, что составление генеалогии Тимура началось при Тимуре. Однако, "все наиболее полные разработки мифа, которые мы имеем сейчас, датируются работами времен его младшего сына Шахруха".
На надгробной надписи Тимура утверждается, что он является потомком Бузанджира, и не был известен отец у него, только имя матери Аланкува. "Она была по своей природе целомудренной и не была прелюбодейкою; она зачала его от света [который] проник к ней через дверь и предстал перед нею в образе совершенного человека. Он сказал, что он — из сыновей повелителя правоверных Али, сына Абу Талиба" (двоюродный брат пророка Мухаммада).
Не будучи Чингизидом, Тимур формально не мог носить ханский титул, поэтому всегда именовался лишь эмиром (вождём, предводителем). Однако, женившись на Сарай-мульк ханым в 1370 году и таким образом породнившись с домом Чингизидов, он принял имя Тимур Гурган (Tāmūr Gurkānī, (تيموﺭ گوركان), Gurkān — иранизированный вариант монгольского күрүгэн или хүргэн, «зять»). Это означало, что Тимур является родственником Чингизидов и может свободно жить и действовать в их домах. 
Статус гургана тимуридский историк Хафиз-и Абру, определял следующим образом: «по старинном у уставу и обычаю, гурган должен стоять как слуга перед уругом» — Чингизидом. Титул не давал зятю никаких прав и привилегий Чингизидов.
В персидских и тюркских средневековых источниках Тимура также называли «сахибкиран» (перс. صاحب كران‎), то есть рождённый во время соединения двух планет: Венеры и Юпитера или Венеры и Солнца, в переносном смысле — счастливый.

### Личность

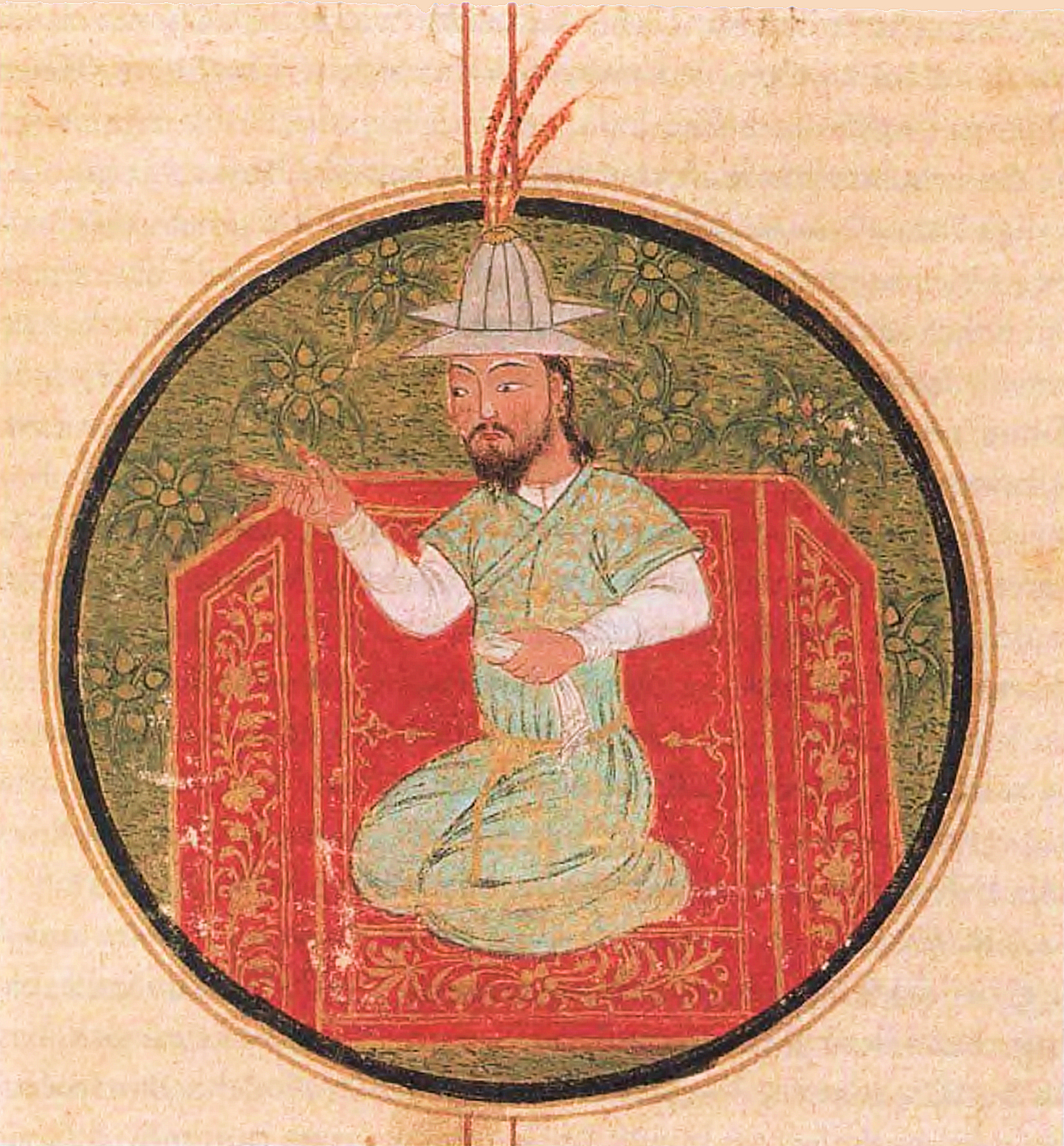
Портрет Тимура 1405-1409 годы

Дальновидный правитель и талантливый организатор. Тимур был учёным Царем и любил общество учёных; он был добр и щедр к ним . Тимур оставил после себя десятки монументальных архитектурных сооружений, некоторые из них вошли в сокровищницу мировой культуры.
Постройки Тимура, в создании которых он принимал деятельное участие, обнаруживают в нём незаурядный художественный вкус.
Тимур знал тюркский и персидские языки, а его девизом была персидская фраза «Расти русти» (راستی رستی, что означает «истина — это безопасность» или «veritas salus») . 
Согласно источникам, Тимур увлекался игрой в шахматы (точнее, в шатрандж), возможно, был чемпионом своего времени .

### Внешний облик

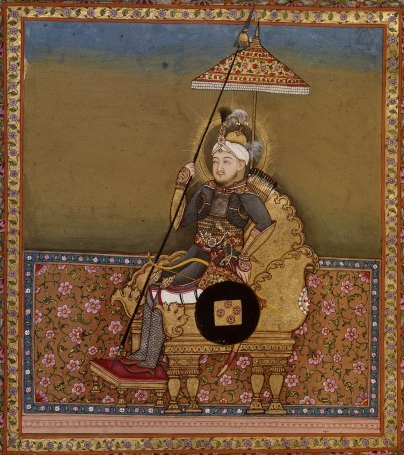
Тимур в миниатюре

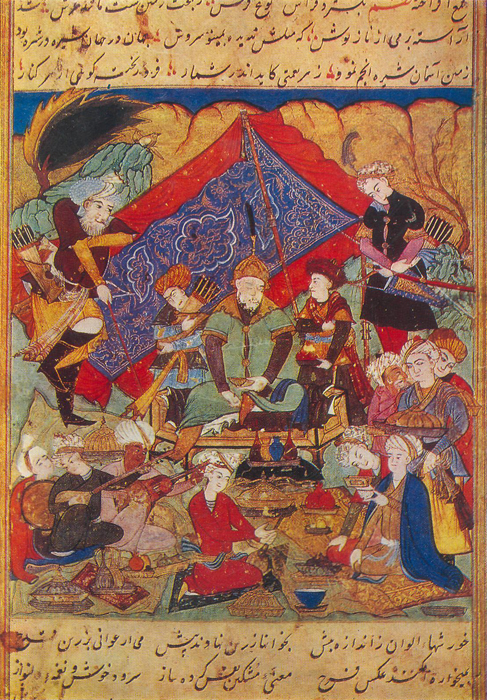
Тимур на пиру в Самарканде

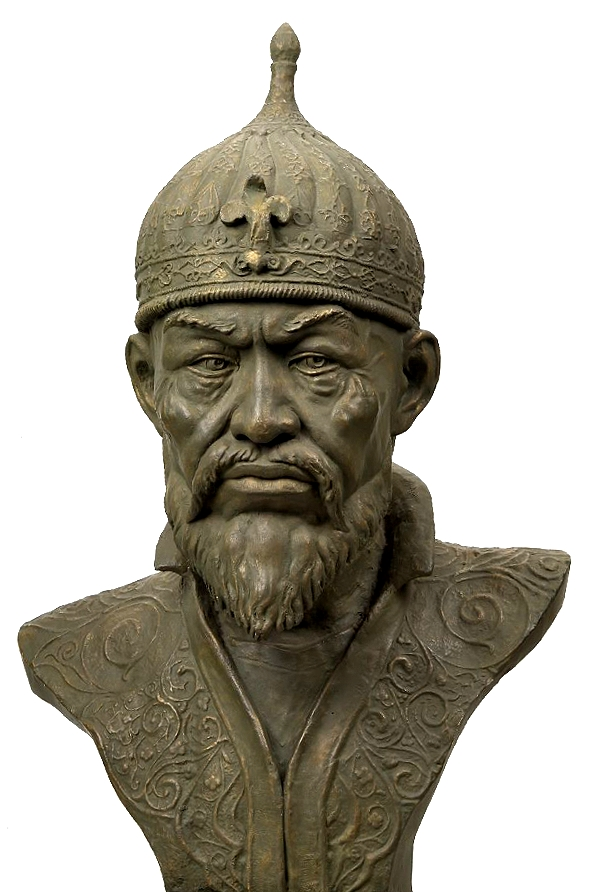
Тимур/Тамерлан. Бюст гипсовый тонированный. 70×35×20 см. Реконструкция М. М. Герасимова, создана в 1941 году

Современник и пленник Тамерлана Ибн Арабшах, знавший его с 1401 года лично, сообщает: 
«Тимур был хорошо сложен, высокого роста, имел открытый лоб, большую голову, сильный голос, и его сила не уступала его храбрости; яркий румянец оживлял белизну лица. Он имел широкие плечи, толстые пальцы, длинные бёдра, сильные мускулы. Он носил длинную бороду; правая рука и нога его были изувечены. 

Его взгляд был довольно ласков. Он пренебрегал смертью, и хотя ему немного не хватило до 70 лет, когда он умер, он всё-таки ещё не потерял ни своего гения, ни своей неустрашимости. Он был врагом лжи; шутки его не забавляли. … он любил выслушивать правду, как бы она ни была жестока. Хорошие или плохие успехи не производили никакого впечатления на расположение его духа. Друг храбрых солдат, сам полный мужества, он умел заставить уважать себя и повиноваться».
Как показало вскрытие гробницы Гур Эмир (Самарканд) М. М. Герасимовым и последующее изучение скелета из захоронения, которое, как считается, принадлежит Тамерлану, рост его составлял 172 см. Тимур был силён, физически развит, его современники писали про него: «Если большинство воинов могли натянуть тетиву лука до уровня ключицы, то Тимур натягивал её до уха». Волосы светлее, чем у большинства его соплеменников. Детальное изучение останков Тимура показало, что в антропологическом отношении он относился к южносибирской расе. Несмотря на старческий возраст Тимура (69 лет), череп его, а равно и скелет, не имели ярко выраженных собственно старческих черт. Наличие большей части зубов, чёткий рельеф костей, почти полное отсутствие остеофитов, — всё это говорит о том, что скелет принадлежал человеку, полному сил и здоровья, биологический возраст которого не превышал 50 лет. Массивность здоровых костей, сильно развитый рельеф и плотность их, ширина плеч, объём грудной клетки и относительно высокий рост — всё это даёт право думать, что Тимур обладал чрезвычайно крепким сложением. Сильная атлетическая мускулатура эмира, вероятнее всего, отличалась некоторой сухостью форм, что вполне естественно: жизнь в военных походах, с их трудностями и лишениями, почти постоянное пребывание в седле вряд ли могли способствовать тучности.
Особым внешним отличием воинов Тамерлана от прочих мусульман были сохранённые ими косы, как предполагают некоторые учёные, изучавшие древних тюрков по среднеазиатским иллюстрированным рукописям того времени. Между тем, исследуя древнетюркские изваяния, изображения тюрков на живописи Афрасиаба, исследователи пришли к выводу о том, что в массе своей тюрки носили косы в V—VIII веках.

Вскрытие могилы Тимура в 1941 году и антропологический анализ его останков показал, что сам Тимур кос не носил. «Волосы Тимура толсты, прямы, седо-рыжего цвета, с преобладанием тёмно-каштановых или рыжих». «Вопреки принятому обычаю брить голову, к моменту своей смерти Тимур имел относительно длинные волосы». Некоторые историки считают, что светлый цвет волос обусловлен тем, что Тамерлан красил волосы хной. Но М. М. Герасимов в своей работе отмечает следующее:
«Даже предварительное исследование волос бороды под бинокуляром убеждает в том, что этот рыже-красноватый цвет её натуральный, а не крашенный хной, как описывали историки. Тимур носил длинные усы, а не подстриженные над губой. Как удалось выяснить, существовало правило, позволяющее высшему военному сословию носить усы, не подрезая их над губой, и Тимур, согласно этому правилу, не стриг своих усов, и они свободно свисали над губой. Небольшая густая борода Тимура имела клиновидную форму. Волосы бороды жёсткие, почти прямые, толстые, ярко-коричневого (рыжего) цвета, с значительной проседью».

Антропологическая реконструкция останков завоевателя, которую проводил М. М. Герасимов, говорит: 
«Обнаруженный скелет принадлежит сильному человеку, относительно высокого роста для монгола (около 170 см). Не надо быть проницательным, чтобы в черепе Тимура увидеть типичные монголоидные черты: яркая брахикефалия, очевидно, уплощённое лицо, значительная его ширина и высота. Всё это как нельзя лучше связывается с письменными документами, свидетельствующими о происхождении Тимура из рода барласов. Утончённые края глазниц, их величина, округлость, сильный выступ нижнего края орбиты и широкое межглазничное расстояние определяют монголоидное строение глаз, подчёркнутое несколько скошенным разрезом их. Однако значительный выступ корня носа и рельеф средней части надбровья указывают, что собственно монгольская складка века выражена относительно слабо. Угол восходящей ветви нижней челюсти определяет прямую посадку небольших, крепких, типично монголоидных ушей. Волосы Тимура толсты, прямы, седо-рыжего цвета, с преобладанием тёмнокаштановых или рыжих».
Письменные источники указывают, что в 1362 году в битве с туркменами под Сеистаном Тимур был ранен стрелами; в результате он на всю жизнь остался хром на правую ногу и с сухой правой рукой. Тогда же, по данным Клавихо, Тимур лишился и двух пальцев на правой руке. М. М. Герасимов в своём исследовании подтвердил, что кости правой руки действительно срослись в локтевом суставе в несколько согнутом положении. При этом Тимур не утратил подвижности этой руки в плечевом суставе и рука не только функционировала, но и была чрезвычайно сильной, чему не мешал изуродованный ранением указательный палец. Точно так же была документирована и хромота Тимура. Правое бедро и голень были повреждены. Коленная чашечка срослась с эпифизом бедра, причём в таком положении, что нога не могла быть выпрямленной, что полностью согласуется с прозвищем «Хромец». Тимур любил верховую езду и по нескольку дней не слезал с седла, чем, вероятно, объясняется выявленная учёными согнутость его больной ноги.

### Знание языков Тимуром
Юридические документы государства Тимура были составлены на двух языках: персидском и тюркском. Так, например, документ от 1378 года, дающий привилегии потомкам Абу Муслима, жившим в Хорезме, был составлен на чагатайском тюркском языке.
При походе против Тохтамыша в 1391 году Тимур приказал выбить у горы Алтын шокы надпись на чагатайском языке уйгурскими буквами — восемь строчек и три строчки на арабском языке, содержащих коранический текст.

 «Во имя Аллаха милостивого, милосердного! Владыка сущего, Святилище истины, Неусыпный защитник, Всесильный и всемогущий, Премудрый даритель жизни и смерти! Лета семьсот девяносто третьего, в средний месяц весны года овцы [6 апреля 1391 года], султан Турана Тимур-бек поднялся с тремя сотнями тысяч войска за ислам на булгарского хана Токтамыш-хана. Достигнув этой местности, он возвёл этот курган, чтобы был памятный знак. Даст бог, господь да свершит правосудие! Господь да окажет милость людям страны! Да помянут они нас молитвой!».
Оригинальный текст
Три строчки арабского текста:
1. بسم الله الرحمن الرحيم
2. مالك الملك القدوس الحق المؤمن المهيمن الجبار
3. القادر الحكيم المميت الحي

Восемь строчек на чагатайском (транскрипция):
1. tarïq jeti jüz toqsan üčintä qoj
2. jïl jaznïŋ ara aj turannïŋ sultanï
3. temür beg üč jüz miŋ čerig bilä islam üčün toqtamïš qan bulγar
4. qanïqa jorïdï bu jerkä jetip belgü bolzun tip
5. bu obanï qopardï
6. täŋri nïsfät bergäj inšala
7. täŋri il kišigä raqmat qïlqaj bizni duu-a bilä
8. jad qïlqaj

— Надпись Тимура 1391 г. // Историография и источниковедение истории стран Азии и Африки, Вып. XXI. СПб. СПбГУ. 2004
В истории эта надпись известна под названием Карсакпайская надпись. В настоящее время камень с надписью Тимура хранится и экспонируется в Эрмитаже в Санкт-Петербурге.
Дети Тимура использовали в официальной документации персидский и тюркские языки. Так, например, в 1398 году сын Тимура Мираншах приказал составить официальный документ на тюркском языке уйгурским шрифтом.
Современник и пленник Тамерлана Ибн Арабшах, знавший его с 1401 года лично, сообщает: «Что касается персидского, тюркского и монгольского, он знал их лучше, чем кто-либо другой».
Но современный исследователь из Принстонского университета Сват Соучек (Svat Soucek) в своей монографии про Тимура считает, что «он был тюрком из племени барласов, монгольского по имени и происхождению, но во всех практических смыслах тюркского к тому времени. Родным языком Тимура был тюркский (чагатайский), хотя, возможно, в некоторой степени он владел и персидским благодаря культурному окружению, в котором жил». По мнению Свата Соучека, которое расходится с мнением ибн Арабшаха, Тимур практически не знал монгольского, хотя сами монгольские термины не совсем ещё исчезли из документов к тому времени и встречались на монетах.
Кастильский дипломат и путешественник Руй Гонсалес де Клавихо, посетивший двор Тамерлана в Мавераннахре, сообщает, что «синьор Темур» завоевал все территории Малой Индии и Хорасана. Самарканд и Хорасан разделяет река (Амударья). Со стороны Самарканда около реки стоит город Термез, а за рекой территория Хорасана Тахаристан, «За этой рекой (Амударья — примечание) простирается царство Самарканд, а земля его называется Могалия (Моголистан), а язык мугальский, и этого языка не понимают на этой (южной — прим. Хорасане) по ту сторону реки, не разбирают и не умеют читать те, что живут по эту сторону, а называют это письмо могали. А сеньор (Тамерлан — прим.) при себе держит нескольких писцов, которые умеют читать и писать на этом [языке — прим.]». Ле Стрэндж этот язык считал чагатайским.
Согласно тимуридскому источнику «Муиз ал-ансаб», при дворе Тимура существовал штат только тюркских и персидских писарей.
Тимур любил беседовать с учёными, в особенности слушать чтение исторических сочинений; своими познаниями в истории он удивил средневекового историка, философа и мыслителя Ибн Халдуна; рассказами о доблестях исторических и легендарных героев Тимур пользовался для воодушевления своих воинов.
По сообщению Алишера Навои, Тимур хотя и не писал стихов, но очень хорошо знал и поэзию, и прозу и к месту умел привести надлежащий бейт.

## Семья

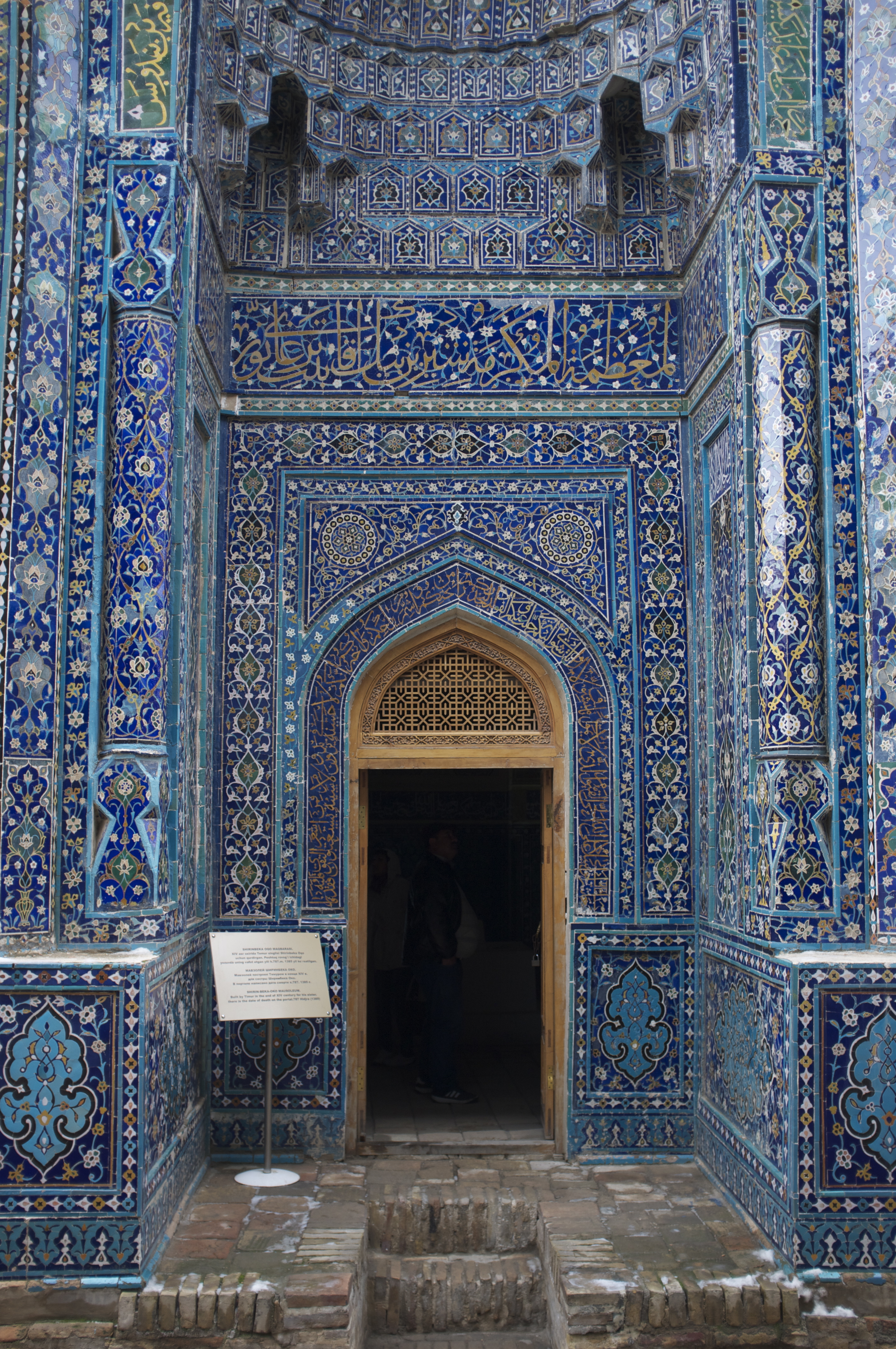
Вид на мавзолей младшей сестры Тимура Ширин бек ага в комплексе Шахи Зинда

Тимур имел тюркское и монгольское происхождение, имелась генеалогия, в которой утверждалось , что он имел общего предка с Чингисханом по линии отца, однако в этой генеалогии, выгравированной на надгробном камне Тимура утверждалось что общим предком Тимура и Чингис-хана был потомок двоюродного брата пророка Мухаммада халиф Али ибн Абу Талиб
Историк Ибн Арабшах предполагал, что его мать могла быть потомком хана. 
По сведениям арабского историка Ибн Халдуна, который в 1401 году лично разговаривал с Тимуром, сам государь утверждал, что она была из рода царя Манучехра.

Его отца звали Мухаммад Тарагай или Тургай, он был военным, мелким землевладельцем из тюркизированного монгольского племени барласов. Также Ибн Арабшах написал, что Тимур являлся тюрком барласом:
«У упомянутого султана (Тимура) было четыре визиря, которые полностью занимались полезными и вредными делами. Они считались знатными людьми, и все были последователями их мнений. Сколько было у арабов племён и колен, столько же было и у тюрков. Каждый из вышеупомянутых визирей, являясь представителями одного племени, были светочем мнений и освещали свод умов своего племени. Одно племя называлось арлат, второе — жалаир, третье — кавчин, четвёртое — барлас. Тимур был сыном четвёртого племени».
.
По некоторым предположениям, Мухаммад Тарагай был именно вождём племени барласов и потомком некоего Карачар-нойона, могущественного помощника Чагатая и его дальнего родственника. Отец Тимура был благочестивым мусульманином, его духовным наставником был шейх Шамс ад-дин Кулял.
У отца Тимура был один брат, которого звали Балта.
Мухаммад Тарагай был женат дважды: первой женой была мать Тимура Текина-хатун.
О происхождении матери Тимура сохранились противоречивые данные. По сведениям арабского историка и философа Ибн Халдуна, который в 1401 году лично разговаривал с Тимуром, сам государь утверждал, что она была из рода царя Манучехра, упоминавшегося ещё в «Авесте».
Второй женой Тарагая была Кадак-хатун, мать сестры Тимура Ширин-бек ага.
Мухаммад Тарагай скончался в 1361 году и был похоронен на родине Тимура — в городе Кеше (Шахрисабз). Его гробница сохранилась до наших дней.
У Тимура была старшая сестра Кутлуг-туркан ага и младшая сестра Ширин-бек ага. Они скончались ещё до смерти самого Тимура и были похоронены в мавзолеях в комплексе Шахи Зинда в Самарканде. Согласно источнику «Му‘изз ал-ансаб», у Тимура было ещё три брата: Джуки, Алим-шейх и Суюргатмыш.

## Детство
Тимур родился 9 апреля 1336 года в селении Ходжа-Ильгар близ города Кеш (ныне Шахрисабз, Узбекистан) в Средней Азии. Детство и юность Тимура прошли в горах Кеша. В юности он любил охоту и конные состязания, метание копья и стрельбу из лука, имел склонность к военным играм. С десятилетнего возраста наставники — атабеки, служившие у Тарагая, обучали Тимура военному искусству и спортивным играм.

## Начало политической деятельности

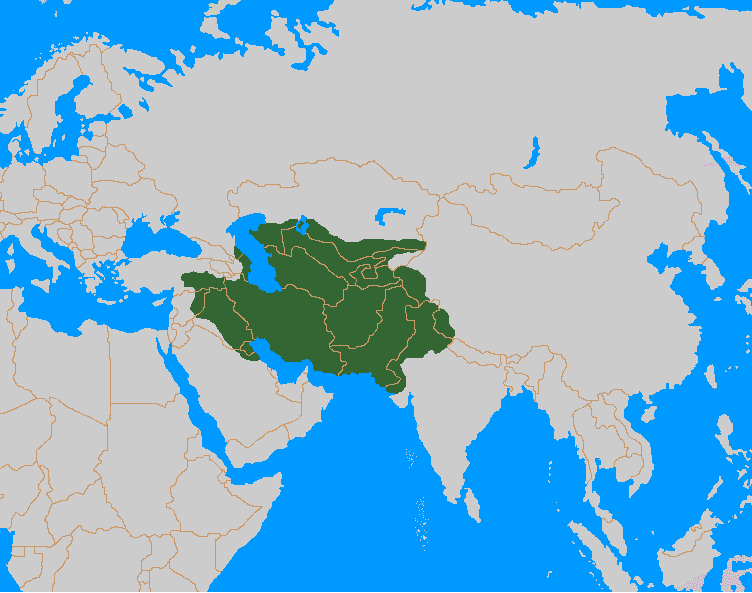
Государство Тимура

Первые сведения о Тимуре появились в источниках начиная с 1361 года. Начало политической деятельности Тамерлана схоже с биографией Чингисхана: они были предводителями набранных ими лично отрядов приверженцев, которые и потом оставались главной опорой их могущества. Подобно Чингисхану, Тимур лично входил во все подробности организации военных сил, имел подробные сведения о силах врагов и состоянии их земель, пользовался среди своего войска безусловным авторитетом и мог вполне полагаться на своих сподвижников. Менее удачен был выбор лиц, поставленных во главе гражданского управления (многочисленные случаи наказания за лихоимство высших сановников в Самарканде, Герате, Ширазе, Тавризе).
В 1347 году Чагатайский улус распался на два отдельных государства: Мавераннахр и Могулистан (или Моголистан). В 1360 году Мавераннахр был завоёван Туглук-Тимуром. В 1362 году Туглук-Тимур спешно покинул Мавераннахр вследствие возникшего мятежа группы эмиров в Моголистане, передав власть своему сыну Ильясу-Ходже. Тимур же был утверждён правителем Кешской области и одним из помощников могольского царевича.
Не успел хан пересечь реку Сырдарья, как Ильяс-Ходжа вместе с эмиром Бекчиком и другими близкими эмирами сговорились удалить Тимура от государственных дел, а при удобном случае и уничтожить его физически. Интриги всё более усиливались и приняли опасный характер. Тимуру пришлось отделиться от моголов и перейти на сторону их врага — эмира Хусейна, внука эмира Казагана. Некоторое время они с небольшим отрядом вели жизнь искателей приключений и пошли в сторону Хорезма, где в сражении под Хивой потерпели поражение от правителя тех земель Таваккала-Конгурота, и с остатками своих воинов и слуг вынуждены были отступить вглубь пустыни. Впоследствии выйдя к аулу Махмуди в области, подвластной Махану, они были взяты в плен людьми Алибека Джаникурбана, в плену у которого провели 62 дня. Согласно сведениям историка Шарафиддина Али Язди, Алибек намеревался продать Тимура и Хусейна иранским купцам, но в те дни через Махан не прошёл ни один караван. Узники были спасены старшим братом Алибека эмиром Мухаммад-беком.
Во время стычки в Сеистане, произошедшей осенью 1362 года против врагов правителя Малика Кутбиддина, Тимур лишился двух пальцев на правой руке и был тяжело ранен в правую ногу, отчего стал хромым.
До 1364 года эмиры Тимур и Хусейн жили на южном берегу Амударьи в областях Кахмард, Дарагез, Арсиф и Балх и вели против моголов партизанскую войну.
В 1364 году моголы были вынуждены покинуть страну. Вернувшиеся обратно в Мавераннахр Тимур и Хусейн посадили на престол Кабул-шаха из рода Чагатаидов.
На следующий год, на рассвете 22 мая 1365 года под Чиназом произошло кровопролитное сражение между армией Тимура и Хусейна с армией хана Ильяса-Ходжи, вошедшее в историю как «Битва в грязи». У Тимура и Хусейна было немного шансов победить, поскольку у армии Ильяса-Ходжи были превосходящие силы. Во время сражения пошёл ливень, воинам трудно было даже взглянуть вперёд, а лошади вязли в грязи. Несмотря на это, войска Тимура стали одерживать победу на своём фланге, в решающий момент он просил помощи у Хусейна, чтобы добить противника, однако Хусейн не только не помог, но и отступил. Это и предрешило исход сражения. Воины Тимура и Хусейна вынужденно отошли на другой берег реки Сырдарьи.
Тем временем армия Ильяса-Ходжи была изгнана из Самарканда народным восстанием сербедаров, которое возглавили преподаватель медресе Мавляна-заде, ремесленник Абу Бекр Келеви и стрелок Мирзо Хурдаки Бухари. В городе установилось народное правление. Имущество богатых слоёв населения было конфисковано, поэтому они обратились к Хусейну и Тимуру за помощью. Тимур и Хусейн договорились выступить против сербедаров. Весной 1366 года Тимур и Хусейн подавили восстание, казнив сербедарских вождей, но по приказу Тимура оставили в живых одного из лидеров восстания, Мавляна-заде, пользовавшегося огромной популярностью в народе.

## Избрание «великим эмиром»

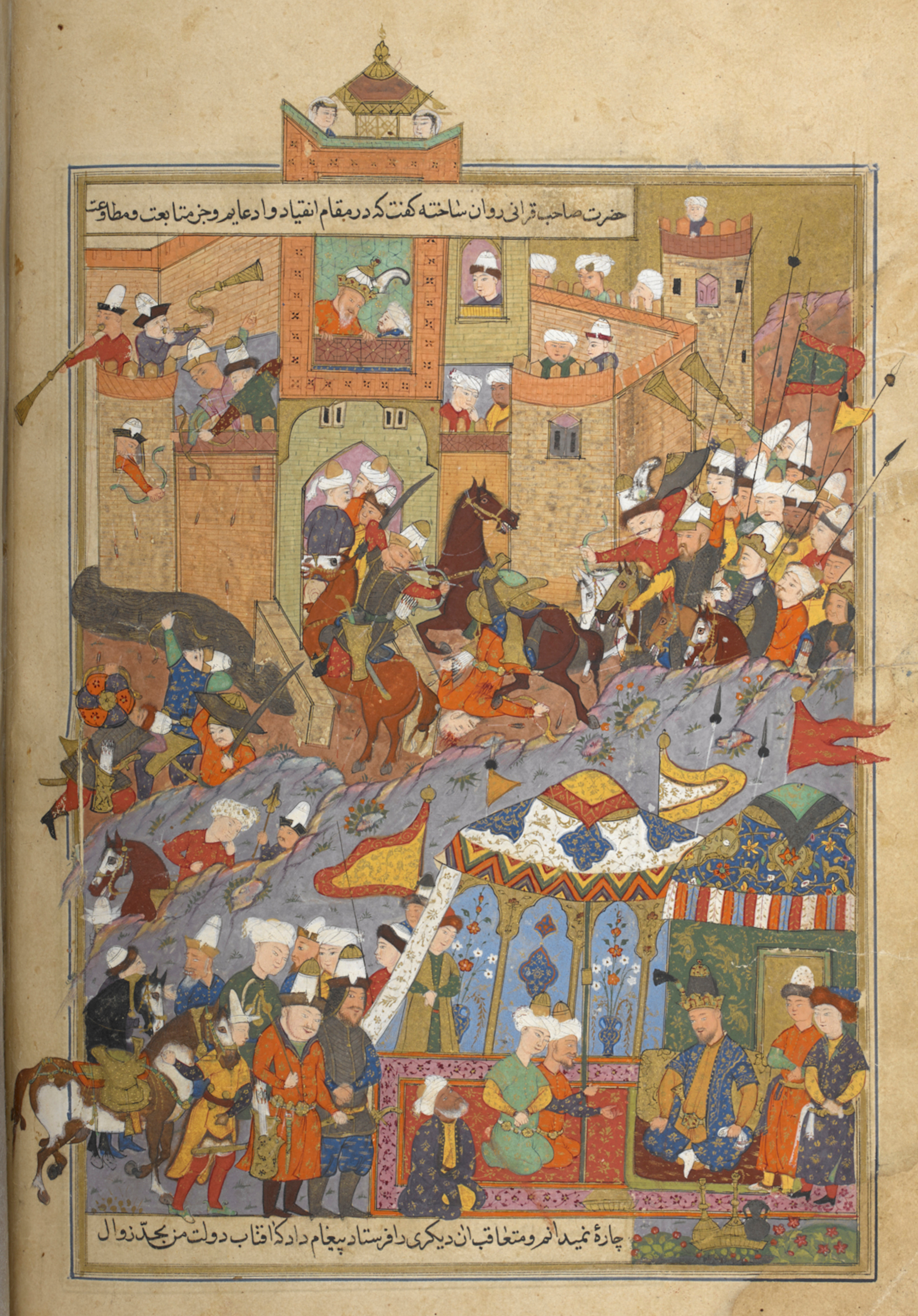
Тимур при осаде крепости Балх в 1370 году

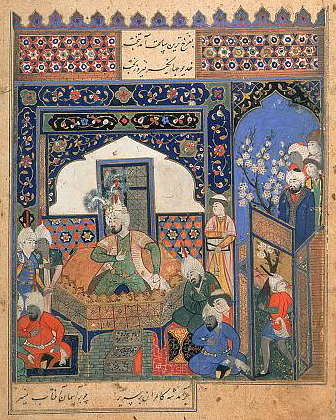
Коронация Тимура в Балхе в 1370 году

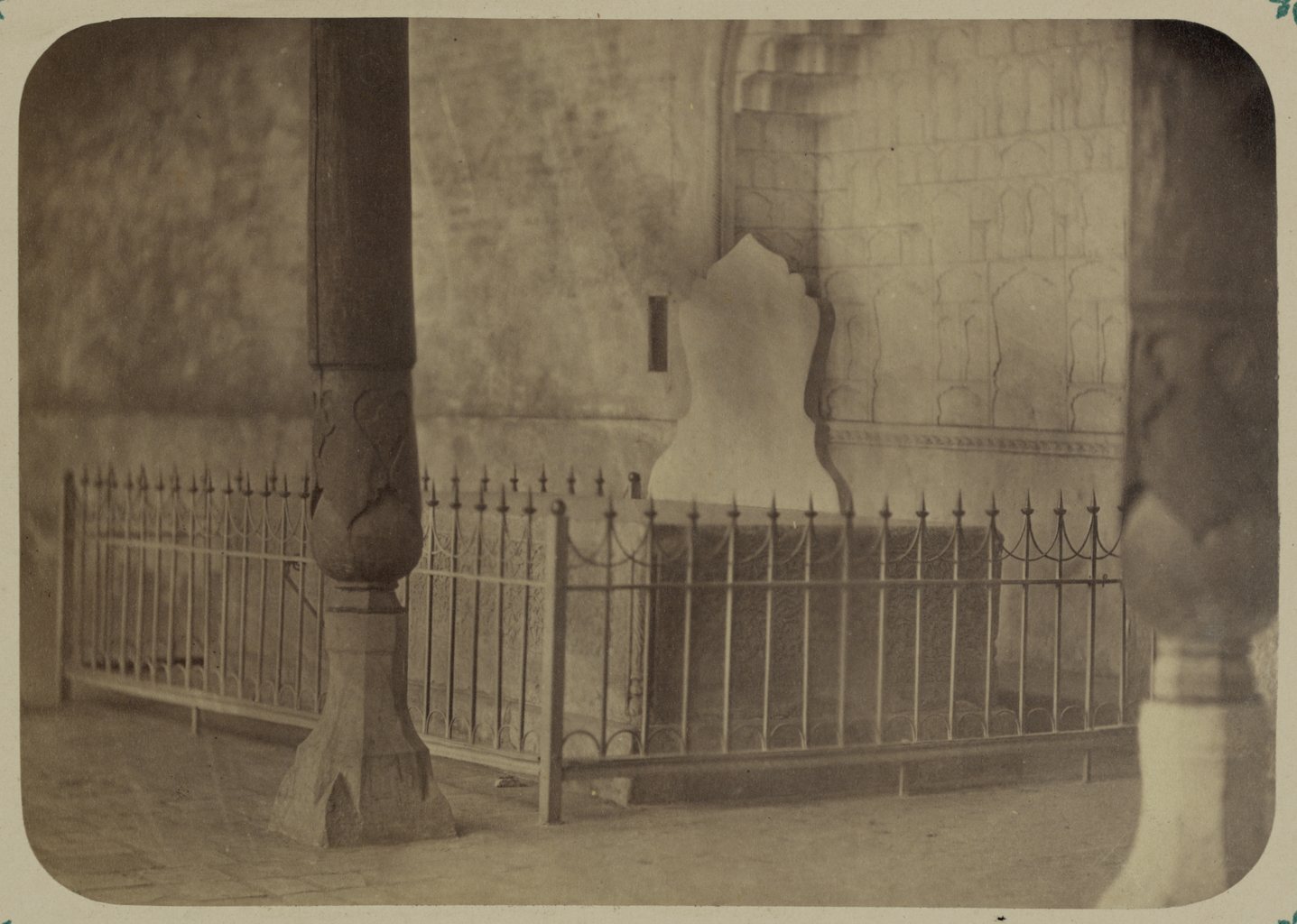
Тронный камень Тимура

Хусейн вынашивал планы занять должность верховного эмира чагатайского улуса, подобно своему деду Казагану, силой захватившему эту должность во времена Казан-хана. В отношениях между Тимуром и Хусейном наметился раскол и каждый из них начинал готовиться к решающему сражению. В этой ситуации большую поддержку Тимуру оказало духовенство в лице термезских сеидов, самаркандского шейх-уль-ислама и Мир Сеида Береке, ставшего духовным наставником Тимура.

Переехав из Сали-сарая в Балх, Хусейн начал укреплять крепость. Он решил действовать обманом и хитростью. Хусейн послал Тимуру приглашение на встречу в ущелье Чакчак для подписания мирного договора, а в качестве доказательства своих дружественных намерений обещал поклясться на Коране. Отправившись на встречу, Тимур на всякий случай взял с собой двести джигитов, Хусейн же привёл тысячу своих воинов и по этой причине встреча не состоялась. Тимур вспоминал об этом случае так:
«Я послал эмиру Хусейну письмо с тюркским бейтом такого содержания: Кто обмануть меня намерен, / Сам ляжет в землю, я уверен. / Коварство проявив своё, / Он сам погибнет от него. Когда моё письмо дошло до эмира Хусейна, он был крайне смущён и просил прощения, но во второй раз я ему не поверил».
Собрав все свои силы, Тимур переправился на другой берег Амударьи. Передовыми частями его войск командовали Суюргатмыш-оглан, Али Муайяд и Хусейн Барлас. На подходе к селению Бийя на встречу войску выдвинулся Мир Сеида Береке, предводитель Андхудских сайидов, и вручил ему литавры и знамя верховной власти. На пути к Балху к Тимуру присоединились прибывший из Каркары Джаку барлас со своим войском и эмир Кайхусрав из Хутталана, а на другом берегу реки также присоединились эмир Зинда Чашм из Шибиргана, хазарийцы из Хульма и Бадахшана Мухаммадшах. Узнав про это, многие воины эмира Хусейна покинули его.
Перед сражением Тимур собрал курултай, на котором ханом Мавераннахра был избран Суюргатмыш-хан, сын Казан-хана. Незадолго до утверждения Тимура «великим эмиром» к нему пришёл Мир Сеид Барака, шейх из Мекки, и сказал, что ему было видение, будто он, Тимур, станет великим правителем. По этому случаю вручил ему знамя, барабан, символ верховной власти. Но он эту верховную власть лично не берёт, а остаётся рядом с ней.
10 апреля 1370 года Балх был покорён, а Хусейн взят в плен и убит правителем Хуталляна Кайхусравом на правах кровной мести, так как до этого Хусейн убил его брата. Здесь же состоялся курултай, в котором приняли участие чагатайские беки и эмиры, высокопоставленные сановники областей и туманов, термезшахи. Среди них были бывшие соперники и друзья детства Тимура: Байан-сулдус, эмиры Ульджайту, Кайхосров, Зинда Чашм, Джаку-барлас и многие другие. Курултай избрал Тимура верховным эмиром Турана, как отныне стало называться государство Тимура, возложив на него ответственность за установление долгожданного мира, стабильности и порядка в стране. Брак с дочерью Чингизида Казан-хана, пленной вдовой эмира Хусейна Сарай-мульк ханым, позволил Тимуру прибавить к своему имени почётный титул «Гураган», то есть «(ханский) зять».
На курултае Тимур принял присягу от всех военачальников Мавераннахра. Подобно своим предшественникам, он не принял ханского титула и довольствовался званием «великого эмира» — ханами при нём считались потомки Чингисхана Суюргатмыш-хан (1370—1388), а затем его сын Махмуд-хан (1388—1402). Столицей государства был выбран Самарканд. Тимур начал борьбу за создание централизованного государства.

## Восстановление системы высшего образования и мусульманской юриспруденции

Макет комплекса Гур-Эмир с медресе, ханака и мавзолеем

В результате монгольских походов тысячи учёных, юристов были убиты, сотни медресе разрушены. Тимуру пришлось приложить огромные усилия для восстановления системы высшего образования и особенно мусульманской юриспруденции. Пришлось приглашать в столицу государства крупных мусульманских правоведов, например, Сад ад-дини Maсуд ибн Умара ат-Тафтазани (1322, Тафтазан, Хорасан — 1390, Самарканд) видного представителя позднего калама. Его сочинения по логике, юриспруденции, поэтике, грамматике, математике, риторике и коранической экзегетике пользовались популярностью в качестве учебных пособий. В начале XV века в Самарканде работал и преподавал такой крупный учёный-правовед как Шамс ал-Дин Мухаммад б. Мухаммад ал-Джазари.
В Самарканде были построены более 20 медресе: медресе Сарай Мульк ханым, медресе Кутб ад-дин садра, медресе эмира Фирузшаха, медресе эмира Бурундука и др. В медресе Мухаммад Султана учились 58 студентов и преподавали четыре мудариса. Обучению Корану было поручено Джамал ад-дину Ахмаду Хорезми.

## Духовные наставники Тимура и его глубокое уважение к сайидам

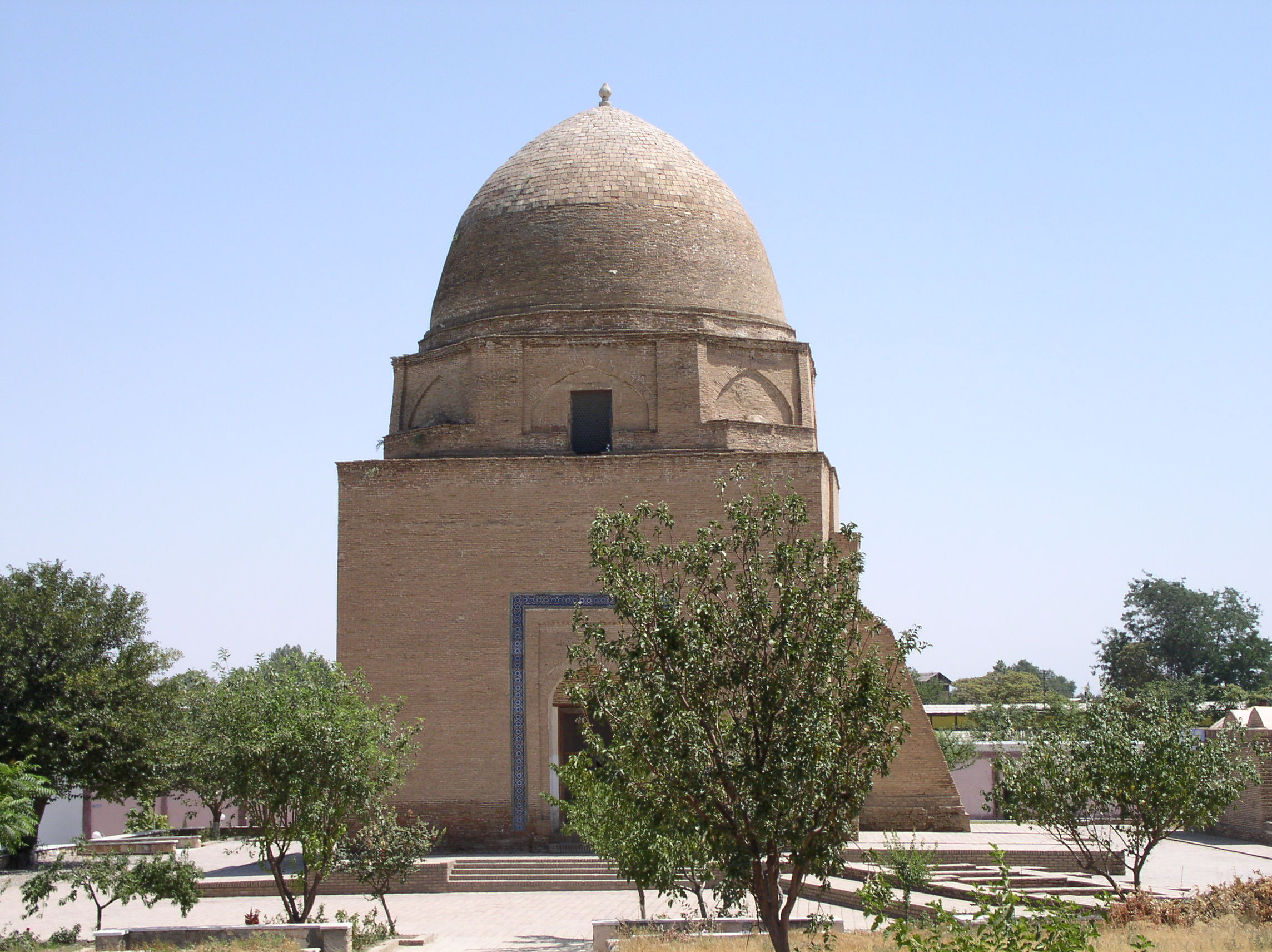
Мавзолей Рухабад в Самарканде

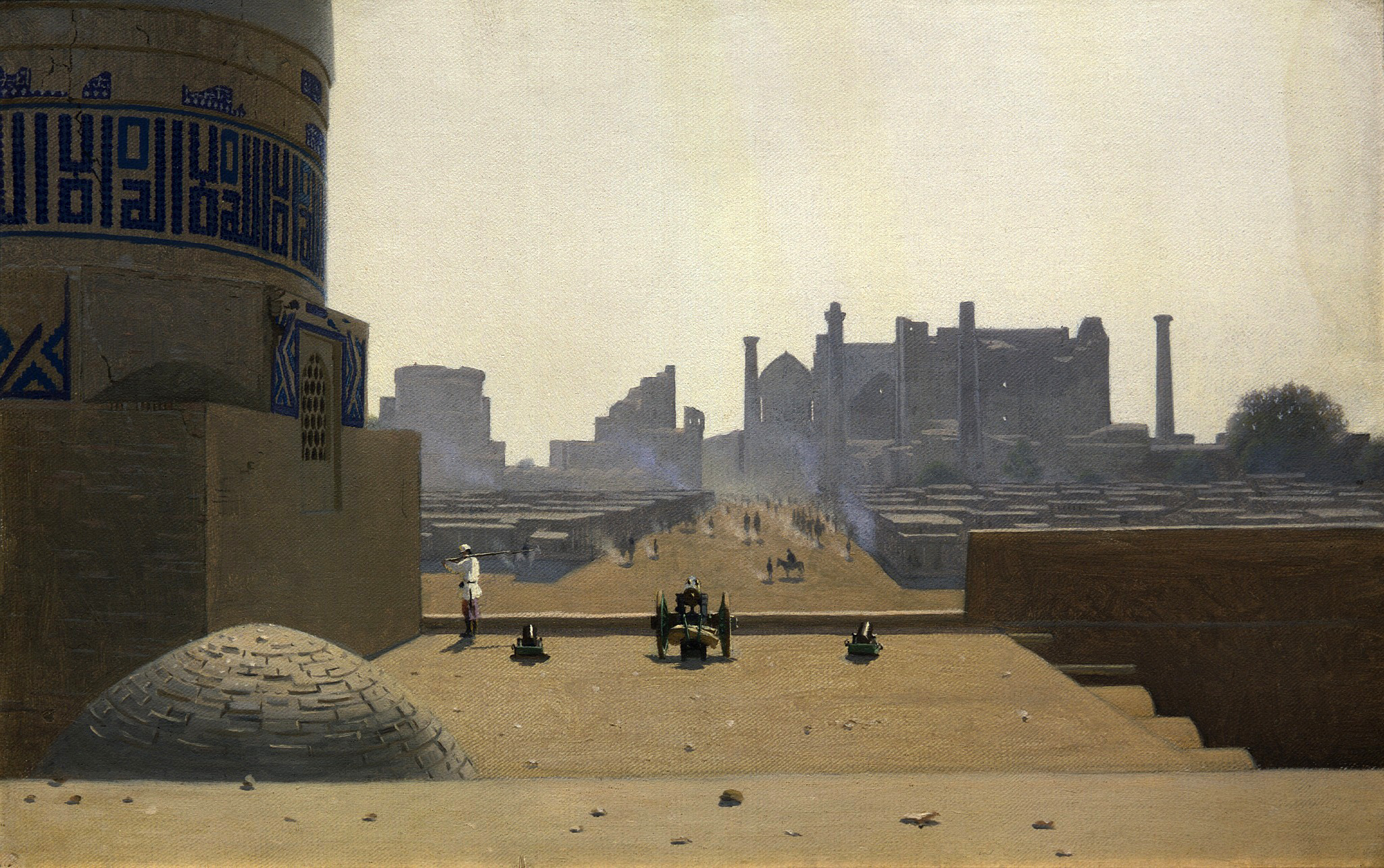
Вид с мавзолея Нур аддин Басира на Регистан в Самарканде

Тимур был мусульманином и поклонником суфийских орденов Яссавия и Кубравия. Первым духовным наставником Тимура был наставник его отца — суфийский шейх Шамс ад-дин Кулял, а также известен Зайнуд-дин Абу Бакр Тайбади, крупный хоросанский шейх.
Главным же духовным наставником Тимура был потомок пророка Мухаммеда, шейх Мир Саид Барака. Именно он вручил Тимуру символы власти: барабан и знамя, когда он пришёл к власти в 1370 году. Мир Сайид Барака предсказал эмиру великое будущее. Он сопровождал Тимура в его больших походах. В 1391 году он благословил его перед битвой с Тохтамышем. Согласно источникам, в решающий момент сражения он крикнул по-тюркски — «ягы кочди», что означало враг бежал. Эти слова вдохновили воинов Тимура. В 1403 году они вместе оплакивали неожиданно скончавшегося престолонаследника — Мухаммад-Султана. Позже Мир Сайид Барака скончался и по воле младшего сына Тимура Шахруха, его останки были захоронены в мавзолее Гур Эмир, где у его ног был похоронен и сам Тимур. Другим наставником Тимура был сын суфийского шейха Бурхан ад-дина Сагарджи Абу Саид. Тимур приказал построить мавзолей Рухабад над их могилами. Тимур с приходом к власти в 1370 году первым делом возвёл мавзолей для шейха Нур ад-дина Басира в Самарканде, однако в 1880-х годах мавзолей был уничтожен властями.
Только две категории населения: потомки Тимура и сайиды пользовались неприкосновенностью жизни в государстве Тимура.

## Укрепление и расширение государства
Несмотря на заложенный фундамент государственности, Шибирган и Хорезм, южная часть которого принадлежала Чагатайскому улусу, не признавали новой власти в лице Суюргатмыш-хана и эмира Тимура. Неспокойно было на южных и северных рубежах границы, где беспокойство доставляли Моголистан и Белая Орда, часто нарушая границы и разграбливая селения. После захвата Урус-ханом Сыгнака и переноса в него столицы Белой Орды, Яссы (ныне Туркестан), Сайрам и Мавераннахр оказались в ещё большей опасности. Необходимо было предпринимать меры по защите и укреплению государственности.
Вскоре власть эмира Тимура признали Балх и Ташкент, однако Хорезмские правители продолжали сопротивляться Чагатайскому улусу, опираясь на поддержку правителей Дешт-и-Кипчака. В 1371 году правитель Хорезма предпринял попытку захвата южного Хорезма, который входил в состав Чагатайского улуса. Эмир Тимур требовал у Хорезма вернуть захваченные земли сначала мирным путём, посылая в Гургандж сначала тавачи (квартирмейстера), потом шейх-уль-ислама (глава мусульманской общины), но правитель Хорезма Хусейн Суфи оба раза отказался выполнять это требование, взяв в плен посла. В дальнейшем эмир Тимур совершил пять походов на Хорезм.
Одним из его сподвижников являлся Аббас Бахадур.

### Походы на Моголистан
Моголистан необходимо было покорить для обеспечения безопасности границ государства. Моголистанские феодалы часто совершали грабительские набеги на Сайрам, Ташкент, Фергану и Яссы. Особенно большие беды принесли народу набеги моголистанского улусбеги эмира Камар ад-Дина в 1370—1371 годах.
С 1371 по 1390 годы эмир Тимур совершил семь походов на Моголистан, окончательно разбив армию Камар ад-Дина и Анка-тюра в 1390 году. Первые два похода против Камар ад-Дина Тимур предпринял весной и осенью 1371 года. Первый поход закончился перемирием; во время второго Тимур, выйдя из Ташкента, двинулся в сторону селения Янги на Тараз. Там он обратил моголов в бегство и захватил большую добычу.
В 1375 году Тимур осуществил третий успешный поход. Он вышел из Сайрама и прошёл через районы Таласа и Токмака по верхнему течению реки Чу, возвратившись в Самарканд через Узген и Ходжент. Однако Камар ад-Дин не был разгромлен. Когда армия Тимура вернулась в Мавераннахр, Камар ад-Дин зимой 1376 года вторгся в Фергану и осадил город Андижан. Наместник Ферганы, третий сын Тимура Умар-шейх, бежал в горы. Разъярённый Тимур поспешил в Фергану и долго преследовал противника за Узгеном и горами Яссы до самой долины Ат-Баши, южного притока верхнего Нарына.
В 1376—1377 годах Тимур совершил свой пятый поход против Камар ад-Дина. Он разбил его армию в ущельях западнее Иссык-Куля и преследовал до Кочкара. В «Зафар-наме» упоминается шестой поход Тимура в район Иссык-Куля против Камар ад-Дина в 1383 году, однако улусбеги опять удалось ускользнуть.
В 1389—1390 годах Тимур активизировал свои действия, чтобы окончательно разгромить Камар ад-Дина. В 1389 году он перешёл Или и пересёк район Имиль по всем направлениям, к югу и востоку от озера Балхаш и вокруг Ата-Куля. Его авангард тем временем преследовал моголов до Чёрного Иртыша, южнее Алтая. Его передовые отряды дошли на востоке до Кара Ходжи, то есть почти до Турфана. В 1390 году Камар ад-дин был окончательно разгромлен, и Моголистан окончательно перестал угрожать державе Тимура. Однако Тимур дошёл лишь до Иртыша на севере, Алакула на востоке, Эмила и ставки монгольских ханов Балиг-Юлдуза, но завоевать земли восточнее гор Тангри-тага и Кашгара он не смог. Камар ад-Дин бежал на Иртыш и впоследствии умер от водянки. В качестве хана Моголистана утвердился Хизр-Ходжа.

### Первые походы в Переднюю Азию

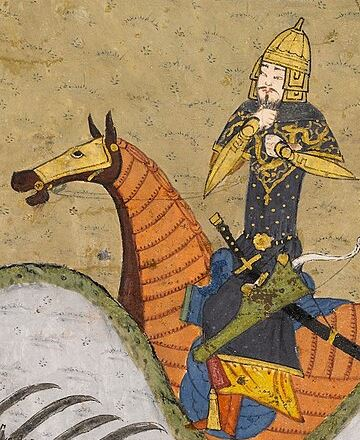
Тимур (Тамерлан) на лошади. Миниатюра от художника Йакуби

В 1380 году Тимур отправился в поход против Малика Гияс-ад-дина Пир-Али II, так как тот не пожелал признать себя вассалом эмира Тимура и стал в ответ укреплять оборонительные стены своей столицы города Герата. В начале Тимур направил к нему посла с приглашением на курултай, дабы решить проблему мирным путём, но Гияс-ад-дина Пир-Али II отверг предложение, задержав посла. В ответ на это в апреле 1380 года Тимур направил десять полков на левый берег Амударьи. Его войска захватили области Балх, Шибирган и Бадхыз. В феврале 1381 года выступил с войсками сам эмир Тимур и взял Хорасан, города Серахс, Джами, Каусия, Туе и Келат, а город Герат был взят после пятидневной осады. Помимо Келата был взят Себзевар, в результате чего окончательно прекратило существование государство сербедаров. В 1382 году правителем Хорасана был назначен сын Тимура Миран-шах. В 1383 году Тимур опустошил Систан и жестоко подавил восстание сербедаров в Себзеваре.
В 1383 году он взял Систан, в котором были повержены крепости Зирех, Заве, Фарах и Буст. В 1384 году захватил города Астрабад, Амуль, Сари, Султания и Тебриз, фактически захватив всю Персию.

### Борьба с Золотой Ордой

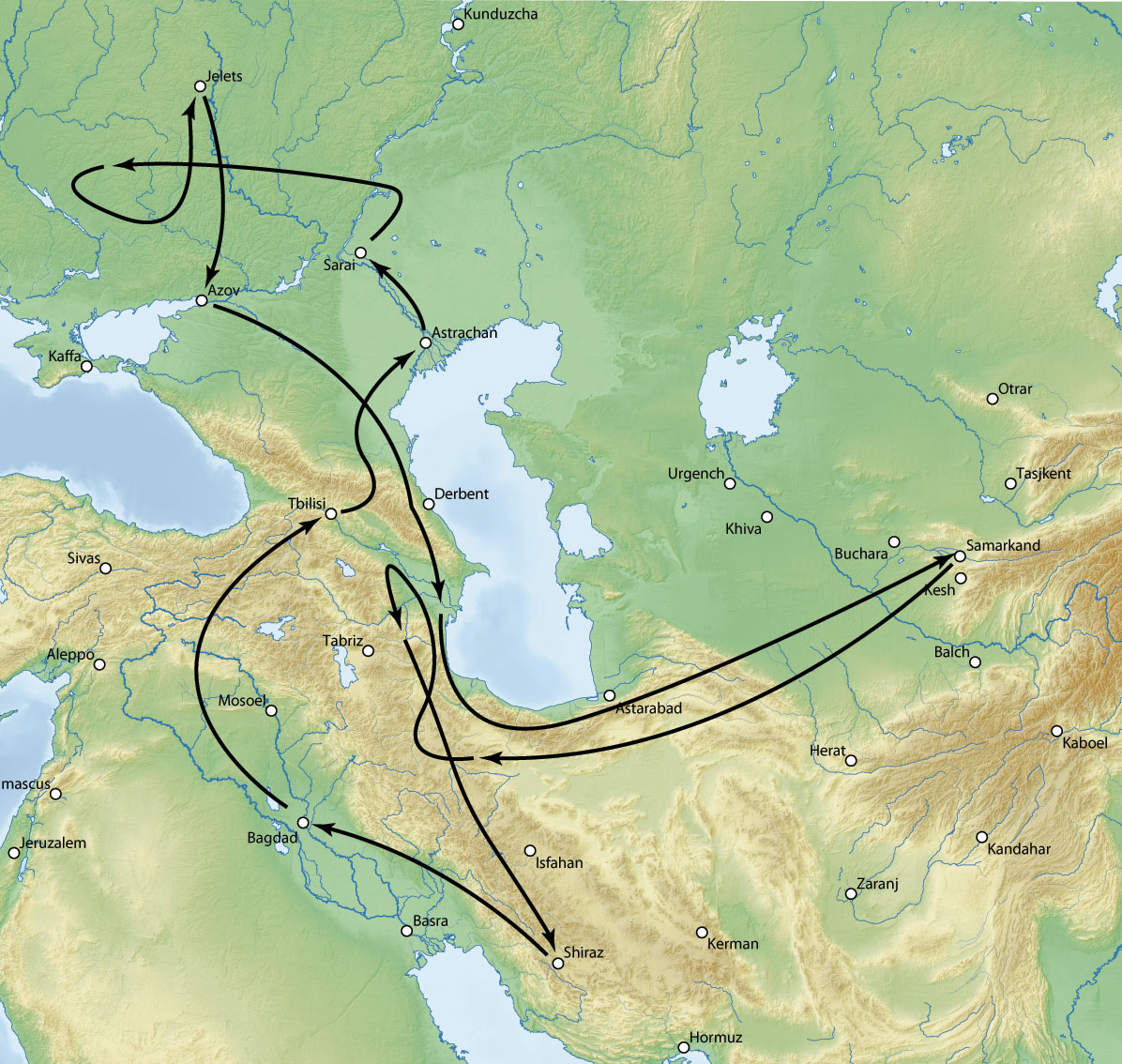
Поход Тимура против Золотой Орды в 1395 году

Следующими целями Тамерлана были обуздание Золотой Орды и установление политического влияния в её восточной части и прекращение грабительских походов правителей Моголистана на Мавераннахр. Осознавая всю опасность, исходящую от Золотой Орды, с первых же дней своего правления Тимур всячески пытался привести там к власти своего ставленника. Хан Синей орды Урус-хан пытался объединить некогда могущественный улус Джучи, но его планам помешала усилившаяся борьба между Джучидами и феодалами Дешт-и Кипчака. Тимур всячески поддерживал Тохтамыш-оглана, отец которого погиб от рук Урус-хана, в итоге занявшего престол Белой Орды.
Впервые содействие Тохтамышу было оказано в 1376 году, когда с помощью войск Тимура и на его средства Тохтамыш овладел Сабраном и Сыгнаком, но был разбит сыном Урус-хана, который погиб в бою.
Во второй раз содействие было оказано в 1377 году, когда с помощью войск Тимура и на его средства Тохтамыш вновь утвердился на Сырдарье, но был разбит другим сыном Урус-хана. Тохтамыш был ранен и спасён родственником Тимура Идику барласом, который привёл его в Бухару к Тимуру, который приказал его вылечить. Урус-хан требовал выдачи Тохтамыша, но Тимур не выдал друга.
Урус-хан несколько раз полностью разбивал Тохтамыша, но тому каждый раз удавалось бежать к Тимуру, который вновь давал ему армию. Однако Урус-хан неожиданно умер. В 1379 году Тохтамыш был провозглашён ханом в присырдарьинских землях, а затем разгромил Мамая и стал ханом всего Улуса Джучи.
Однако после прихода к власти в Золотой Орде хан Тохтамыш стал проводить враждебную политику по отношению к Мавераннахру. В 1387 году Тохтамыш вместе с правителем Хорезма Хусейном Суфи совершили грабительский набег на Бухару, что привело к последнему походу Тимура на Хорезм и дальнейшим военным действиям против Тохтамыша (Тамерлан совершил против него три похода, окончательно разбив только в 1395 году).
На стороне Тимура с 1375 года сражался другой представитель Золотой Орды, глава мангытского улуса — Едигей, известный в тимуридских источниках как Идику узбек. Впоследствии мангытский бек находился некоторое время при воцарившемся в Джучиевом улусе Тохтамыше в качестве "одного из главных эмиров восточной половины Золотой Орды. Но в 1389 г. он упоминается уже как противник Тохтамыша. Едигей сопровождал Тимура в походе на Золотую Орду в 1391 г. После окончательного разгрома Тохтамыша Тимуром Едигей прибрал нити власти в Золотой Орде в свои руки, однако в его послании к Тимуру 1398 г. с полным основанием признавалось: «Мы все выкормлены милостью его величества, счастливого государя…»
Несмотря на предательство Тохтамыша, составившего союз с египетским султаном Баркуком, государством Кара-Коюнлу и османским султаном Баязидом, Тимур после разгрома всех его союзников простил его и в январе 1405 году принял его посланника, пообещав восстановить Тохтамыша на престоле Золотой Орды.

### Трёхлетний поход и завоевание Хорезма
Первый, так называемый «трёхлетний» поход в западную часть Персии и прилегающие к ней области Тимур начал в 1386 году. В ноябре 1387 года войска Тимура взяли Исфахан и захватили Шираз. Несмотря на успешное начало похода, Тимур был вынужден вернуться обратно вследствие нашествия на Мавераннахр золотоордынского хана Тохтамыша в союзе с хорезмийцами (1387 год). В Исфахане был оставлен гарнизон из 6000 воинов, а его правителя Шах-Мансура из династии Музаффаридов Тимур увёз с собой. Вскоре после ухода основных войск Тимура в Исфахане произошло народное восстание под предводительством кузнеца Али Кучека. Весь гарнизон Тимура был перебит. Об ответных действиях Тимура против исфаханцев повествует в своих путевых записках Иоганн Шильтбергер:

«Последний тотчас же возвратился, однако в течение 15 дней не мог овладеть городом. Поэтому он предложил жителям перемирие на условии, что они передадут в его подчинение 12 тысяч стрелков для какого-то похода. Когда эти воины были отправлены к нему, он приказал отрезать у каждого из них большой палец на руке, после чего отправил их назад в город, который вскоре был взят им приступом. Собрав жителей, он приказал умертвить всех, кто был старше 14 лет, пощадив тех, кому было меньше лет. Головы убитых были сложены в виде башни в центре города. Затем он приказал вывести женщин и детей в поле за городом, где отделил детей моложе семи лет. После этого он приказал своим воинам наехать на них своими лошадьми. Собственные советники Тамерлана и матери этих детей пали перед ним на колени и умоляли его пощадить детей. Но он не внял их мольбам, повторил своё приказание, которое, однако, ни один воин выполнить не решался. Разгневавшись на них, Тамерлан сам наехал на детей и сказал, что хотел бы знать, кто осмелится не последовать за ним. Тогда воины были вынуждены последовать его примеру и растоптать детей копытами своих лошадей. Всего растоптанных насчитали около семи тысяч. После этого он приказал поджечь город, а женщин и детей увёл в свою столицу Самарканд, в котором он не был 12 лет».
Следует заметить, что Шильтбергер сам не был очевидцем этих событий, а узнал о них от третьих лиц, находясь на Ближнем Востоке в период с 1396 по 1427 годы.

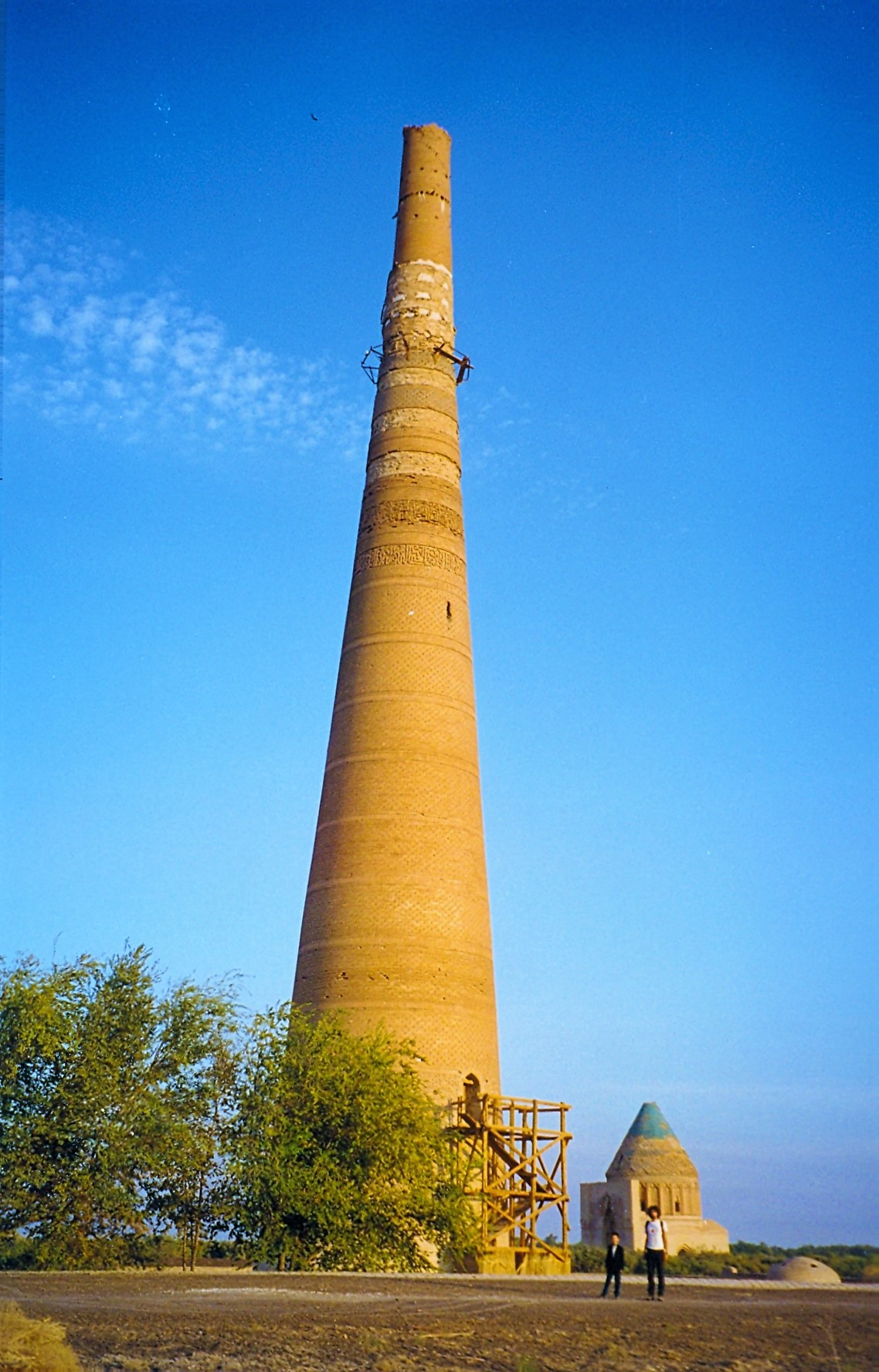
Минарет Кутлуг-Тимура в Куня Ургенче, первой половины XIV века

В 1388 году Тимур прогнал золотоордынцев и в ответ на вероломство хорезмийцев взял столицу Хорезма г. Ургенч. По приказу Тимура оказавшие сопротивление хорезмийцы были частично истреблены, а большей частью выселены в Самарканд, Бухару и Шахрисабз. Ургенч разрушен, а на его месте был посеян ячмень. Ургенч не был разрушен до основания, так как до наших дней сохранились шедевры архитектуры Ургенча, построенные до Тимура, к примеру, мавзолей Иль-Арслана (XII век), мавзолей хорезмшаха Текеша (1200 год) и др..
В 1389 году Тимур совершил опустошительный поход вглубь владений Улуса Джучи до Иртыша на севере и до Большого Жылдыза на востоке, а в 1391 году — поход на золотоордынские владения до Волги, разбив Тохтамыша в битве на реке Кондурче. После этого Тимур направил свои войска против Могулистана (1389—1390), правители которого часто нападали на Государство Тимура.

### Пятилетний поход и разгром Золотой Орды
Второй длительный, так называемый «пятилетний» поход в Иран Тимур начал в 1392 году. В том же году Тимур завоевал прикаспийские области, в 1393 — западную Персию и Багдад, а в 1394 году — Закавказье. В грузинских источниках приводится несколько сведений о действиях Тимура в Грузии, о политике исламизации страны и взятии Тбилиси, о грузинском боевом содружестве и так далее. Царь Георгий VII к 1394 году сумел накануне очередного нашествия организовать оборону — он собрал ополчение, к которому присоединил кавказских горцев, включая и нахов. Вначале объединённое грузино-горское войско имело некоторый успех, они даже смогли отбросить передовые отряды завоевателей. Однако, в конечном счёте, подход Тимура с основными силами решил исход войны. Разбитые грузины и нахи отступили на север в горные ущелья Кавказа. Учитывая стратегическую важность перевальных дорог на Северный Кавказ, в особенности, естественной крепости — Дарьяльского ущелья, Тимур решил захватить его.

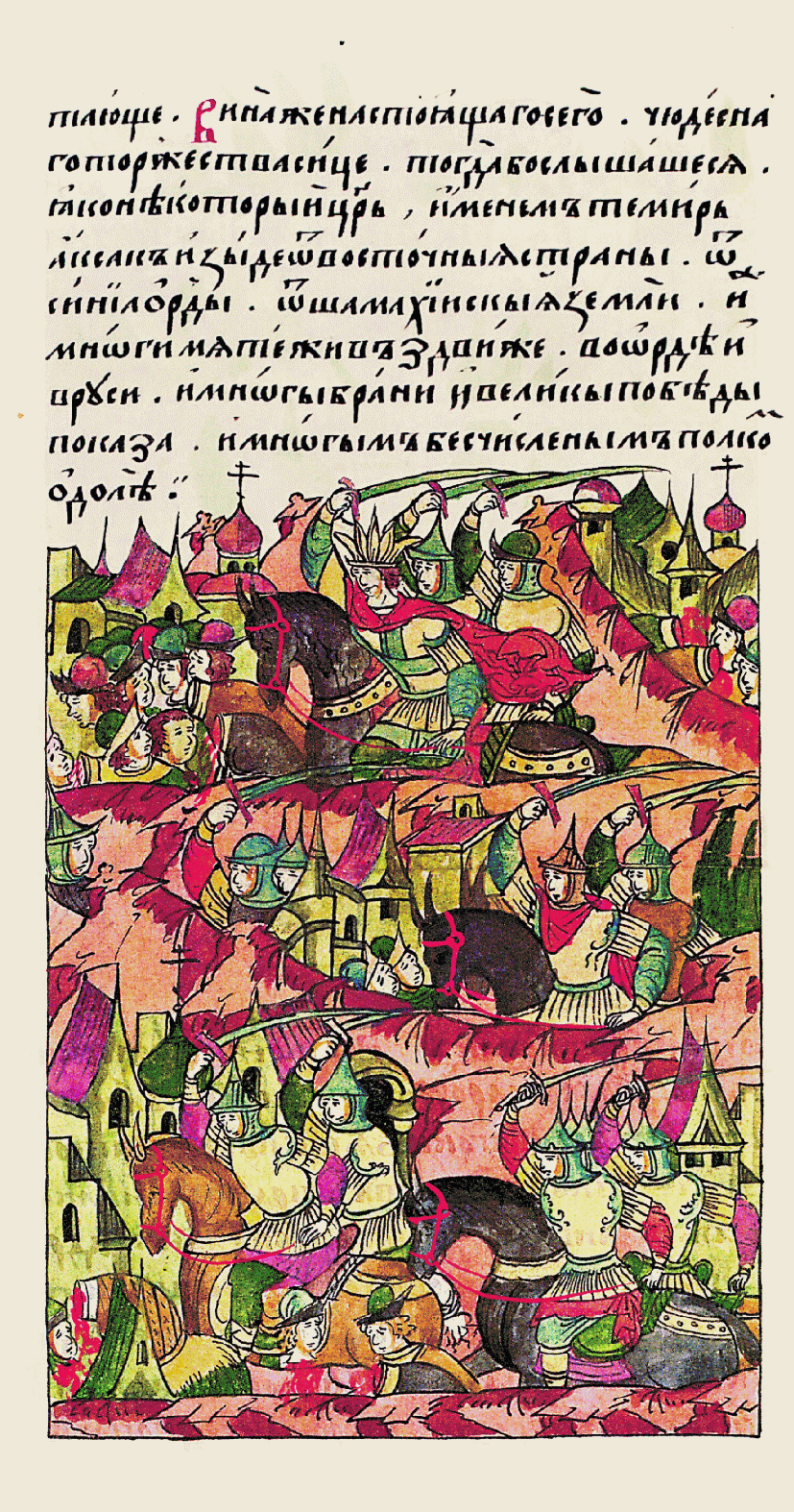
Лицевой летописный свод: «Стало известно, что некий царь по имени Темир-Аксак пришёл из восточной страны, из Синий Орды, из Шамахейской земли и начал большую смуту в Орде и на Руси, затеяв множество войн, в которых одержал победы, бесчисленные полки одолел»

Одного своего сына, Умар-шейха, Тимур назначил правителем Фарса, а другого сына, Миран-шаха — правителем Закавказья. Нашествие Тохтамыша на Закавказье вызвало ответный поход Тимура в Восточную Европу (1395 год); Тимур окончательно разбил Тохтамыша на Тереке и преследовал его до пределов Московского княжества. Этим разгромом армии хана Тохтамыша Тамерлан принёс косвенную пользу в борьбе русских земель против татаро-монгольского ига. Кроме того, в результате победы Тимура северная ветка Великого шёлкового пути, проходившая через земли Золотой Орды, пришла в упадок. Торговые караваны стали проходить через земли государства Тимура.
Преследуя бегущие войска Тохтамыша, Тимур вторгся в Рязанские земли, разорил Елец, составив угрозу Москве. Начав наступление на Москву, он неожиданно 26 августа 1395 года повернул назад (возможно, по причине восстаний ранее покорённых народов) и вышел из пределов Московских земель в тот самый день, когда москвичи встречали образ Владимирской иконы Пресвятой Богородицы, принесённый из Владимира (с этого дня икона почитается как покровительница Москвы), на помощь Москве также шло войско Витовта.
Согласно «Зафар-наме» Шараф ад-Дина Йазди, Тимур находился на Дону после его победы над Тохтамышем на реке Терек и до разгрома городов Золотой Орды в том же 1395 году. Тимур лично преследовал отступавших после поражения полководцев Тохтамыша до их полного разгрома на Днепре. Вероятнее всего, согласно данному источнику, Тимур не ставил целью поход именно на русские земли. К границам Руси подошли некоторые его отряды, а не он сам. Здесь, на удобных летних ордынских пастбищах простиравшихся в пойме Верхнего Дона до современной Тулы, небольшая часть его армии остановилась на две недели. Хотя местное население и не оказало серьёзного сопротивления, край подвергся жестокому разорению. Как свидетельствуют русские летописные рассказы о нашествии Тимура, его армия стояла по обе стороны Дона две недели, землю Елецкую «попленила» и князя елецкого «изыма» (захватила). Некоторые монетные клады в окрестностях Воронежа датируются именно 1395 годом. Однако, в окрестностях Ельца, подвергшегося, согласно вышеупомянутым русским письменным источникам, погрому, кладов с такой датировкой на настоящий момент не обнаружено. Шараф ад-Дин Йазди описывает большую добычу, взятую в русских землях и не описывает ни одного боевого эпизода с местным населением, хотя основное назначение «Книги побед» («Зафар-наме») было описать подвиги самого Тимура и доблесть его воинов. В «Зафар-наме» содержится подробнейший перечень русских городов, покорённых Тимуром, где есть и Москва. Возможно, это лишь список русских земель, не желавших вооружённого конфликта и приславших своих послов с дарами.
Последующие события реконструируются в основном на арабских письменных источниках. Затем Тамерлан двинулся на юг, разграбил торговый город Азов (Тану). Город Тана (современный Азов) поднимался из руин несколько десятилетий.
Войдя в Крым сентябре-октябре 1395 года после 18-дневной осады взял генуэзскую Кафу. Был взят город Крым (Солхат). Разгромлены были и многие колонии итальянских купцов в Крыму и в нижнем течении Дона. Современный медиевист В. Л. Мыц на археологическом материале полагает, что экспедиции Тимура в Крым коснулись севера полуострова, а города предгорий Кырк-Ор, Мангуп и другие особо не пострадали.
Сжёг Сарай-Бату и Астрахань, но прочное завоевание Золотой Орды не было целью эмира, и поэтому Кавказский хребет остался северной границей его владений. Ордынские города Поволжья так и не оправились от Тамерланова разорения вплоть до окончательного распада Золотой Орды. В 1396 году он вернулся в Самарканд и в 1397 году назначил своего младшего сына Шахруха правителем Хорасана, Систана и Мазандерана.
В январе 1405 года Тимур принял посла Тохтамыша в Отраре и обещал вернуть ему престол Золотой Орды, однако в феврале того же года скончался.

### Поход на Индию

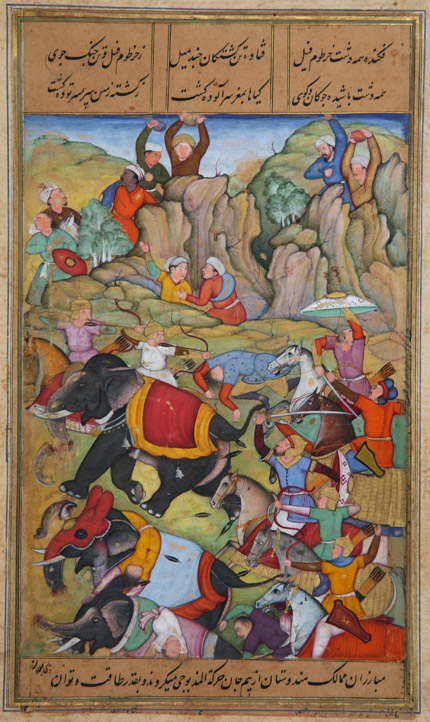
Тимур побеждает султана Дели Насир ад-Дина Махмуда, зимой 1397—1398, живопись датированная 1595—1600 годами

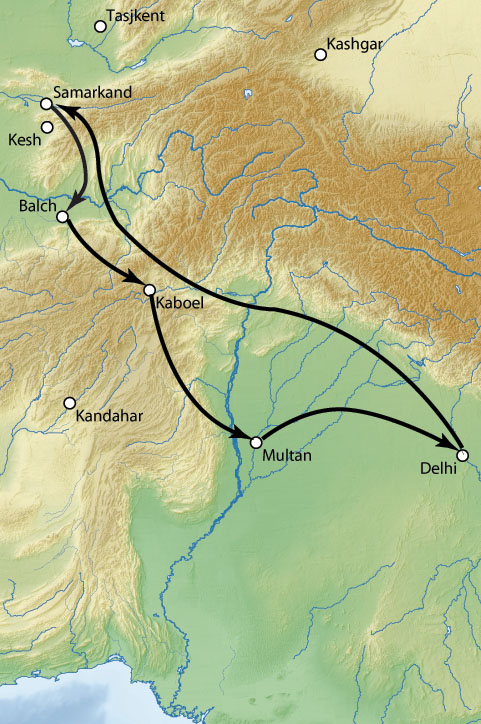
Поход Тимура в Индию

В 1398 Тимур предпринял поход на Индию, по дороге были побеждены горцы Кафиристана. В декабре Тимур под стенами Дели разбил войско Делийского султана и без сопротивления занял город, который через несколько дней был разграблен его войском и сожжён. По приказу Тимура 100 тысяч пленных индийских воинов были казнены из опасения мятежа с их стороны. В 1399 году Тимур дошёл до берегов Ганга, на обратном пути взял ещё несколько городов и крепостей и вернулся в Самарканд с огромной добычей.

### Поход Тамерлана на Османскую империю

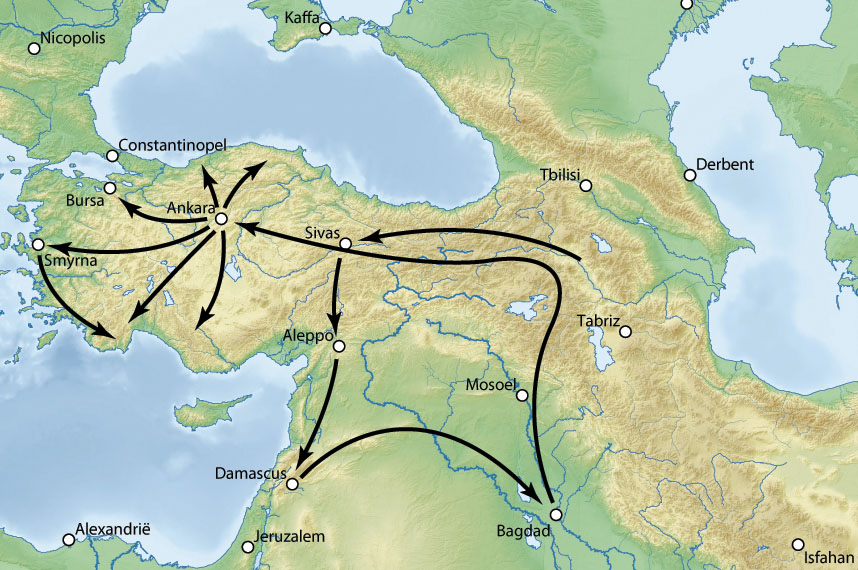
Поход Тимура на Османскую империю

Вернувшись из Индии в 1399 году, Тимур сразу же начал «семилетний» поход на Османскую империю. Этот поход первоначально был вызван беспорядками в области, управляемой Миран-шахом. Тимур низложил своего сына и разбил вторгшихся в его владения врагов. Одной из причин семилетнего похода был конфликт Тимура с Кара-Юсуфом из династии Кара-Коюнлу. Победа войск Тимура вынудила предводителя туркмен Кара Юсуфа бежать на запад к османскому султану Баязиду Молниеносному. После чего Кара Юсуф и Баязид договорились о совместном действии против Тимура. На требование Тимура выдать ему Кара Юсуфа султан Баязид ответил язвительным отказом.
В 1400 году Тимур начал военные действия против Баязида, захватившего Эрзинджан, где правил вассал Тимура, и против египетского султана Фараджа ан-Насира, предшественник которого, Баркук, ещё в 1393 году велел убить посла Тимура. В 1400 году Тимур взял крепости Кемах и Сивас в Малой Азии и Халеб в Сирии, принадлежавшей египетскому султану, а в 1401 году занял Дамаск.
20 июля 1402 года Тимур одержал важнейшую победу над Османским султаном Баязидом I, нанеся ему поражение в битве при Анкаре. Сам султан был взят в плен. В результате сражения Тимуром была захвачена вся Малая Азия, а поражение Баязида привело к крестьянской войне в Османском государстве и междоусобицам сыновей Баязида. В письме Альберто Кампензе к Его Святейшеству Папе Клименту VII о делах Московии рассказываются некоторые подробности о Тамерлане:
«/Тамерлан/ Государь сей орды, называвшийся Темир-Кутлу и известный в Истории под именем Тамерлана, ещё на нашей памяти, подобно молнии (с 1,200,000 воинов, как повествуют историки наши), опустошая и разоряя все встречавшееся ему на пути, проник через Азию в Египет и победил Турецкого Султана Баязета, который сам в то время, захватив Македонию, Фессалию, Фокиду, Беотию и Аттику, и ослабив частыми набегами Иллирию и Булгарию, с жестокостью, в продолжение долгого времени держал в осаде Константинополь, главу Христианской Империи. Император Константинопольский принуждён был, оставив столицу свою, бежать во Францию и в Италию, дабы просить помощи противу Баязета. Между тем Тамерлан принудил сего последнего снять осаду Константинополя и, выступив противу него с огромную ратью, разбил его, победил, взял в плен живого, заковал в золотые цепи и долгое время всюду возил за собою».
Крепость Смирну, (принадлежавшую рыцарям-иоаннитам), которую османские султаны не могли взять в течение 20 лет, Тимур захватил штурмом за две недели. Западная часть Малой Азии в 1403 году была возвращена сыновьям Баязида, в восточной были восстановлены низложенные Баязидом местные династии.
По возвращении в Самарканд Тимур планировал объявить своим преемником своего старшего внука Мухаммед-Султана (1375—1403), который действиями и умом был похож на деда. Однако в марте 1403 года тот заболел и скоропостижно скончался.

### Начало похода в Китай

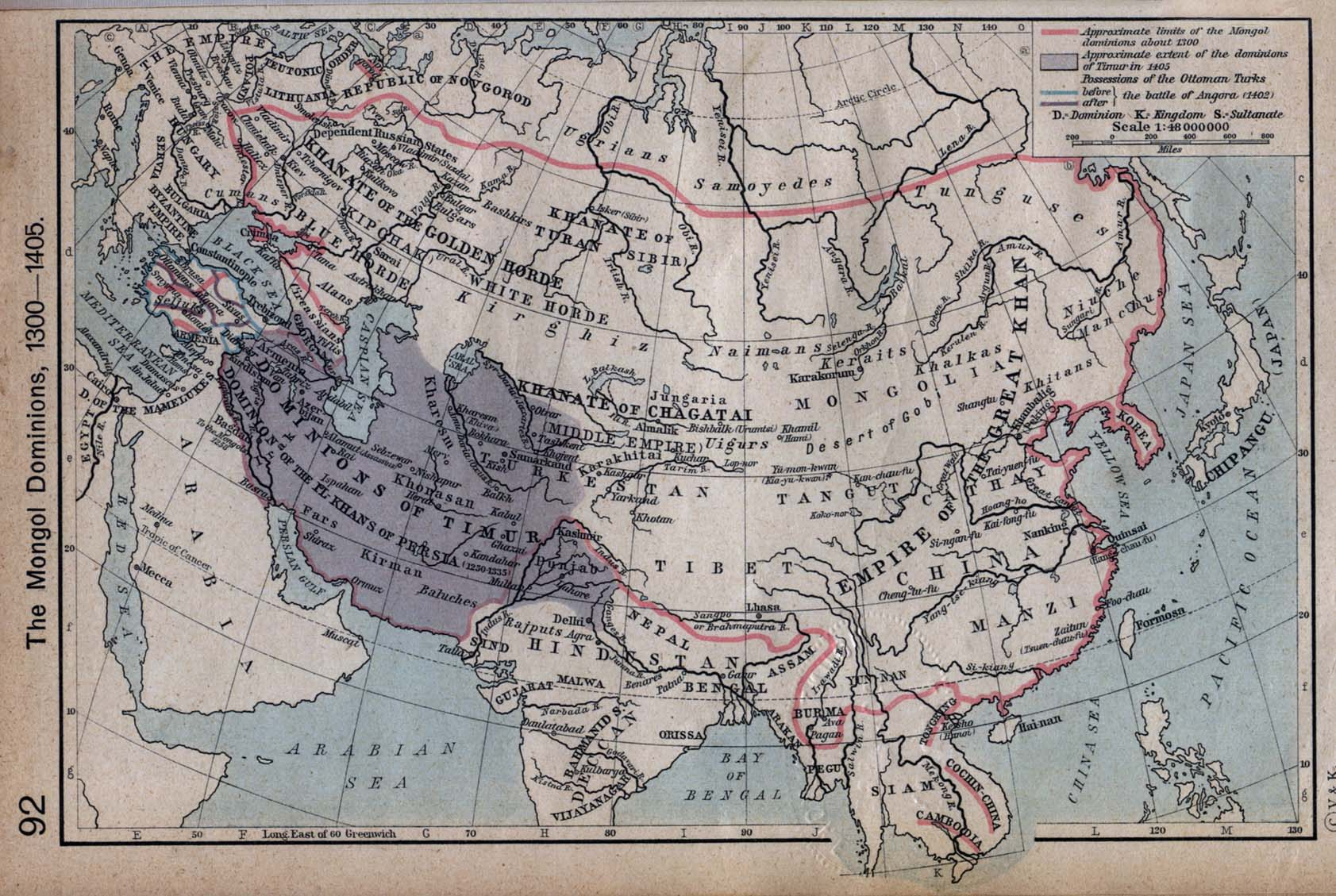
Государство Тимура — Туран

Когда Тимуру было 68 лет — осенью 1404 года, он приступил к осуществлению своих планов вторжения в Китай. Поводом были преследования мусульман в Китае и желание восстановить империю Чингизидов. Тимур считал, что всё пространство населённой части мира не стоит того, чтобы иметь двух повелителей. Но основная цель заключалась в захвате оставшейся части Великого Шёлкового пути для получения максимальных прибылей и обеспечения процветания родного Мавераннахра и его столицы Самарканда. В августе 1404 года Тимур вернулся в Самарканд и через несколько месяцев предпринял поход на Китай, к которому начал готовиться ещё в 1398 году. В тот год им была построена крепость на границе нынешней Сыр-Дарьинской области и Семиречья; теперь было построено ещё одно укрепление, в 10 днях пути дальше к востоку, вероятно, около Иссык-Куля. Поход был прекращён из-за начавшейся холодной зимы, а в феврале 1405 года Тимур скончался.
В Китае знали о военных приготовлениях Тимура и принимали меры для отражения нашествия. Есть даже известие, что начальники войска после смерти Тимура сперва хотели продолжать поход и только вследствие наступивших в царстве Тимура смут отказались от своего намерения.

## Монеты Тимура
На монетных дворах обширных владений Тимура выпускались серебряные монеты трёх достоинств: танга, половина (ним-танга) и четверть танги (мири), а также медные монеты — фулусы (‛адлийа, медные динары, данги и др.).

## Дипломатические связи

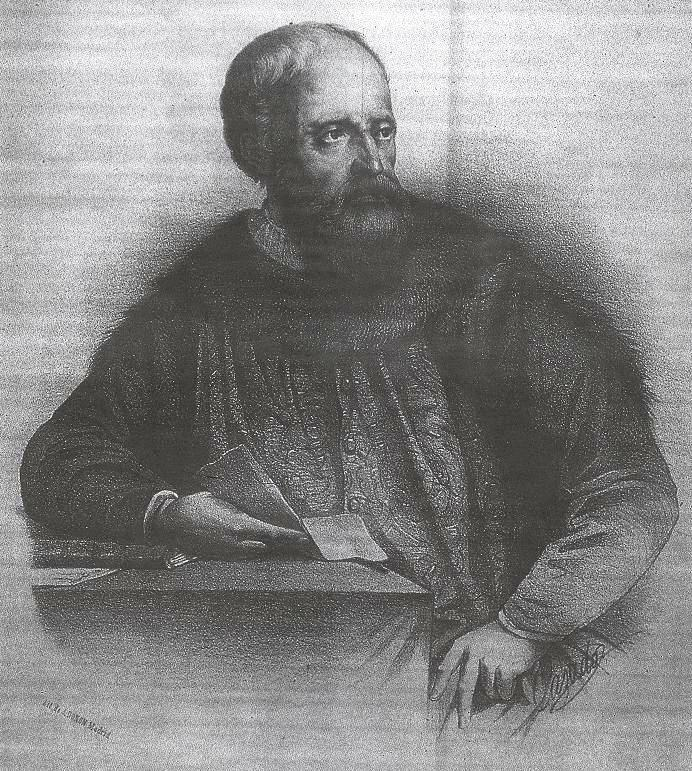
Кастильский посол и путешественник Руй Гонсалес де Клавихо

Тимур, создавший огромную империю, установил дипломатические связи с рядом государств, в числе которых были Китай, Египет, Византия, Франция, Англия, Кастилия и другие. В 1404 году в столице его государства — Самарканде побывал посол кастильского короля Руй Гонсалес де Клавихо. Сохранились подлинники писем Тимура французскому королю Карлу VI.

## Внутренняя политика

### Свод законов

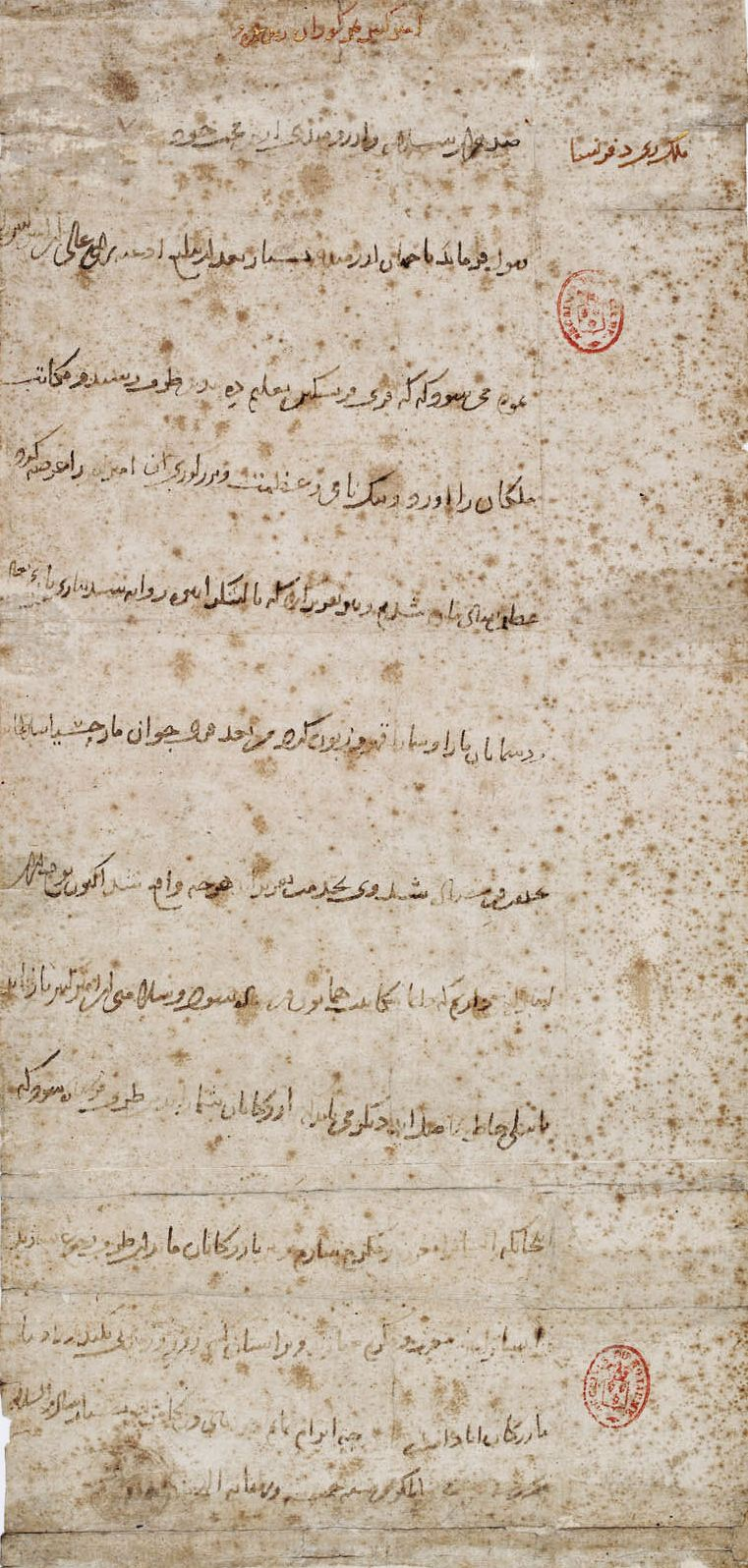
Письмо Тимура к королю Франции Карлу VI от 1402 года

Во времена правления эмира Тимура был создан свод законов, известный как «Уложения Тимура», в котором были изложены правила поведения подданных и обязанности правителей и должностных лиц, а также правила управления армией и государством.
Тимур для решения судебных вопросов всегда возил с собой профессиональных судей, как писал испанский посол Клавихо: «Сеньор всегда возит с собой судей, которые распоряжаются его станом и домом, а когда они куда-нибудь приезжают, то и жители [тех] земель, и все их слушаются. Эти судьи предназначены [для разных дел] и распределены так: одни разрешают важные дела и ссоры, которые случаются; другие ведут денежные дела сеньора, третьи распоряжаются наместниками, [правящими] в землях и городах, зависимых от него, иные — посланниками. А когда становится стан, они уже знают, где каждый из них должен быть и вести [свои] дела. Они ставят три шатра и там выслушивают и решают дела тех [людей], кто к ним приходит».
При назначении на должность «великий эмир» требовал от всех преданности и верности. Тимур назначил на высокие должности 315 человек, которые сражались с ним бок о бок с самого начала его политической карьеры. Первая сотня была назначена десятниками, вторая сотня — сотниками, и третья — тысячниками. Из оставшихся пятнадцати человек четыре были назначены беками, один — верховным эмиром, а другие на остальные высокие посты.
Судебная система делилась на три ступени:
1. Судья шариата (кади) — который руководствовался в своей деятельности установленными нормами шариата;
2. Судья ахдос — который руководствовался в своей деятельности устоявшимися в обществе нравами и обычаями.
3. Кази аскар — который вёл разбирательство по военным делам.

Все являлись равными перед законом: как правители, так и подданные.
Визири под руководством Диван-Беги были ответственны за общее положение подданных и войска, за финансовое состояние страны и деятельность государственных учреждений. Если поступала информация, что визирь финансов присвоил себе часть казны, то это проверялось и, при подтверждении, принималось одно из решений: если присвоенная сумма была равной его жалованию (улуфу), то эта сумма отдавалась ему в дар. Если присвоенная сумма в два раза больше жалования, то лишнее удерживалось. Если же присвоенная сумма была в три раза выше установленного жалования, то всё отбиралось в пользу казны.
Эмиры, так же, как и визири, назначались из знатного рода и должны были обладать такими качествами, как проницательность, храбрость, предприимчивость, осторожность и бережливость, вести дела, всесторонне продумав последствия каждого своего шага. Они должны были «знать тайны ведения сражения, способы рассеивания вражеского войска, не терять присутствия духа в разгар схватки и без дрожи и колебания уметь вести войска, а при расстройстве боевого порядка быть в состоянии без промедления его восстановить».
Законом была закреплена защита воинов и простого народа. Уложение обязывало сельских и квартальных старейшин, сборщиков налогов и хакимов (местных правителей) уплачивать штраф простолюдину в размере причинённого ему ущерба. Если же вред причинял воин, то его следовало передать в руки пострадавшего, и тот сам определял для него меру наказания.
По мере возможностей, в уложении закреплялась защита народа на завоёванных землях от унижения и разграбления.
Отдельная статья посвящена в уложении вниманию к нищим, которых следовало собирать в определённое место, давать им пищу и работу, а также клеймить их. Если после этого они продолжали побираться, то их следовало изгонять из страны.
Эмир Тимур уделял внимание чистоте и нравственности своего народа, он ввёл понятие нерушимости закона и велел не спешить с наказанием преступников, а тщательно проверять все обстоятельства дела и только после этого выносить вердикт. Правоверным мусульманам разъясняли основы религии для установления шариата и ислама, обучали тафсиру (толкование Корана), хадисам (сборники преданий о пророке Мухаммеде) и фикху (мусульманское законоведение). Также в каждый город назначались улемы (учёные) и мударрисы (преподаватели медресе).
Юридические документы государства Тимура были составлены на двух языках: персидском и чагатайском. Например, документ от 1378 года, дающий привилегии потомкам Абу Муслима, жившим в Хорезме, был составлен на чагатайском тюркском языке.

### Армия

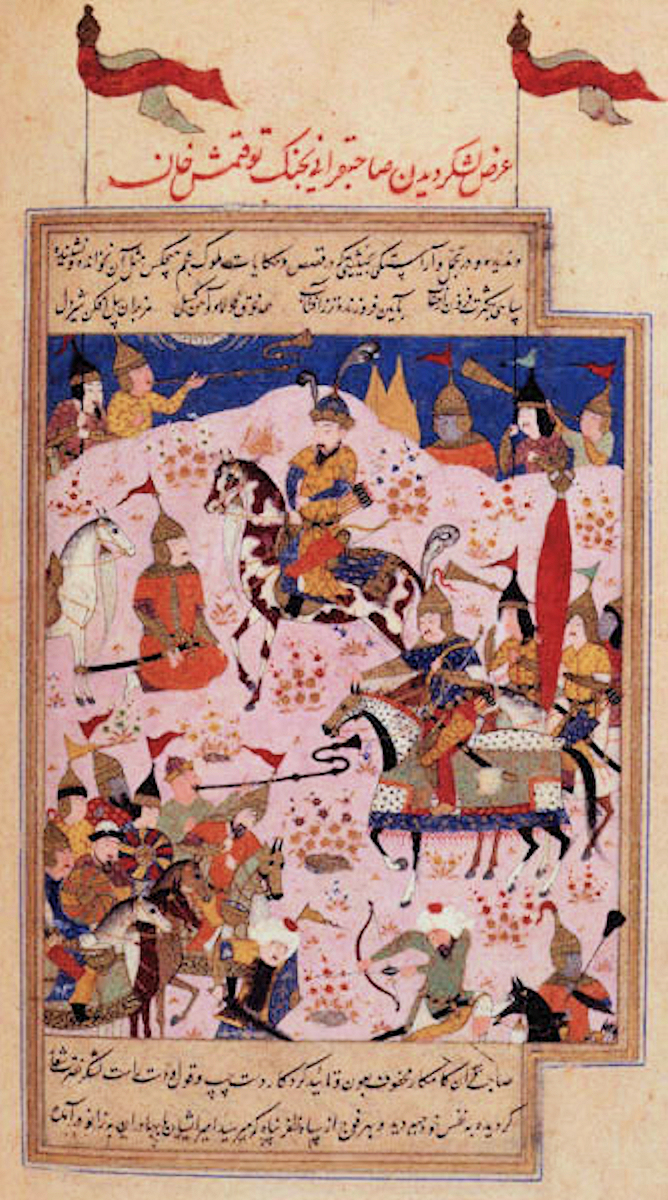
Тамерлан и его воины. Персидская миниатюра

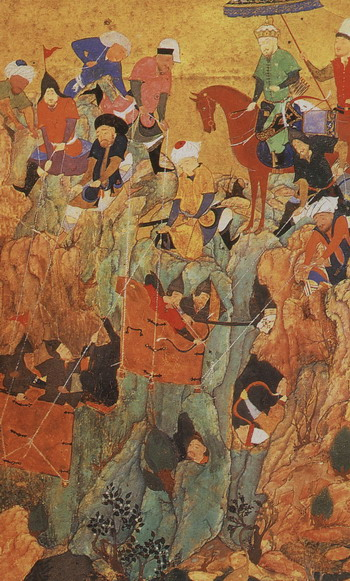
Армия Тамерлана (атакует грузинский город Нергес)

В распоряжении Тимура была многочисленная регулярная армия. Согласно надписи Тимура 1391 года численность его войск во время войны с Тохтамышем отмечалась в 300 000 человек. По мнению некоторых современных учёных, такая численность армии Тимура является преувеличенной. В составе армии Тимура воевали представители различных племён: барласы, дербеты, нукусы, найманы, половцы, дулаты, кият, джалаиры, сулдус, меркиты, ясавур, каучины, канглы, тулкичи, арлаты, татары и др.
Кочевые узбеки-воины были на службе у Тимура, например источники сообщают о воинах-узбеках в 1366 г. в Карши, а также среди беков (Бахт ходжа узбек), находившихся на службе у Тимура. В составе войск Тимура в индийском походе в 1399 г. были 400 домов узбеков.
Военная организация войск была построена как у монголов по десятичной системе: десятки, сотни, тысячи, тумены (10 тыс.). Среди органов отраслевого управления был вазират (министерство) по делам военнослужащих.
Опираясь на богатый опыт своих предшественников, Тамерлан сумел создать мощную и боеспособную армию, позволившую ему одерживать блестящие победы на полях сражений над своими противниками. Эта армия была многонациональным и многоконфессиональным объединением, ядром которого являлись тюрко-монгольские воины-кочевники. Армия Тамерлана делилась на конницу и пехоту, роль которой сильно возросла на рубеже XIV—XV веков. Тем не менее, основную часть армии составляли конные отряды кочевников, костяк которых состоял из элитных подразделений тяжеловооружённых кавалеристов, а также отрядов телохранителей Тамерлана. Пехота зачастую играла вспомогательную роль, однако была необходима при осадах крепостей. Пехота была большей частью легковооружённой и в основном состояла из лучников, однако в армии состояли также тяжеловооружённые ударные отряды пехотинцев.
Помимо основных родов войск (тяжёлой и лёгкой конницы, а также пехоты) в армии Тамерлана находились отряды понтонёров, рабочих, инженеров и прочих специалистов, а также особые пехотные части, специализировавшиеся на боевых операциях в горных условиях (их набирали из жителей горных селений). Организация армии Тамерлана в общем и целом соответствовала десятичной организации Чингисхана, однако появился ряд изменений (так, появились подразделения численностью от 50 до 300 человек, называвшиеся «кошунами», численность более крупных подразделений-«кулов» также была непостоянной).
Основным оружием лёгкой конницы, как и пехоты, был лук. Лёгкие кавалеристы пользовались также саблями или мечами и топорами. Тяжеловооружённые всадники были облачены в панцири (наиболее популярным доспехом была кольчуга, зачастую укреплённая металлическими пластинами), защищены шлемами и сражались саблями или мечами (помимо луков и стрел, которые были распространены повсеместно). Простые пехотинцы были вооружены луками, воины тяжёлой пехоты сражались саблями, топорами и булавами и были защищены панцирями, шлемами и щитами.
Во время своих походов Тимур использовал знамёна с изображением трёх колец. По мнению некоторых историков, три кольца символизировали землю, воду и небо. По мнению Святослава Рериха, Тимур мог заимствовать символ у тибетцев, у которых три кольца означали прошлое, настоящее и будущее. На некоторых миниатюрах изображены красные знамёна войска Тимура. Во время индийского похода использовалось чёрное знамя с серебряным драконом. Перед походом на Китай Тамерлан приказал изобразить на знамёнах золотого дракона.
Есть легенда, что перед битвой при Анкаре Тимур и Баязид Молниеносный встретились на поле боя. Баязид, смотря на знамя Тимура, произнёс: «Какая наглость думать, что тебе принадлежит весь мир!». В ответ Тимур, показывая на знамя турка, произнёс: «Ещё большая наглость думать, что тебе принадлежит луна».

### Градостроительство и архитектура

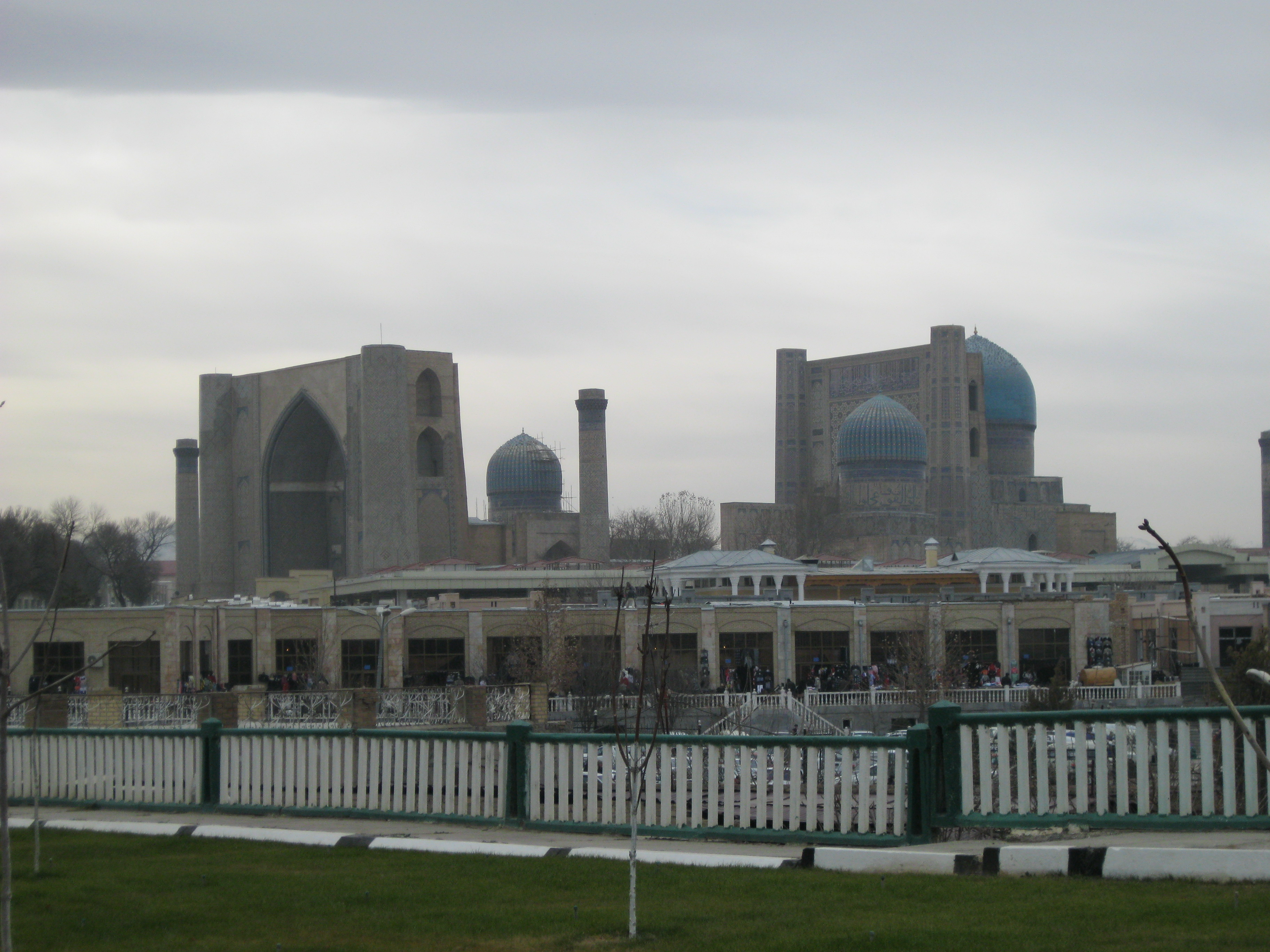
Соборная мечеть Тимура, названная в честь его любимой жены Сарай-мульк ханым

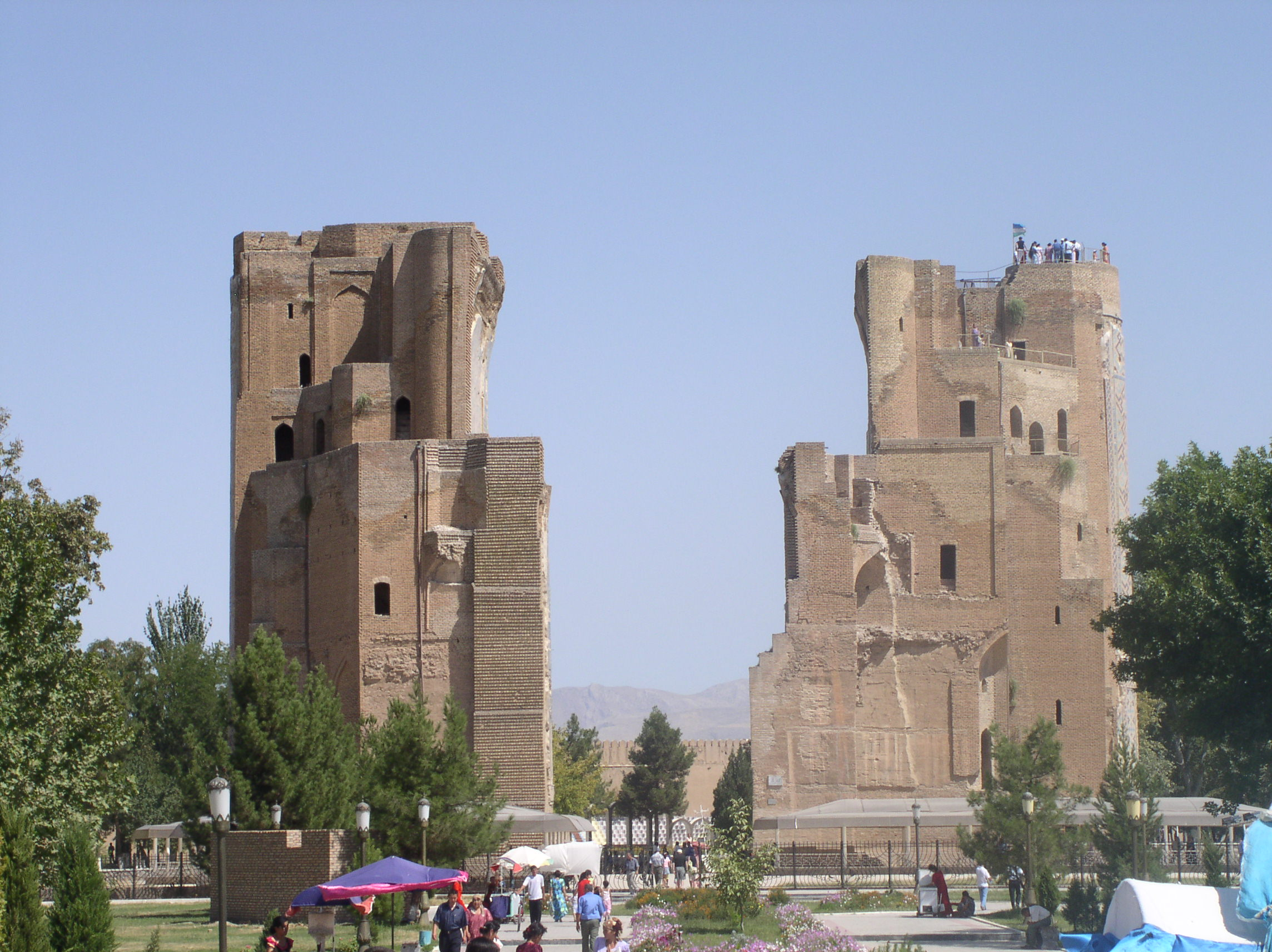
Руины Дворца Тамерлана, Узбекистан (настоящее время)

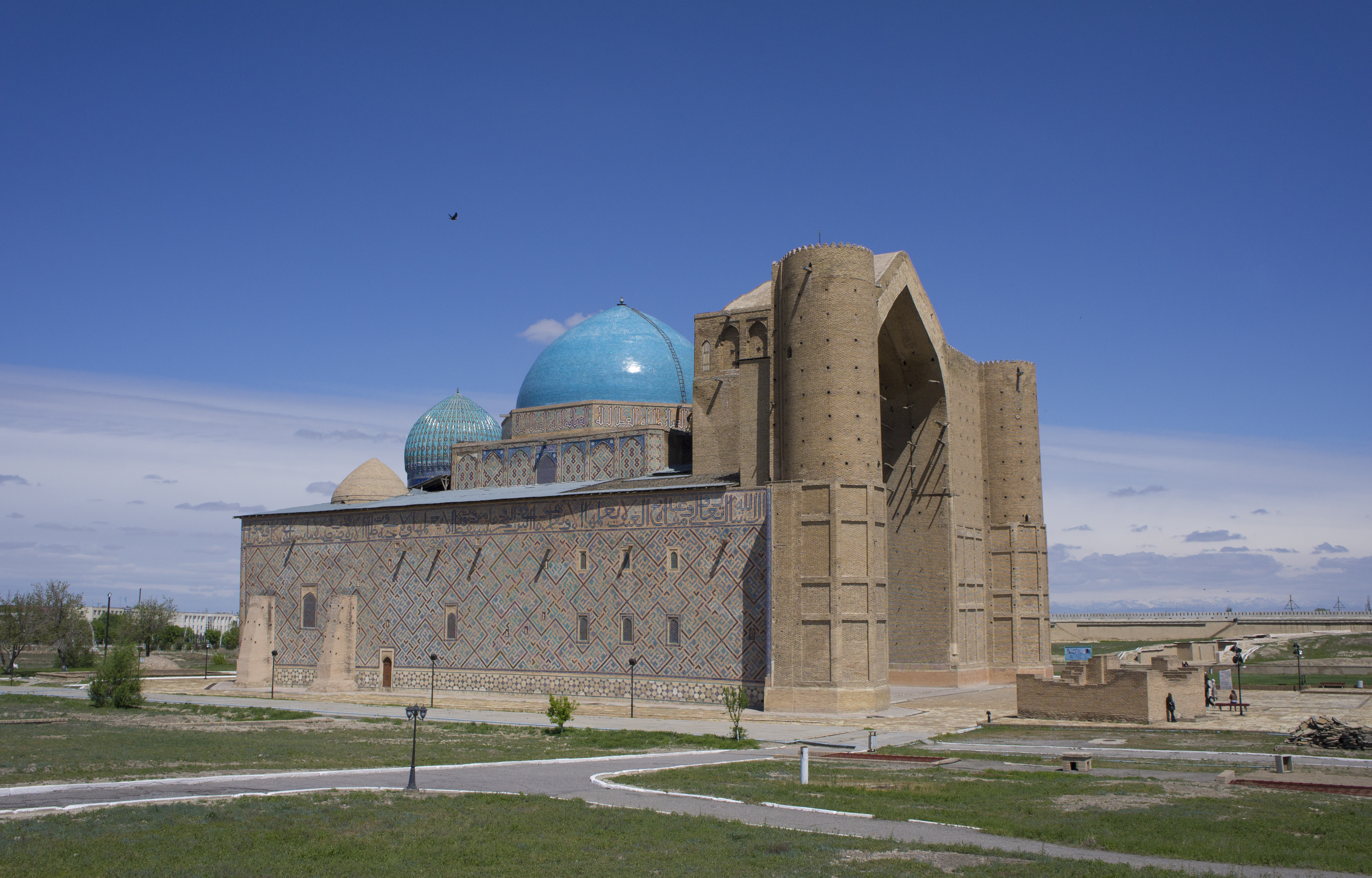
Мавзолей Ходжи Ахмеда Яссеви в Туркестане, Казахстан

В годы своих завоеваний Тимур свозил в страну не только материальную добычу, но и привозил с собой видных учёных, ремесленников, художников, архитекторов. Он считал, что чем больше будет в городах культурных людей, тем быстрее будет идти его развитие и тем благоустроеннее будут города Мавераннахра и Туркестана. В ходе своих завоеваний он положил конец политической раздроблённости в Персии и на Ближнем востоке, стараясь оставить память о себе в каждом городе, в котором побывал, он строил в нём несколько красивых зданий. Так, например, он восстановил города Багдад, Дербент, Байлакан, разрушенные на дорогах крепости, стоянки, мосты, оросительные системы.
Тимур заботился преимущественно о процветании своего родного Мавераннахра и о возвышении блеска своей столицы — Самарканда. Тимур пригонял из всех завоёванных земель мастеров, архитекторов, ювелиров, строителей, зодчих для того, чтобы обустроить города его империи: столицу Самарканд, родину отца — Кеш (Шахрисабз), Бухару, пограничный город Яссы (Туркестан). Всю свою заботу, которую он вкладывал в столицу Самарканд, ему удалось выразить через слова о ней: — «Над Самаркандом всегда будет голубое небо и золотые звёзды». Только в последние годы им принимались меры для поднятия благосостояния других областей государства, преимущественно пограничных (в 1398 году был проведён новый оросительный канал в Афганистане, в 1401 году — в Закавказье и т. д.).
В 1371 году он начал восстановление разрушенной крепости Самарканда, оборонительных стен Шахристана с шестью воротами Шейхзаде, Аханин, Феруза, Сузангаран, Каризгах и Чорсу, а в арке были построены два четырёхэтажных здания Куксарай (голубой дворец по-тюркски), в котором расположились государственная казна, мастерские и тюрьма, а также Бустон-сарай (цветочный дворец по-персидски и тюркски), в котором расположилась резиденция эмира.
Тимур сделал Самарканд одним из центров торговли в Центральной Азии. Как пишет путешественник Клавихо: «В Самарканде ежегодно продаются товары, привезённые из Китая, Индии, Татарстана (Дашт-и кипчака — Б. А.) и других мест, а также из самого богатого царства Самарканда. Так как в городе не было специальных рядов, где бы удобно было торговать, Тимурбек приказал проложить через город улицу, по обеим сторонам которой были бы лавки и палатки для продажи товаров».
Тимур очень большое внимание уделял развитию исламской культуры и благоустройству священных для мусульманина мест. В мавзолеях Шахи Зинда он возвёл гробницы над могилами своих родственников, по указанию одной из жён, которую звали Туман ака, там были возведены мечеть, обитель дервишей, усыпальница и Чартаг. Также возвёл Рухабад (усыпальница Бурханиддина Согарджи), Кутби чахардахум (гробница Шейх ходжа Нуриддина Басира) и Гур-Эмир (фамильная усыпальница рода тимуридов). Также в Самарканде он возвёл много бань, мечетей, медресе, обителей дервишей, караван-сараев.
В течение 1378—1404 годов в Самарканде и близлежащих землях было взращено 14 садов Баг-и бихишт, Баг-и дилкуша, Баг-и шамал, Баг-и булди, Баг-и нав, Баг-и джаханнума, Баг-и тахти карача и Баг-и давлатабад, Баг-зогча (сад грачей) др. Каждый из этих садов имел у себя дворец и фонтаны. В своих трудах о Самарканде упоминает историк Хафизи Абру, в которых он пишет, что «возведённый раньше из глины Самарканд перестроил, возведя здания из камня». Парковые комплексы Тимура были открыты для простых горожан, которые проводили там дни отдыха. Ни один из этих дворцов до наших дней не сохранился.
В 1399—1404 годах в Самарканде построены соборная мечеть и напротив неё медресе. Мечеть позже получила название Биби Ханым (госпожа бабушка — по-тюркски).
Был обустроен Шахрисабз (по-персидски «зелёный город»), в котором были возведены разрушенные городские стены, оборонительные сооружения, гробницы святых, величественные дворцы, мечети, медресе, усыпальницы. Тимур также уделял время и постройке базаров и бань. С 1380 по 1404 годы был построен дворец Аксарай. В 1380 году была возведена фамильная усыпальница Дар ус-саадат.
Также были обустроены города Яссы и Бухара. В 1388 году восстановлен город Шахрухия, который был разрушен во времена нашествия Чингисхана.
Вокруг своей столицы — Самарканда Тимур приказал основать села, носящие названия крупных городов мусульманского мира: Димишк, Шираз, Миср, Багдад

## Надписи на зданиях, построенных по приказу Тимура
Все надписи на зданиях: мечетях, мавзолеях, дворцах, построенных по приказу Тимура, высечены в большинстве на арабском и персидском языках. Например, на стенах дворца Ак-сарай высечены такие выражения: «Справедливость — лозунг правителей», «Благое дело ради трона или трон ради благого дела?» На одном из мавзолеев Шахи-зинды в Самарканде высечена надпись:
«Нет мира, кроме как в согласии,
Нет близости, кроме как в истине,
Нет прилежного поведения, кроме как в прощении,
Нет дружбы, кроме как в верности».

## Гигантский список Корана и гигантский котёл-казан Тимура
По приказу Тимура для его соборной мечети в Самарканде мастером Умар Акта был изготовлен гигантский список священного Корана размером 222Х155 см. В 1740 году список был разорван солдатами Надир-шаха на реликвии и вывезен в Мешхед.

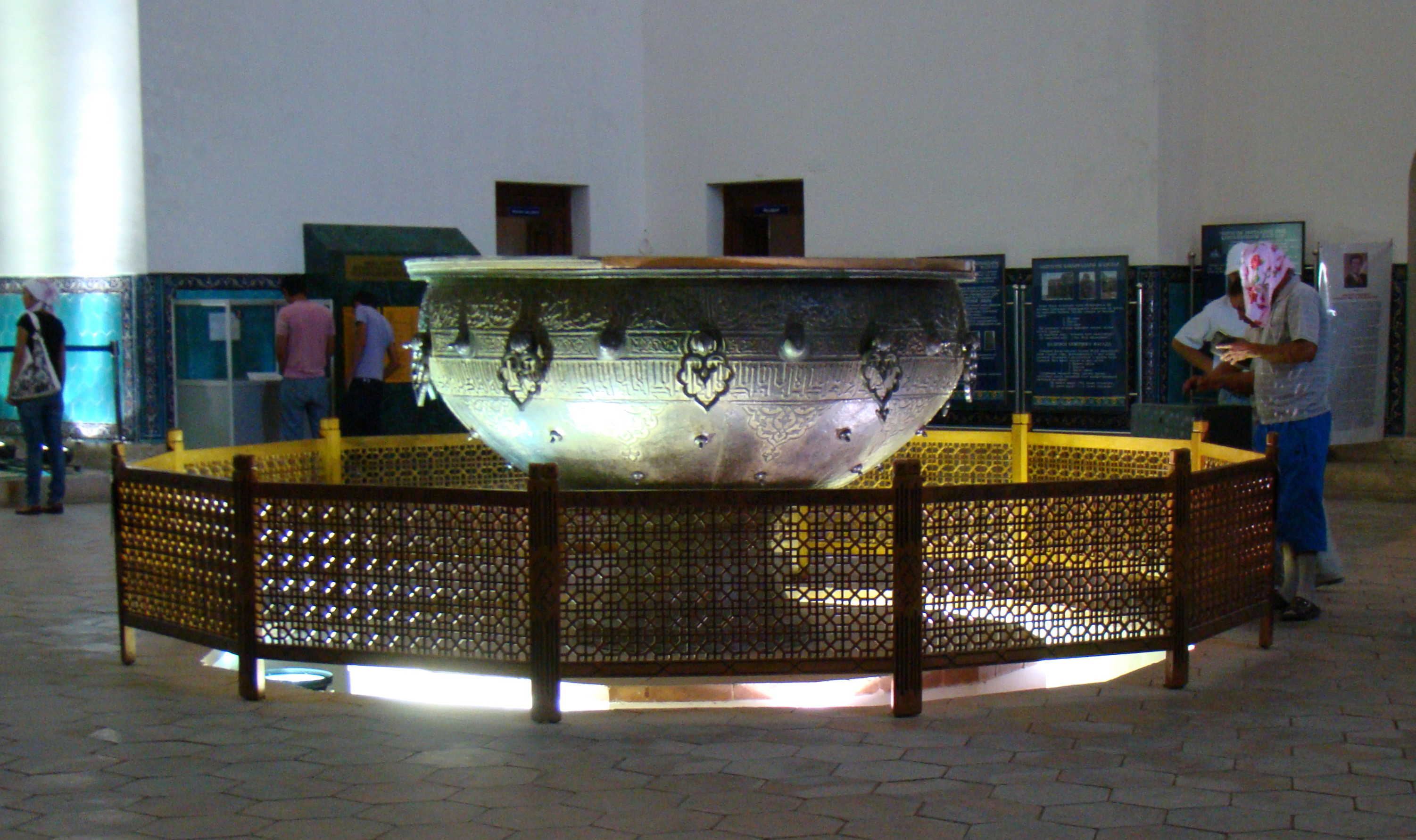
Казан Тимура в Туркестане

В 1395 году после победы над ханом Золотой Орды Тохтамышем, в Туркестане над могилой поэта и святого суфия ходжи Ахмада Яссави по приказу Тимура иранскими и хорезмийскими мастерами был построен мавзолей. По приказу Тимура в Туркестане для гробницы Ходжи Ахмеда Яссеви в 1397 году (ныне Республика Казахстан) мастерами из Тебриза был отлит гигантский ритуальный двухтонный медный котёл-казан, в котором должны были готовить еду в память святого.

## Историки эпохи Тимура
Тимур уделял большое внимание развитию дворцовой историографии, которой была поставлена задача описывать его многогранную деятельность. Первыми летописцами были уйгурские историки, составлявшие в стихотворной форме на тюркском языке хронику походов и деятельности Тимура. Затем были привлечены персидские историки Низамиддин Шами и Гиясаддин Али. Фундаментальным трудом было сочинение Н. Шами — «Зафар-намэ» (Книга побед), название которому дал сам Тимур. Были и другие историки Хафиз Абру, Фасих аль-Хавафи.

## Развитие науки, литературы и живописи
В Мавераннахре широкое распространение получило прикладное искусство, в котором художники могли проявить всё своё мастерство владения своими навыками. Своё распространение оно получило в Бухаре, Яссы и Самарканде. Сохранились рисунки в усыпальницах гробницы Ширинбека-ага и Туман-ага, сделанные в 1385-м и 1405-м годах соответственно. Особое развитие получило искусство миниатюры, которые украшали такие книги писателей и поэтов Мавераннахра как «Шахнаме» Абулкасима Фирдоуси и «Антологию иранских поэтов». Большого успеха в искусстве в то время добились художники Абдулхай Багдади, Пир Ахмад Багишамали и Ходжа Бангир Табризи. В гробнице Ходжа Ахмеда Ясави, находящейся в Туркестане находились большой чугунный котёл и подсвечники с написанными на них именем Эмира Тимура. Похожий подсвечник также был найден и в усыпальнице Гур-Эмира в Самарканде. Всё это свидетельствует о том, что больших успехов достигли и среднеазиатские мастера своего дела, в особенности мастера по дереву с камнем и ювелиры с ткачами.
В области науки и просвещения получили распространение юриспруденция, медицина, богословие, математика, астрономия, история, философия, музыковедение, литература и наука о стихосложении. Видным богословом в то время был Джалалиддин Ахмед аль Хорезми. Больших успехов в астрологии достиг Маулана Ахмад, а в правоведении Абдумалик, Исамиддин и Шейх Шамсиддин Мухаммад Джазаири. В музыковедении Абдулгадир Мараги, отец и сын Сафиаддин и Ардашер Чанги. В живописи Абдулхай Багдади и Пир Ахмад Багишамоли. В философии Садиддин Тафтаззани и Али аль-Джурджани. В истории Низамиддин Шами и Хафизи Абру.
В эпоху Тимура стало уделяться внимание развитию тюркской поэзии и литературы. Тюркский поэт Алишер Навои писал, что «от времени несравненного султана Тимура Корагана и вплоть до правления царственного сына его Шахруха — стали появляться поэты, писавшие на тюркском языке. А от потомков и сыновей этого благословенного произошли высокодаровитые султаны: поэты Саккаки, Якыни, Хайдар Хорезми, Атаи, Мукими, Амири, Гадаи и другие».
Во время правления Тимура в городах строились и действовали общественные больницы, так в Самарканде в составе зданий цитадели Амира Темура был учреждён «Дор уш-шифо» («Дом исцеления»), где опытные врачи, помимо лечения, занимались преподаванием медицины. Сам Тимур проявлял особый интерес к медицине. Полагают, что в его войсках были врачи, которые занимались изучением больных и раненых воинов.

## Жёны и потомки Тимура

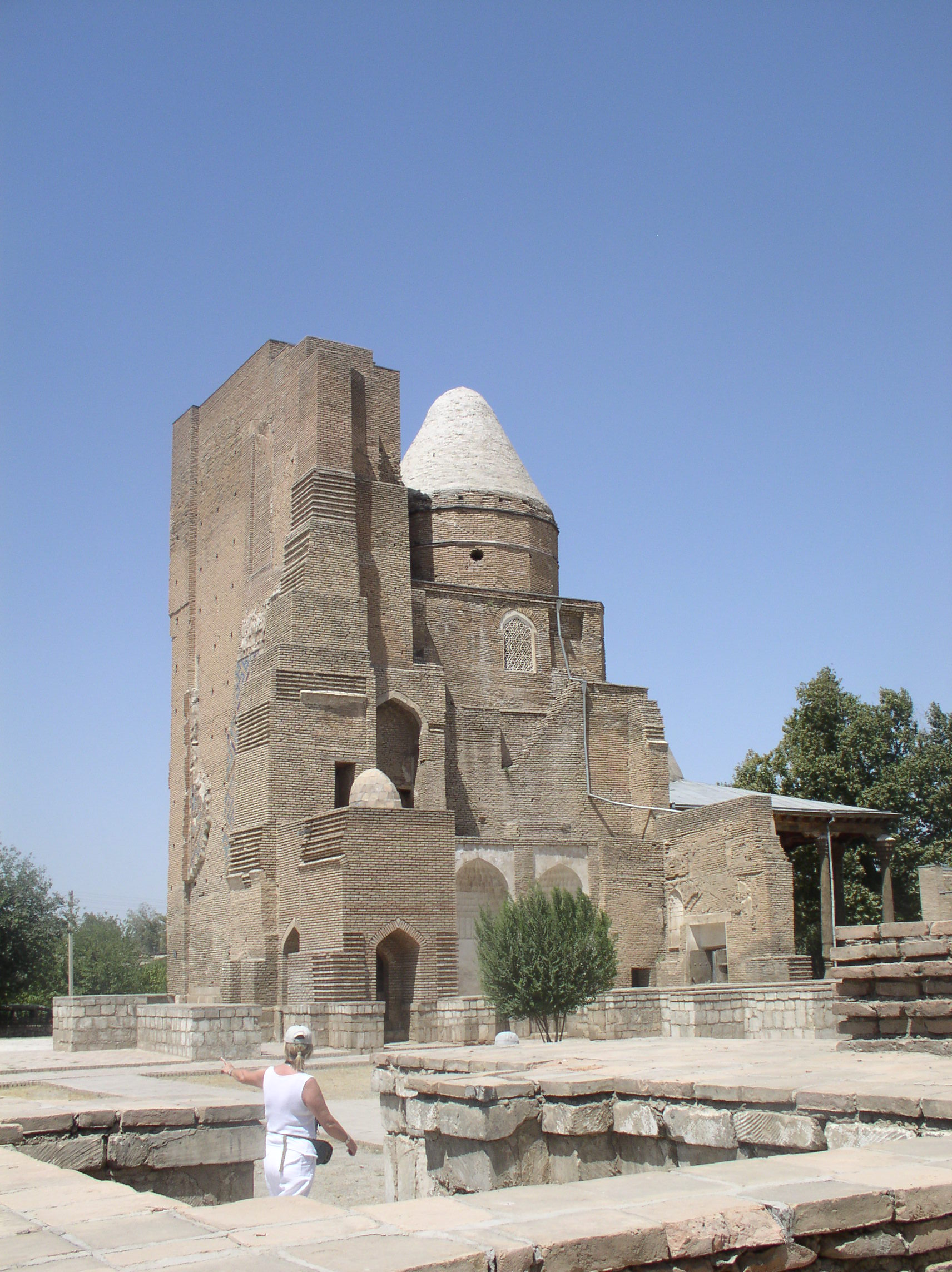
Мавзолей сыновей Тимура Джахангира и Умар-шейха в Шахрисабзе

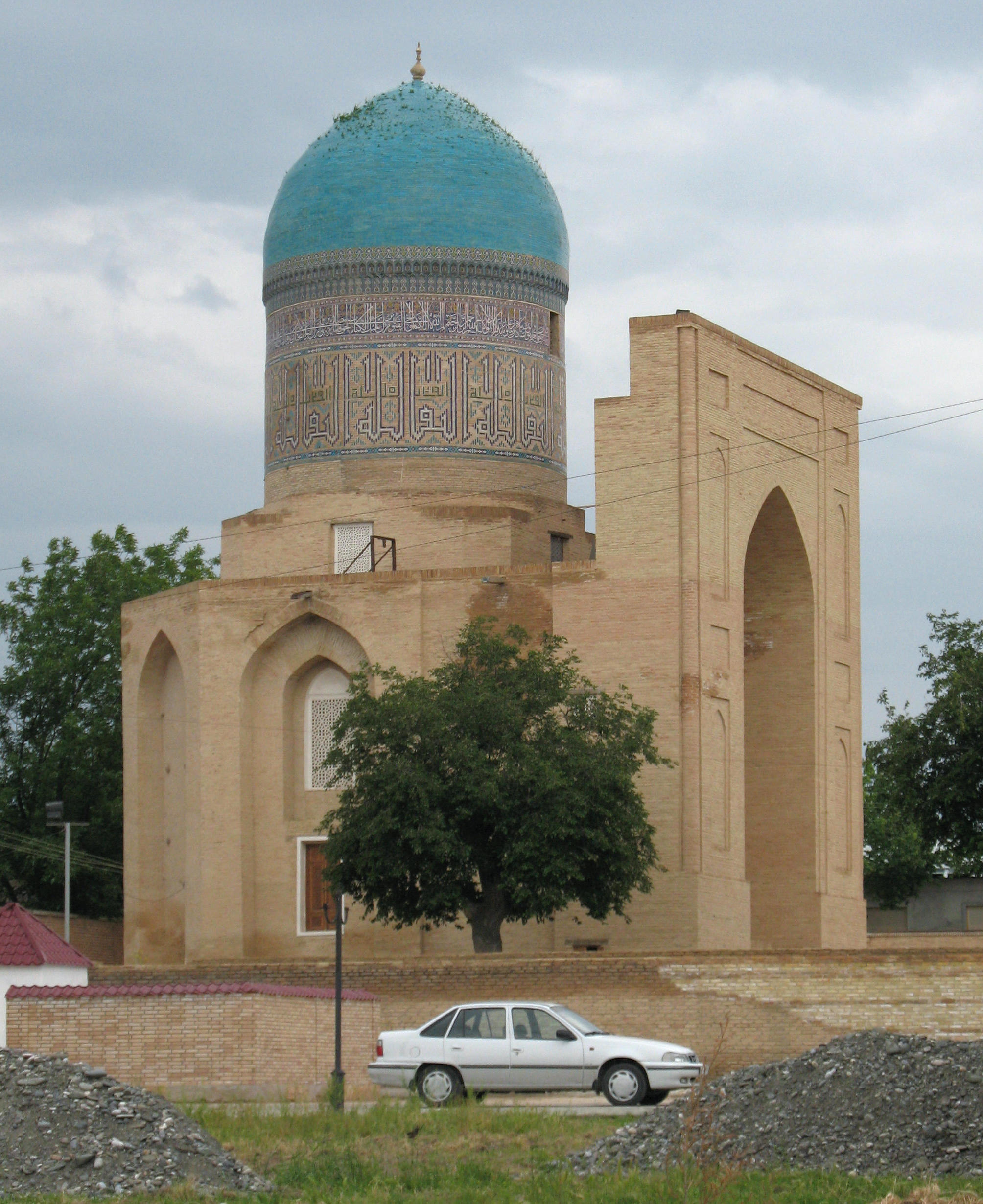
Мавзолей старшей жены Тимура Сарай Малик-ханым в Самарканде

У него было 18 жён, одна из которых была сестрой Эмира Хусейна — Ульджай-туркан ага.

Его любимой женой была дочь Казан-хана Сарай-мульк ханым. Современные специалисты считают, что настоящее имя старшей жены Амир Тимура звучало как Сарай Малик ханум. У неё не было своих детей, но ей было доверено воспитание некоторых сыновей и внуков Тимура. Она была известной покровительницей науки и искусств. По её приказу в Самарканде было построено огромное медресе и мавзолей для её матери.

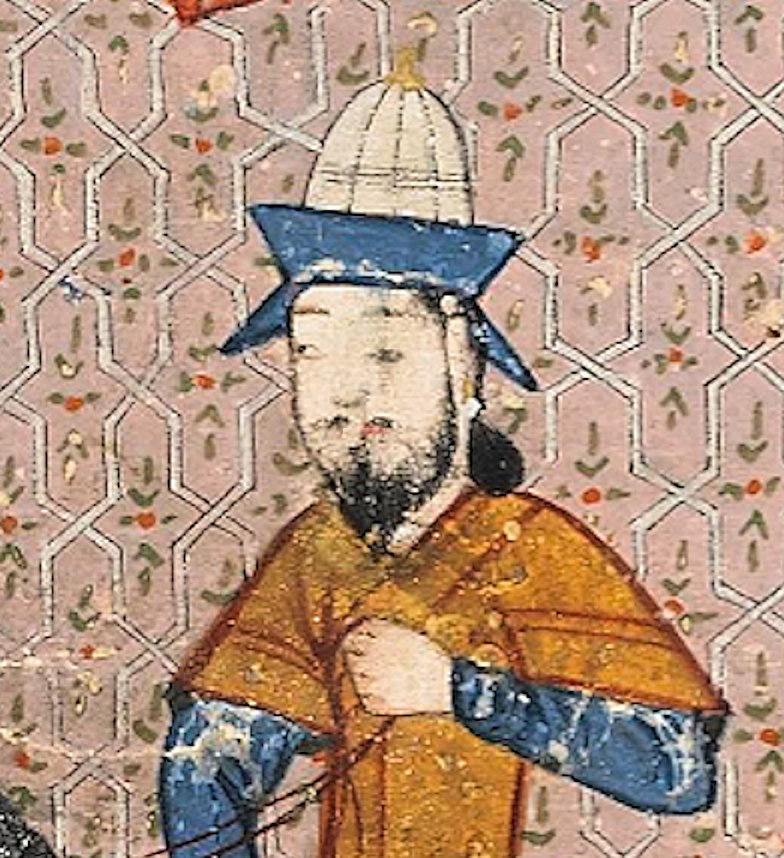
Портрет Шахруха, сына Тимура, 1435 год.

В 1352 году Тимур женится на дочери эмира Джаку-барласа Турмуш-ага. Хан Мавераннахра Казаган, убедившись в достоинствах Тимура, в 1355 году отдал ему в жёны свою внучку Ульджай-туркан ага. Благодаря этому браку возник союз Тимура с эмиром Хусейном — внуком Казагана.
Кроме этого у Тимура были другие жёны: Тугди би, дочь Ак Суфи кунграта, Улус ага из племени Сулдуз, Науруз ага, Бахт султан ага, Бурхан ага, Таваккул-ханим, Турмиш ага, Джани-бик ага, Чулпан ага и др.
У Тимура было четверо сыновей: Джахангир (1356—1376), Умар-шейх (1356—1394), Миран-шах (1366—1408), Шахрух (1377—1447) и несколько дочерей: Тагайшах (1359—1382), Султан Бахт ага (1362—1430), Биги джан, Саадат султан, Мусалла.
В 1374 году Тимур женил старшего сына Джахангира на дочери хорезмского шаха Хусейна Суфи — Ак-Суфи Севин-бек, которая являлась внучкой хана Золотой Орды Узбек-хана. После смерти Джахангира она, по тюркскому обычаю, стала женой его брата Миран-шаха.
В творчестве и науке из внуков Тимура наиболее прославились: сыновья Шахруха: знаменитый астроном, основатель самаркандской Академии наук — Мирзо Улугбек (1394—1449), знаменитый каллиграф, поэт, основатель Художественной академии в Герате — Байсункур Мирза (1397—1433), сыновья Мираншаха: поэт Халил Султан (1384—1411), поэт Сайид Ахмад; поэт Султан Хусейн Байкара (1436-1506).

Шахрух, реконструкция Герасимова
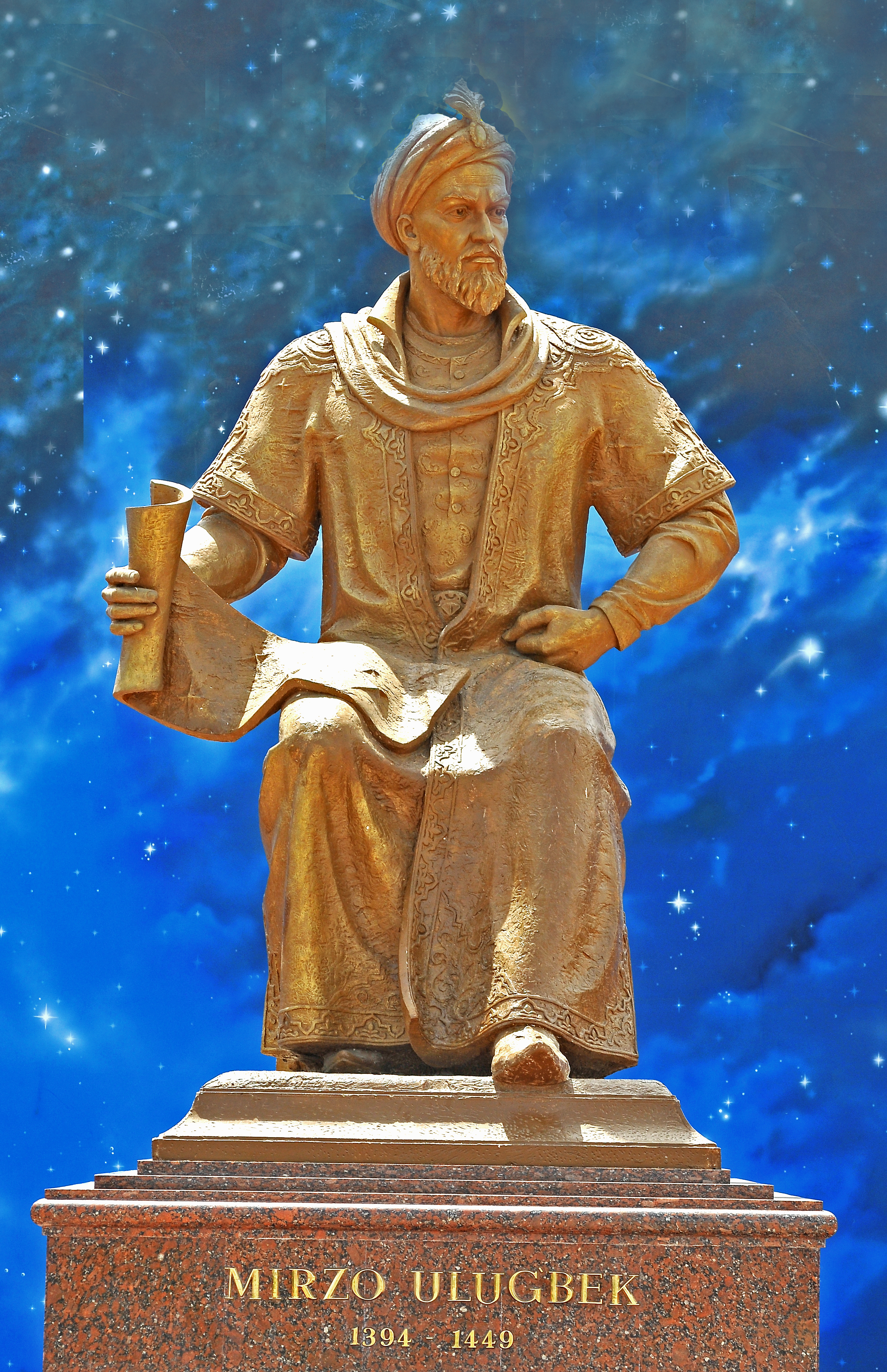
Мирзо Улугбек
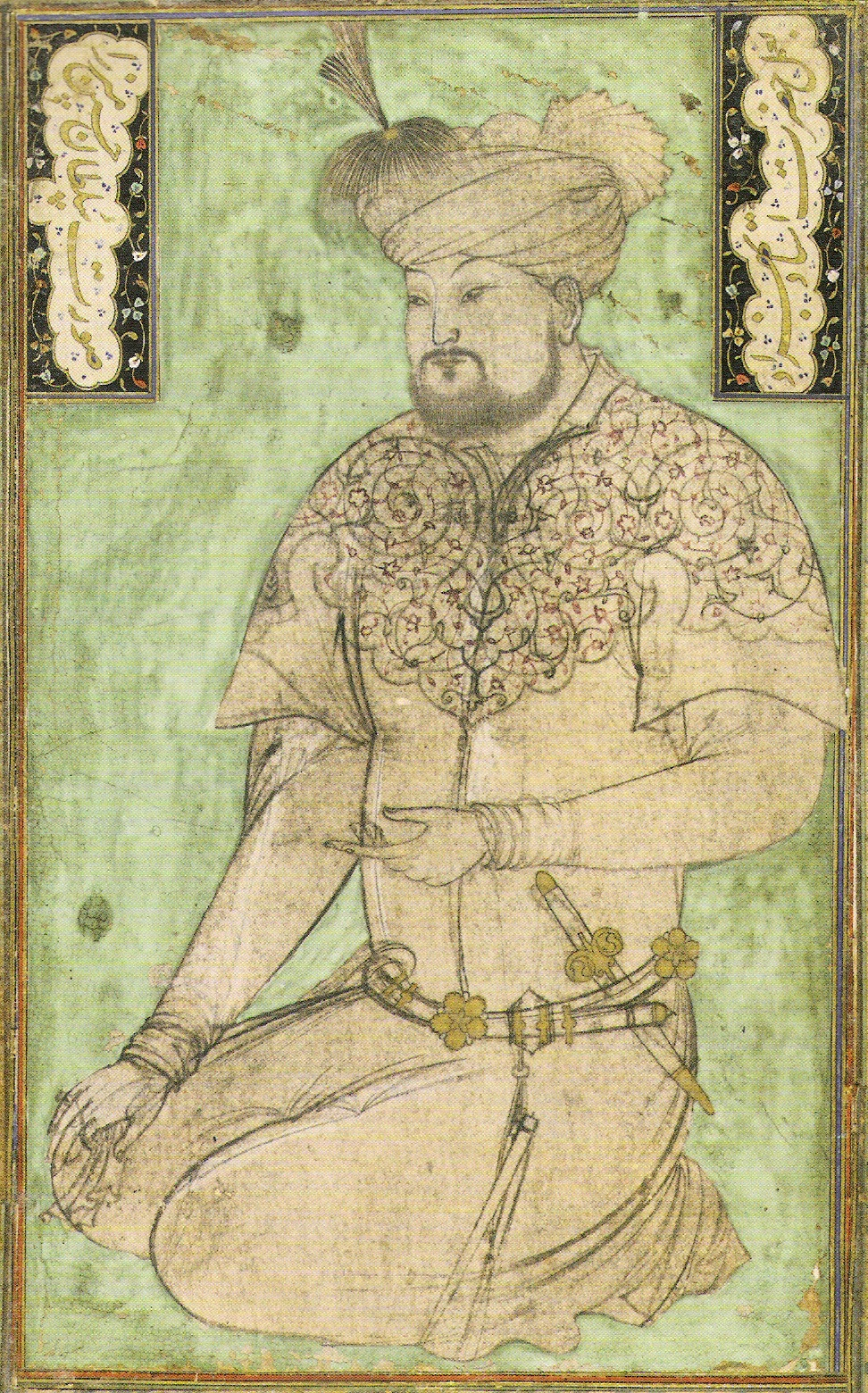
Хусейн Байкара
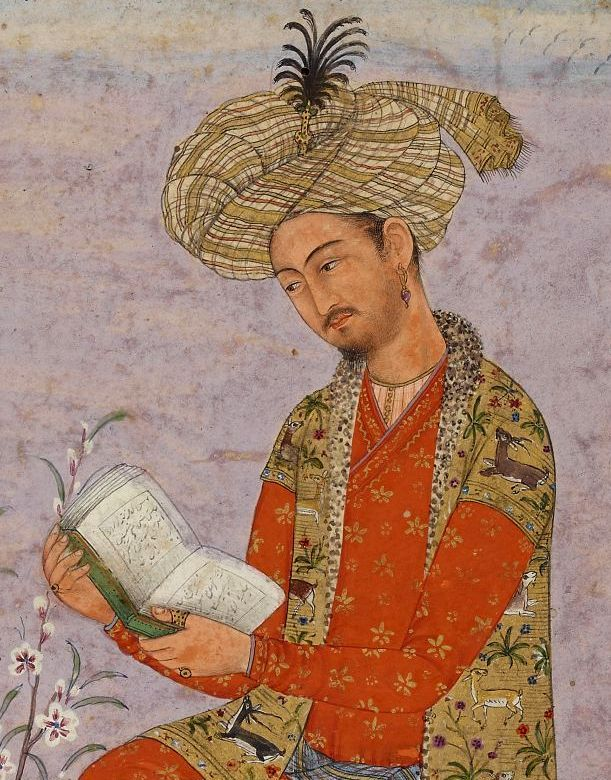
Бабур
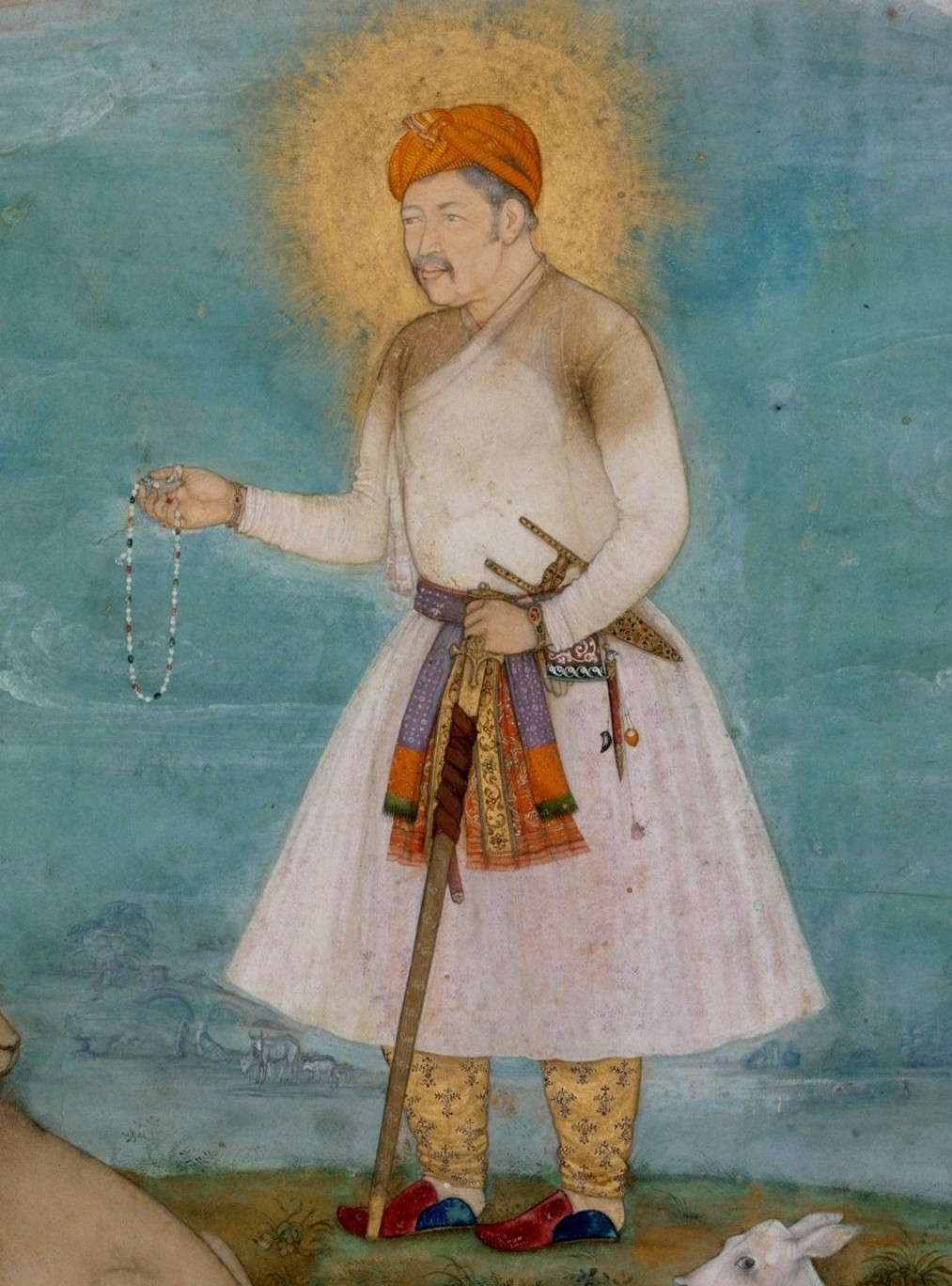
Акбар
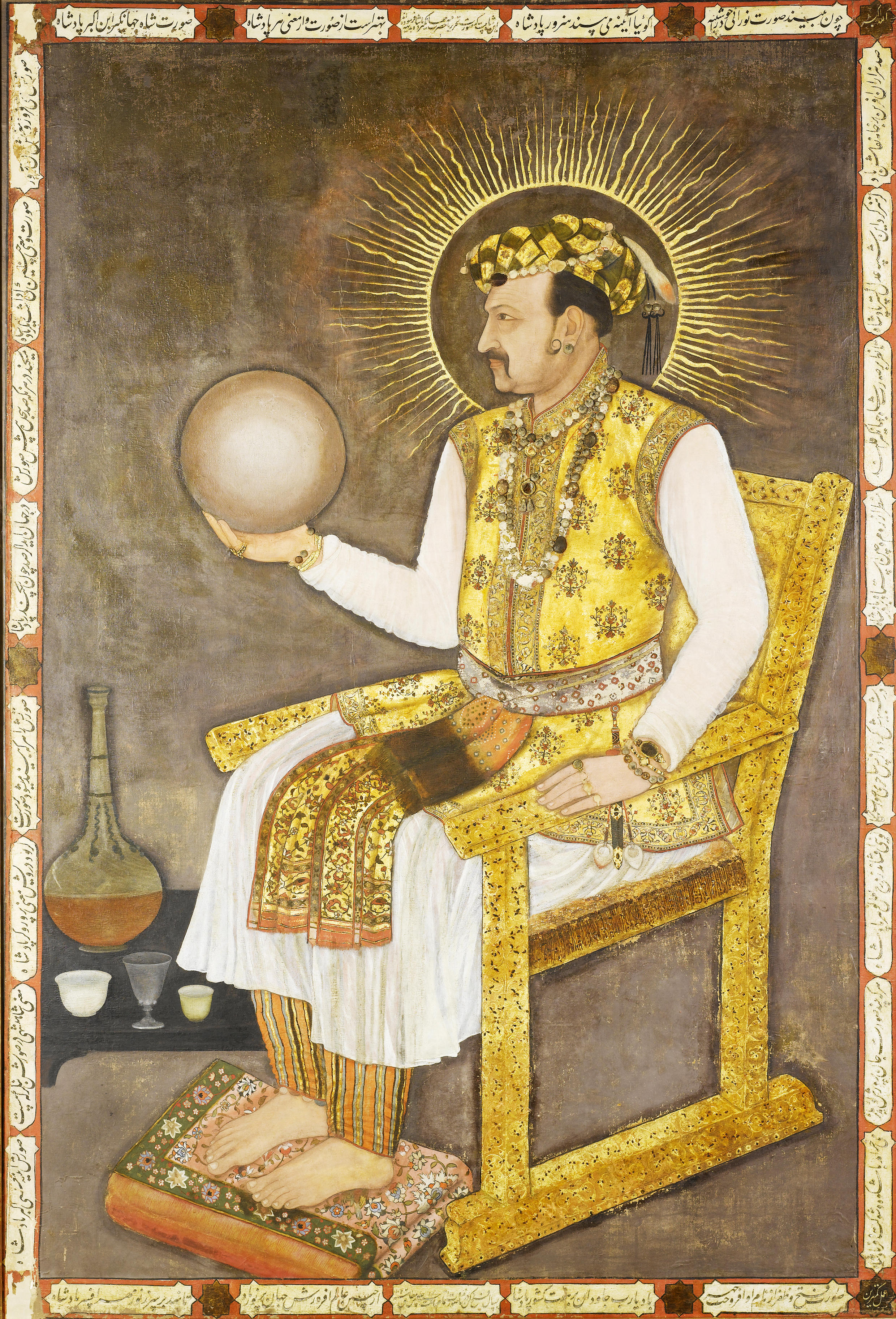
Джахангир
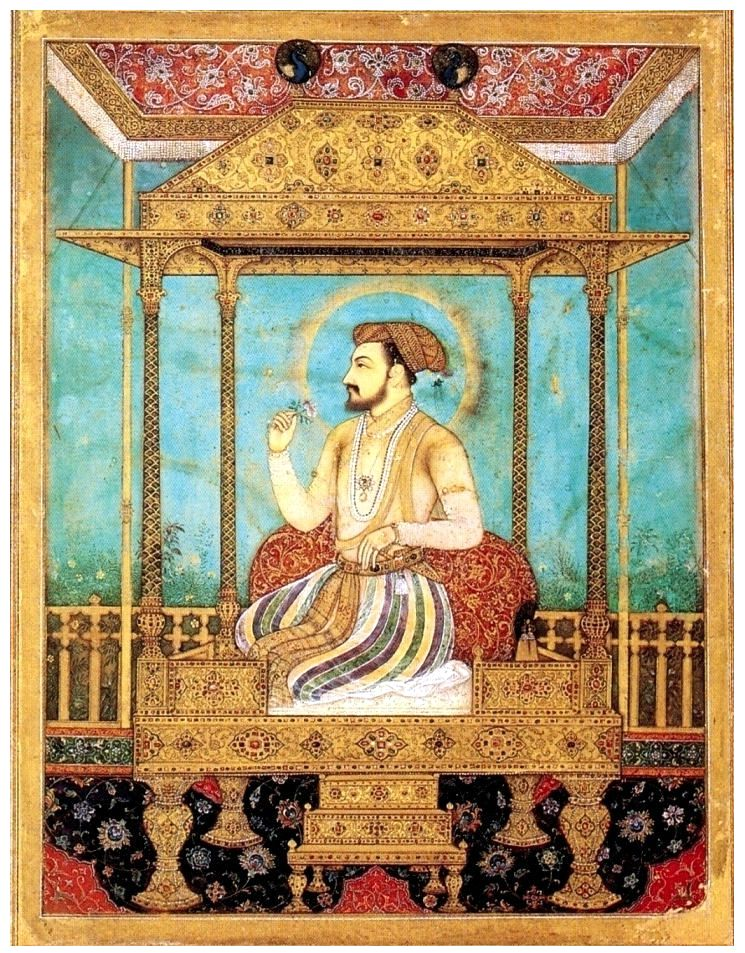
Шах Джахан
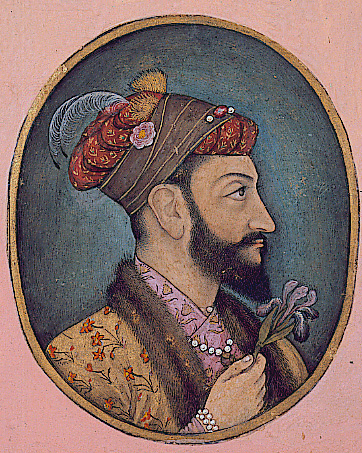
Аврангзеб

## Смерть

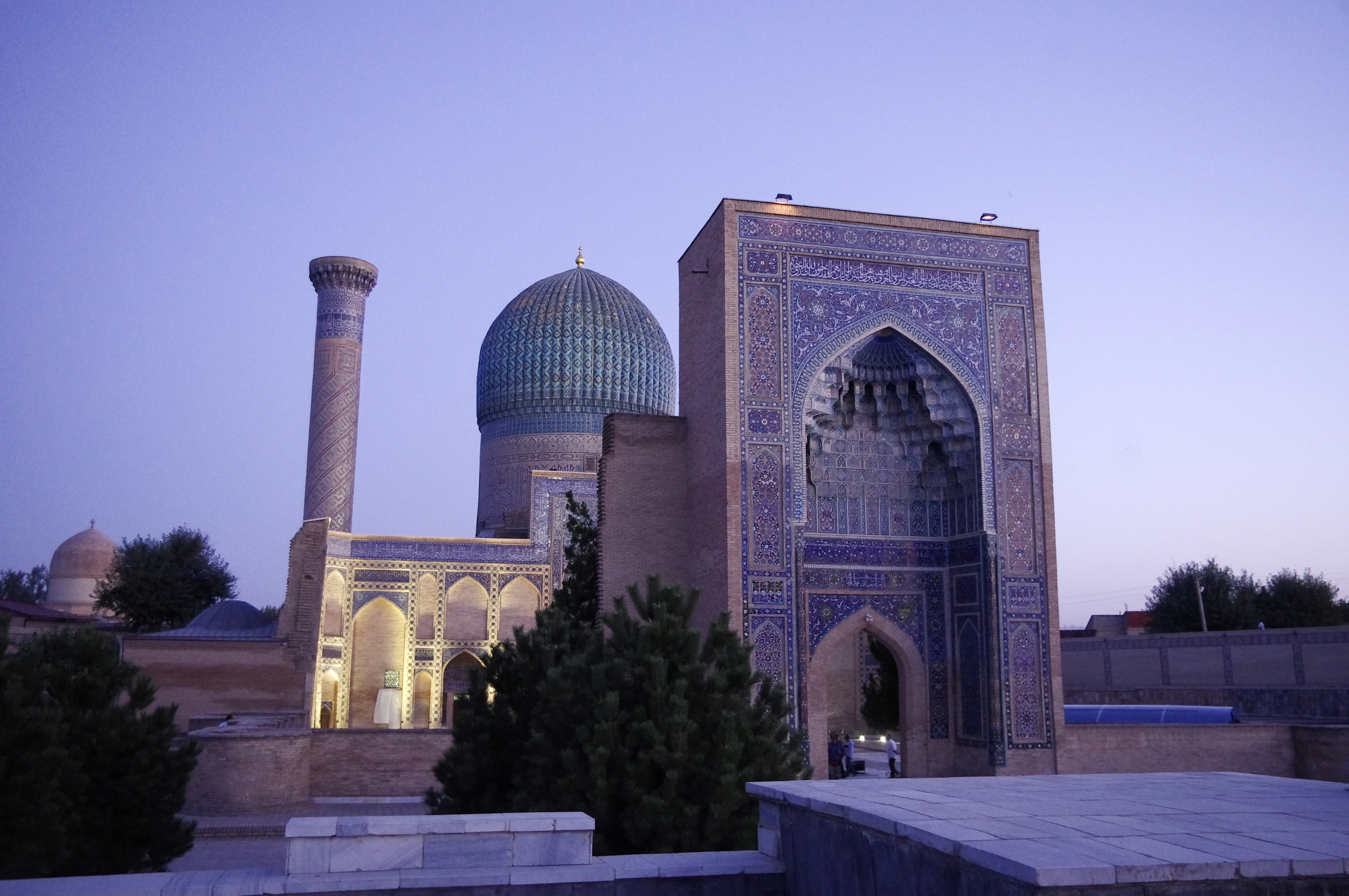
Мавзолей Тамерлана Гур-Эмир в Самарканде

Умер во время похода на Китай. После завершения семилетней войны, в ходе которой был разгромлен Баязид I, Тимур начал подготовку к Китайской кампании, которую он давно планировал. Он собрал большую двухсоттысячную армию, вместе с которой выдвинулся в поход 27 ноября 1404 года. В январе 1405 года он прибыл в город Отрар (развалины его — недалеко от впадения Арыси в Сыр-Дарью), где заболел и умер (по словам историков — 18 февраля, по надгробному памятнику Тимура — 15-го). Тело забальзамировали, положили в гроб из чёрного дерева, обитый серебряной парчой, и отвезли в Самарканд. Тамерлан был похоронен в мавзолее Гур Эмир, в ту пору ещё незавершённом. Официальные траурные мероприятия были проведены 18 марта 1405 года внуком Тимура Халиль-Султаном, который захватил самаркандский престол вопреки воле деда, который завещал царство старшему внуку Пир-Мухаммеду.

## Мавзолей Гур Эмир

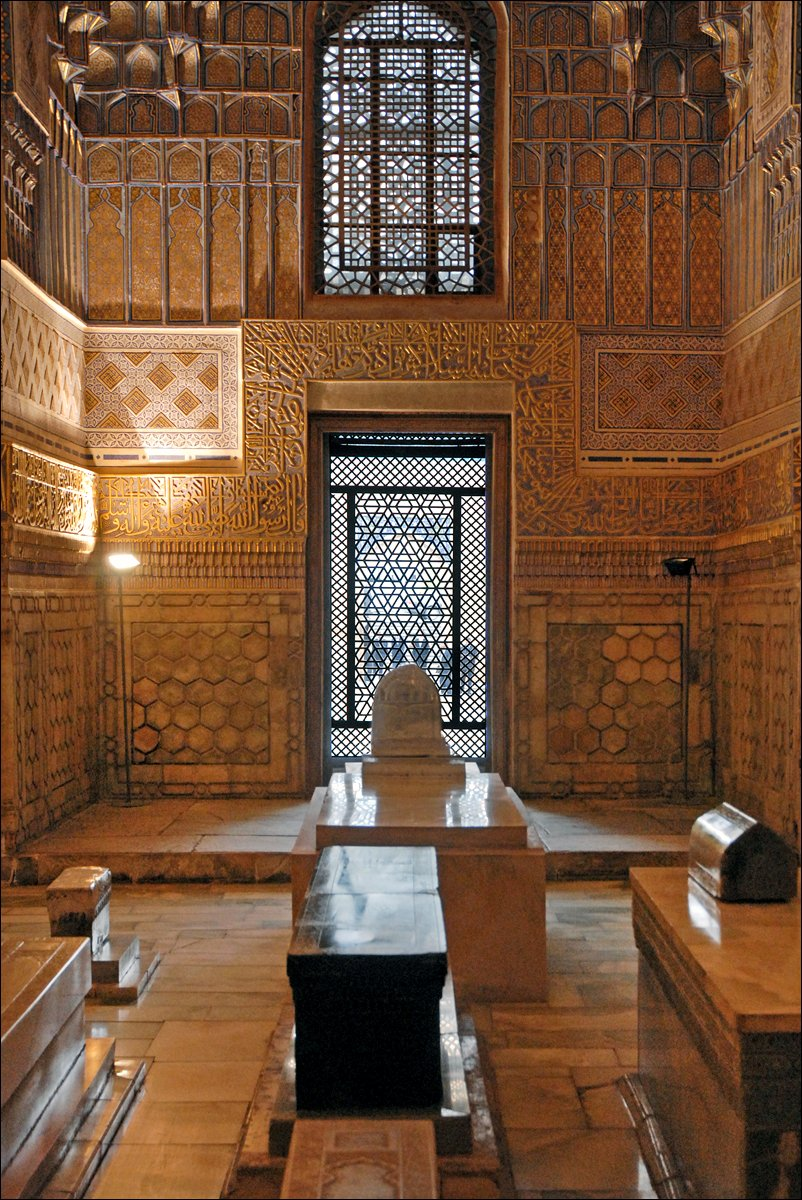
Тёмно-зелёный надгробный камень Тамерлана

При жизни Тамерлана было начато строительство величественного мавзолея Гур-Эмир, где сейчас находятся могилы самого Тимура, его сыновей Шахруха (умер в 1447 году в Герате) и Миран-шаха (убит 21 апреля 1408 года в окрестностях Тебриза), внуков — выдающегося астронома Улугбека (1394—1449) и Мухаммад Султана, а также тимуридов Абдулло Мирзо, Абдурахмон Мирзо, учителя и наставника Тимура Мир Саид Барака. По воле младшего сына Тимура Шахруха, останки главного духовного наставника Тимура — потомка пророка Мухаммеда Мир Саид Барака захоронены в мавзолее Гур Эмир. На возвышении усыпальницы за мраморной оградой находится неизвестное надгробие потомка пророка Мухаммада — саида Сайида Умара.
Путешествовавший по Центральной Азии русский политик и общественный деятель Илларион Васильчиков вспоминал о посещении Гур-Эмира в Самарканде:
...Внутри мавзолея, посередине, стоял большой саркофаг самого Тамерлана весь из тёмно-зелёного нефрита, с вырезанными по нему орнаментами и изречениями из Корана...

## Легенды о могиле Тамерлана

### Дух Тамерлана

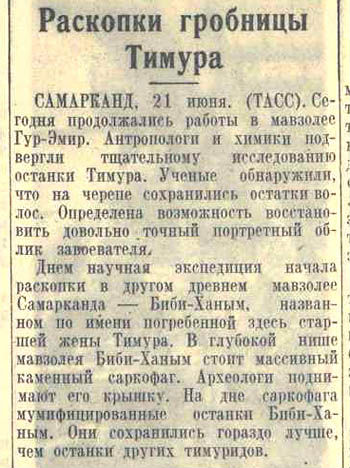
Статья из газеты «Известия», 22.06.1941

Согласно легенде, источник и время возникновения которой не представляется возможным установить, существовало предсказание о том, что если прах Тамерлана будет потревожен, начнётся война. В археологической среде её называют «Дух Тамерлана». Миф основан на том, что раскопки гробницы Тамерлана начались 16 июня 1941 года. В июне 1941 года было принято решение правительства СССР о вскрытии могилы Тимура и его родственников. Официальным поводом послужил юбилей узбекского поэта Алишера Навои. В состав экспедиции вошли — зам. председателя Совета Народных Комиссаров УзССР, а также историк и знаток древних языков профессор Т.Кара-Ниязов, писатель С.Айни, учёный-востоковед А. А. Семёнов, скульптор-антрополог М. М. Герасимов и известный археолог М. Е. Массон. Приводят также в качестве членов экспедиции археологов В. А. Шишкина и Я. Гулямова, литературоведа Х.Зарифова, писателя М. И. Шевердина, антрополога Л. В. Ошанина. Снимать процесс вскрытия могил доверили молодому кинооператору М.Каюмову При вскрытии герметизированного гроба 19 июня 1941 года испарения ароматических веществ заполнили помещение гробницы, что легло в основу легенды.

Якобы начертанные на надгробии и внутри неё надписи «Когда я восстану (из мёртвых), мир содрогнётся» и «Всякий, кто нарушит мой покой в этой жизни или в следующей, будет подвергнут страданиям и погибнет» являются вымыслом, поскольку отсутствуют на фотографиях и в экспедиционном журнале. В усыпальнице Тимура Гур-Эмир в Самарканде на большой тёмно-зелёной нефритовой могильной плите вязью на арабском языке начертано:
«Эта гробница великого Султана, милостивого хакана Эмира Тимура Гургана; сына Эмир Тарагая, сына Эмир Бергуля, сына Эмир Айлангира, сына Эмир Анджиля, сына Кара Чарнуяна, сына Эмир Сигунчинчина, сына Эмир Ирданчи-Барласа, сына Эмир Качулая, сына Тумнай Хана. Кто желает узнать дальше, да будет тому известно: мать последнего звали Аланкува, которая отличалась честностью и своей безукоризненной нравственностью. Она однажды забеременела от волка, который явился к ней в отверстие комнаты и, приняв образ человека, объявил, что он потомок повелителя правоверных Алия, сына Абу-Талиба. Это показание, данное ею, принято за истину. Достохвальные потомки её будут владеть миром вовеки. Умер ночью 14 Шагбана 807 года (1405 год)»
Внизу камня надпись: «Камень этот поставлен Улугбеком Гурганом после похода в Джитта».
План войны с СССР разработан в ставке Гитлера ещё в 1940 году, дата вторжения была ограниченно известна весной 1941 года и окончательно определена 10 июня 1941 года, то есть за 6 дней до вскрытия могилы. Сигнал войскам о том, что наступление должно начаться по плану, передан 20 июня.

## Легенды о Тимуре
В башкирской мифологии есть древнее предание о Тамерлане. Согласно ему, именно по приказу Тамерлана в 1395-96 годах был построен мавзолей Хусейн-бека — первого распространителя ислама у башкирских племён, так как полководец, случайно найдя могилу, решил оказать великие почести ему как человеку, распространявшему мусульманскую культуру. Предание подтверждают шесть могил князей-военачальников у мавзолея, по неизвестным причинам погибших вместе с частью войска во время зимней стоянки. Однако кто конкретно приказал построить, Тамерлан или один из его генералов, доподлинно неизвестно. Сейчас мавзолей Хусейн-бека находится на территории посёлка Чишмы Чишминского района республики Башкортостан.
Согласно армянскому народному преданию, в одной из битв с армянами близ Аштарака Тимур потерпел поражение, и тяжело раненный в ногу, он, хромая, поспешно покинул поля боя. Именно тогда он получил прозвище Тимур-Ленк (Хромой Тимур).

## Судьба личных вещей Тимура
Личные вещи, принадлежавшие Тимуру, волей истории оказались разбросанными по разным музеям и частным коллекциям. Например, так называемый Рубин Тимура, украшавший его корону, в настоящее время хранится в Лондоне.
В начале XX века личный меч Тимура хранился в Тегеранском музее.

## Восприятие личности Тимура в Средней Азии в последующие эпохи
Автором поэмы «Зафар-намэ», восхваляющей Тимура, был племянник персидского поэта Абдурахмана Джами Маулана Абдаллах Хатифи Харджирди (или Харгирди) Хурасани (1454—1521).

Хотя Шейбаниды принадлежали к другой династии, личность Тимура воспринималась ими как великий государь в истории Турана и некоторые из них старались ему подражать. Например, летописец Абдулла-хана II Хафиз Таныш Бухари писал: 
«Повелитель ['Абдаллах-хан], величественный….направил свои помыслы на то, чтобы воины собрали много камней и построили в этой высокой величественной местности высокую мечеть, чтобы на страницах времени запечатлелась память о высоких деяниях и славных делах того могущественного падишаха, подобно тому, как государь, чье место в раю, полюс мира и веры Эмир Тимур-курэкан, милость и благословение над ним…».
Сын узбекского хана Абулхайр-хана и дочери Мирзо Улугбека Кучкунджи-хан почитал своих предков как по линии Шибанидов, так и Тимуридов. В 1519 году по его личному поручению Мухаммед-Али ибн Дервиш-Али Бухари перевёл с персидского языка на староузбекский «Зафар-намэ» Шараф ад-Дин Йазди.
В различных дипломатических переговорах с османами и моголами для продвижения своих планов шах Ирана Надир-шах (1688-1747) ссылался на наследие Тимура.

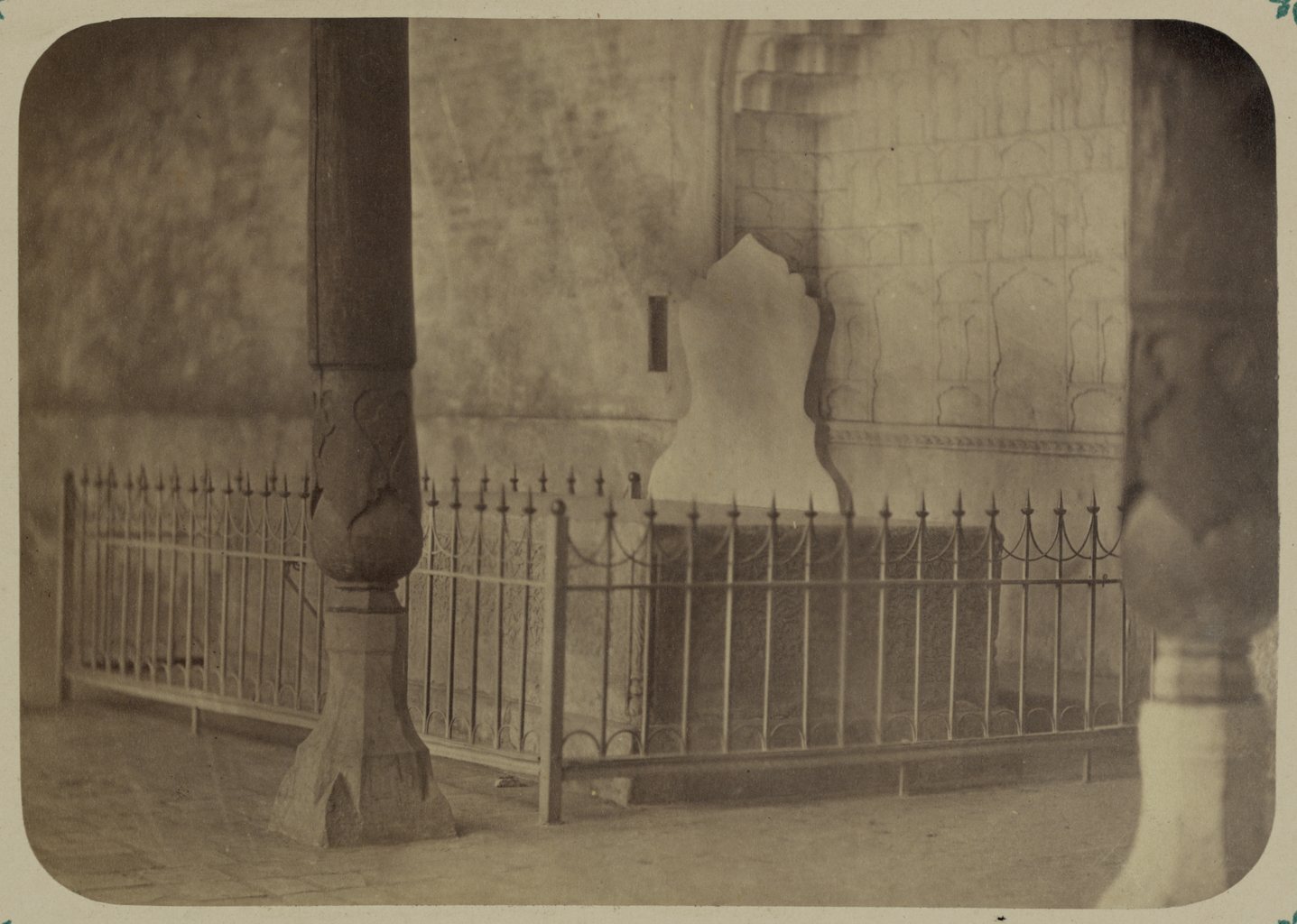
Тронный камень Тимура Кукташ. Фото из «Туркестанского альбома»

Тимура почитали бухарские эмиры узбекского рода мангыт, особенно эмир Насрулла (1827—1860), который восстановил дворец Тимура Куксарай в Самарканде. Во дворце находился тронный камень Тимура Кукташ, на котором короновались все правители Бухарского ханства, включали представителей Аштарханидов и Мангытов. Представители узбекской династии минг в Кокандском ханстве возводили свою мифологическую генеалогию к тимуридам и почитали личность Тимура.
Почитал Тимура и бухарский мыслитель Ахмад Дониш (1827—1897), который считал его «обновителем истории» Центральной Азии. Фигура Тамерлана стала символом и для деятелей джадидизма (например, муфтия Самарканда Махмудходжи Бехбуди).
В Узбекской ССР первым поднял личность Амира Тимура (Темирлана) как одного из великих хаканов (каганов) в истории Туркестана Абдурауф Фитрат (бывший видным джадидом). Именно он в своих работах сакрализировал образ Амира Тимура; эта традиция была продолжена И. Муминовым в 1960-х годах, и эта сакрализация послужила фундаментом для возвеличивания личности Амира Тимура в Узбекистане после обретения республикой независимости. Позже Алихан Тура Сагуний перевёл на современный узбекский язык «Уложения Тимура». Отдельные историки Узбекской ССР: (O. Чехович в 1968 году, Махкам Абдураимов в 1973 году, Мавлян Вахабов в 1987 году) отрицательно интерпретировали личность Тимура и считали, что И. Муминов «идеализирует Тимура». Историки Узбекской ССР во главе с академиком Я. Гулямовым при поддержке московской группы историков поддержали основные положения книги И. Муминова и включили их в Советскую историческую энциклопедию.
После обретения Узбекистаном независимости академик Б.Ахмедов написал исторический роман и издал ряд книг, прославляющих Тимура.

## Тамерлан в искусстве

### В литературе
Официальная история Тамерлана была написана ещё при его жизни, сначала Али-бен Джемал-ал-исламом (единственный экземпляр — в Ташкентской публичной библиотеке), потом Низам-ад-дином Шами (единственный экземпляр — в Британском музее). Эти сочинения были вытеснены известным трудом Шереф-ад-дина Иезди (при Шахрухе), переведённым на французский язык («Histoire de Timur-Bec», П., 1722). Труд другого современника Тимура и Шахруха, Хафизи-Абру, дошёл до нас только отчасти; им воспользовался автор второй половины XV в., Абд-ар-Реззак Самарканди (сочинение не издано; много рукописей).
Из авторов (персидских, арабских, армянских, османских и византийских), писавших независимо от Тимура и Тимуридов, только один, сирийский араб Ибн-Арабшах, составил полную историю Тимура («Ahmedis Arabsiadae vitae et rerum gestarum Timuri, qui vulgo Tamerlanes dicitur, historia», 1767—1772).
Ср. также F. Neve «Expose des guerres de Tamerlan et de Schah-Rokh dans l’Asie occidentale, d’apres la chronique armenienne inedite de Thomas de Madzoph» (Брюссель, 1859).
Подлинность автобиографических записок Тимура, открытых в XVI веке сомнительна.

Тимур был современником персидского поэта Хафиза, и история их встречи объясняет, что Тимур вызвал Хафиза, который написал газель со следующим стихом:
За черную родинку на твоей щеке

Я бы отдал города Самарканд и Бухару.
Тимур упрекнул его за этот стих и сказал: «Ударами моего хорошо закаленного меча я завоевал большую часть мира, чтобы расширить Самарканд и Бухару, мои столицы и резиденции; а ты, жалкое существо, хотел бы обменять эти два города на родинку». Хафиз, не смутившись, ответил: «Именно благодаря подобной щедрости я был доведен, как вы видите, до моего нынешнего состояния бедности». Сообщается, что Царь был доволен остроумным ответом, и поэт ушёл с великолепными дарами .
В 1903 году народный коми-писатель М. Н. Лебедев опубликовал историческую повесть «Сон великого хана», посвящённую походу Тамерлана на Золотую Орду и на Русь в 1395 году.
Народный писатель Узбекистана, советский автор С. П. Бородин является автором романа-эпопеи под названием «Звёзды над Самаркандом». Первую книгу, вышедшую под названием «Хромой Тимур», он написал в период с 1953 по 1954 годы. Вторая книга, «Костры похода», была завершена к 1958 году, а третья, «Молниеносный Баязет», к 1971 году, публикацию её журнал «Дружба народов» окончил к 1973 году. Автор также работал над четвёртой книгой под названием «Белый конь», однако, написав всего четыре главы, умер.
Тамерлан является одним из действующих лиц романа «Железный хромец» Михаила Каратеева и романа «Вечер столетия» (из трилогии «Святая Русь») Дмитрия Балашова, где присутствуют главы, посвящённые борьбе Тамерлана с его ставленником, будущим ханом Золотой Орды Тохтамышем.
Тамерлану посвящены одноимённая поэма Эдгара По и поэма Гусейна Джавида «Хромой Тимур» (1925).

### В фольклоре
Тимур как повелитель фигурирует во множестве притч про Ходжу Насреддина, который в них выведен в качестве современника и мудрого советника полководца.
Существует также расхожая байка: Тамерлан очень хорошо играл в шахматы, даже был чемпионом, но имел большие сомнения по поводу своего чемпионства. Он говорил: «Разве осмелится заяц обыграть льва?» Однажды он решился на авантюру, дабы выяснить своё мастерство доподлинно. Он переоделся в бедняка и пошёл в местный известный шахматный клуб Самарканда, но его туда не пустили. Тогда Тамерлан стал вызывать на партию всех, кто приходил в шахматную. Когда он обыграл всех, за него поручился один купец, и его впустили. И там он обыграл всех, тогда ему сказали, что следующий, кто с ним будет играть — это сам Тамерлан. Бедняк засмеялся и сбросил с себя лохмотья. Перед игроками предстал сам Тамерлан.

## Исторические источники
В 1401—1402 году Тамерлан поручил Низам-ад-Дину Шами привести в систематический порядок официальные записи о событиях эпохи Тимура, составлявшиеся его личными секретарями, и написать историю его царствования простым языком. Составленная при таких условиях Низам-ад-дином история послужила первоисточником для последующих исторических хроник Тамерлана и его эпохи — «Зафар-наме» Шереф-ад-дина Али Езди и «Матла' ас-са’дейн» («Места восхода двух счастливых звёзд и места слияния двух морей») Абд-ар-раззака Самарканди.
Зафар-наме Шараф ад-Дина Йазди («Книга побед»; написана на персидском языке в Ширазе в 1419—1425 гг.), основана на описаниях походов Тамерлана, исторических трудах, а также рассказах очевидцев. Труд Йазди является самым полным сводом данных по истории Тамерлана и является ценным историческим источником, однако отличается крайней идеализацией его деятельности. Жизнь и деятельность Тамерлана описана в исторических источниках, как мусульманских, так и христианских. Среди наиболее известных мусульманских источников следует упомянуть Шараф ад-Дина Йазди («Зафар-наме», 1419—1425), Ибн-Арабшаха («История амира Темура»), Абд ар-Раззака («Места восхода двух счастливых звёзд и места слияния двух морей», 1467—1471), Низам ад-Дина Шами («Зафар-наме», 1404), Гийасаддина Али («Дневник похода Тимура в Индию»).
Довольно рано личность Тимура заинтересовала и западноевропейских авторов, из числа которых наиболее известны кастильский рыцарь и дипломат Руи Гонсалес де Клавихо, автор «Дневника путешествия в Самарканд ко двору Тимура», и баварский солдат Иоганн Шильтбергер, попавший в 1396 году в турецкий плен после разгрома крестоносцев под Никополем, а после поражения султана Баязида I в 1402 году при Анкаре ставший пленником Тимура. Личность и военные походы среднеазиатского правителя и полководца нашли отражение и в европейских хрониках, и даже в «Анналах жителей Одди», составленных в находившейся на краю света Исландии, под 1398 годом рассказывается о деяниях «конунга татар Тамерлана Лучника».
В 1430—1440 годах написана «История Тимура и его преемников» армянского историка Товмы Мецопеци (Фомы Мецопского, 1378—1446). Этот обстоятельный труд является важным источником об эпохе Тамерлана и походах его в Армению и соседние страны.
Ибн Арабшах, будучи ребёнком, стал пленником Тамерлана и через 30 лет после смерти Тамерлана написал книгу «Аджайиб ал-макдур фи тарихи Таймур» («История амира Темура»). Эта книга является ценной, как одна из древних рукописей, написанных современником Тамерлана.

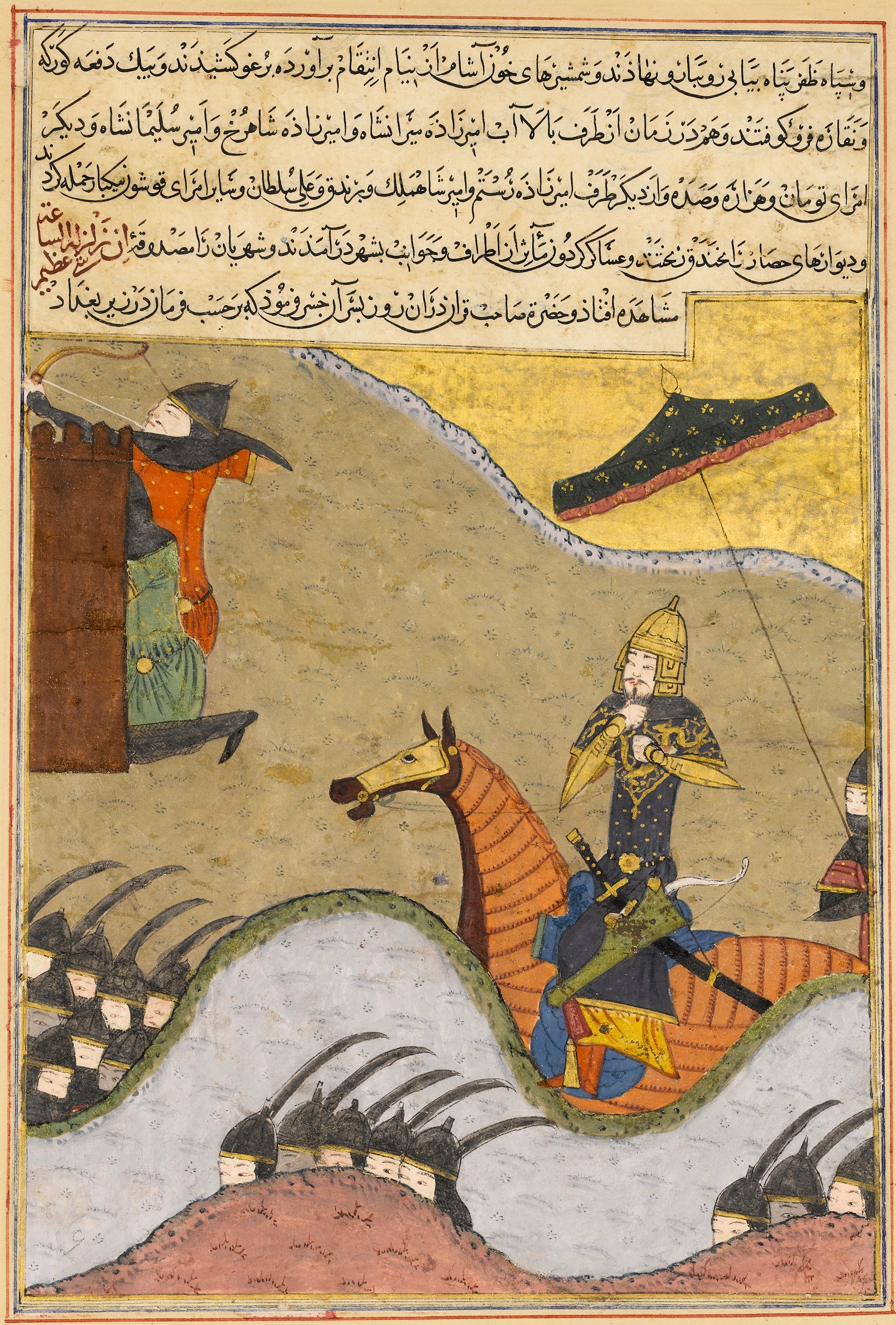
Страница из «Зафар-наме» Шараф ад-Дина Йазди
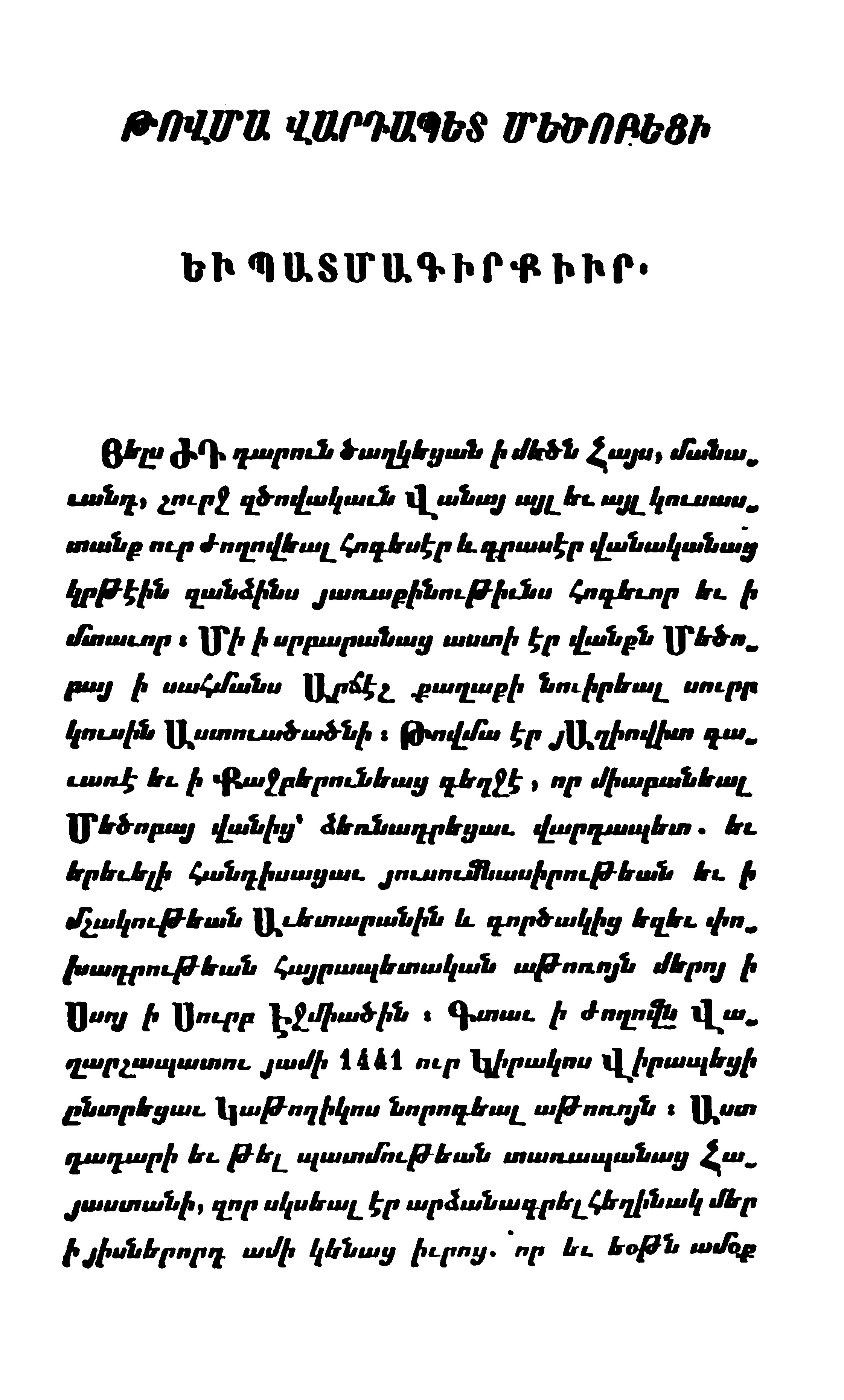
Страница из  «Истории Тимур-Ланка и его преемников» Товмы Мецопеци
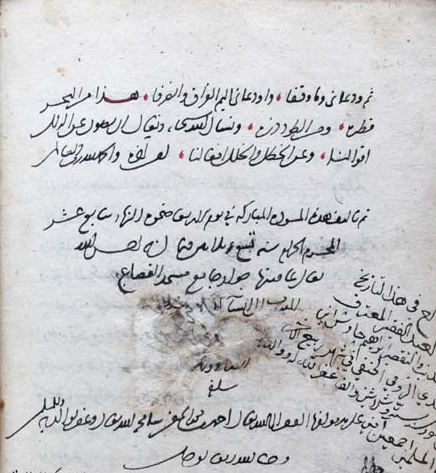
Ибн Арабшах работа о истории Тамерлана

### Художественные

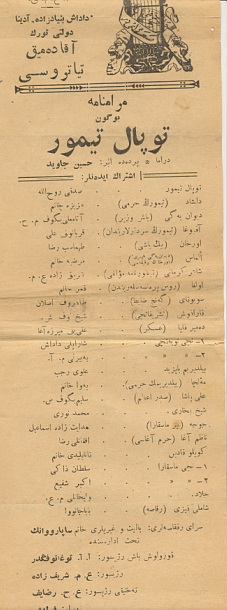
Программа спектакля «Хромой Тимур» (1925 год) азербайджанского поэта Гусейна Джавида

- Верещагин Василий Васильевич. Апофеоз войны
- Марло, Кристофер. Тамерлан Великий.
- Lucien Kehren, Tamerlan — l’empire du Seigneur de Fer, 1978
- Lucien Kehren «La route de Samarkand au temps de Tamerlan, Relation du voyage de l’ambassade de Castille à la cour de Timour Beg par Ruy Gonzalez De Clavijo (1403—1406)» (traduite et commentee par Lucien Kehren), Publ: Paris, Imprimerie nationale. Les editions: 1990, 2002 et 2006.
- По, Эдгар Аллан. Тамерлан.
- Лебедев, Михаил Николаевич. Сон великого хана.
- Джавид, Гусейн. Хромой Тимур.
- Бородин, Сергей Петрович. Звёзды над Самаркандом.
- Сегень, Александр Юрьевич. Тамерлан.
- Попов, Михаил Михайлович. Тамерлан.
- Говард, Роберт Ирвин. Правитель Самарканда.
- Хуршид Даврон (Xurshid Davron), Самарқанд хаёли (Samarqand xayoli), 1991
- Хуршид Даврон (Xurshid Davron), Соҳибқирон набираси (Sohibqiron nabirasi), 1995
- Хуршид Даврон (Xurshid Davron), Бибихоним қиссаси (Bibixonim Qissasi), 2
- Березиков, Евгений. Великий Тимур. Роман-хроника. Издательство Укитувчи, Ташкент. 1994 год, 336 стр.
- Гелдимырадов, Чары. Великий Теймур (Emir Teýmir). Перевод на туркменский язык Романа-хроники Евгения Березикова. Издано в журнале Всемирная Литература, Ашхабат, 2014, 365 стр.

### В музыке
- Опера Георга Фридриха Генделя «Тамерлан» (премьера состоялась в Лондоне, в 1724 году). Либретто оперы представляет собой вольную трактовку событий, произошедших после пленения Баязида в битве при Ангоре. В настоящее время является одной из наиболее часто исполняемых опер композитора.
- Опера «Сказание о древнем граде Ельце, святой деве Марии и Тамерлане» — автор А. Чайковский, опера в 1 действии. Либретто Р. Ползуновской, Н. Карасика.
- Музыкально-хореографическое представление посвящённое 660-летию Амира Тимура в Самарканде (1996). Автор сценария — Народный поэт Узбекистана Хуршид Даврон, режиссёр-постановщик — Народный артист Узбекистана Баходыр Юлдашев.
- Песня «Двери Тамерлана» рок-группы «Мельница». Автор текста и музыки — Хелависа. Вошла в альбомы «Master of the mill» (2004) и «Зов крови» (2006).
- Песня «Мел Судьбы». Автор и исполнитель — Серёга. Использована в качестве сингла в фильме «Дневной дозор».
- Песня украинской хеви-метал группы Крылья — «Тамерлан»
- Песня «Болгар башкаласы Казанга күчү хикәяте, яки Аксак Тимер бәете» этномузыкального коллектива «Кадим Алмет»

### В кино

#### Художественное
- Роль Тамерлана в азербайджанском фильме «Насими» 1973 года сыграл Юсиф Велиев.
- В 1996 году к 660-летию со дня рождения Тамерлана на студии «Узбеккино» режиссёрами Исаматом Эргашевым и Бако Садыковым был снят фильм «Буюк Амир Темур» («Великий Амир Темур»), в котором заглавную роль сыграл актёр Бекзод Мухаммадкаримов. Картина охватывает период становления личности главного героя — с 18 до 34 лет[148][149].
- О Тамерлане был создан один из рекламных роликов Банка «Империал» — Серия «Всемирная история»[150]. Автор — Тимур Бекмамбетов.
- Тема проклятия Тамерлана, якобы переписавшего свою судьбу с помощью Мела судьбы, обыгрывается в фильме «Дневной дозор», снятому по мотивам романа Сергея Лукьяненко. Режиссёр — Тимур Бекмамбетов.
- В сатирическом кинофильме 2008 года «War, Inc.» (Игра по-крупному). Названием корпорации, которая фактически правит всей мировой экономикой, является «Tamerlane».
- Тамерлан — опера 2009 года режиссёра Грэма Вика.

#### Документальное
- Тайны древности. Варвары. Часть 2. Монголы (США; 2003).
- Проклятие Тамерлана — фильм 2006 года режиссёра Александра Фетисова.
- Темурнома (Тимуриада) — 21-серийный документальный телевизионный фильм 1996 года. Автор — историк и Народный поэт Узбекистана Хуршид Даврон

### В живописи

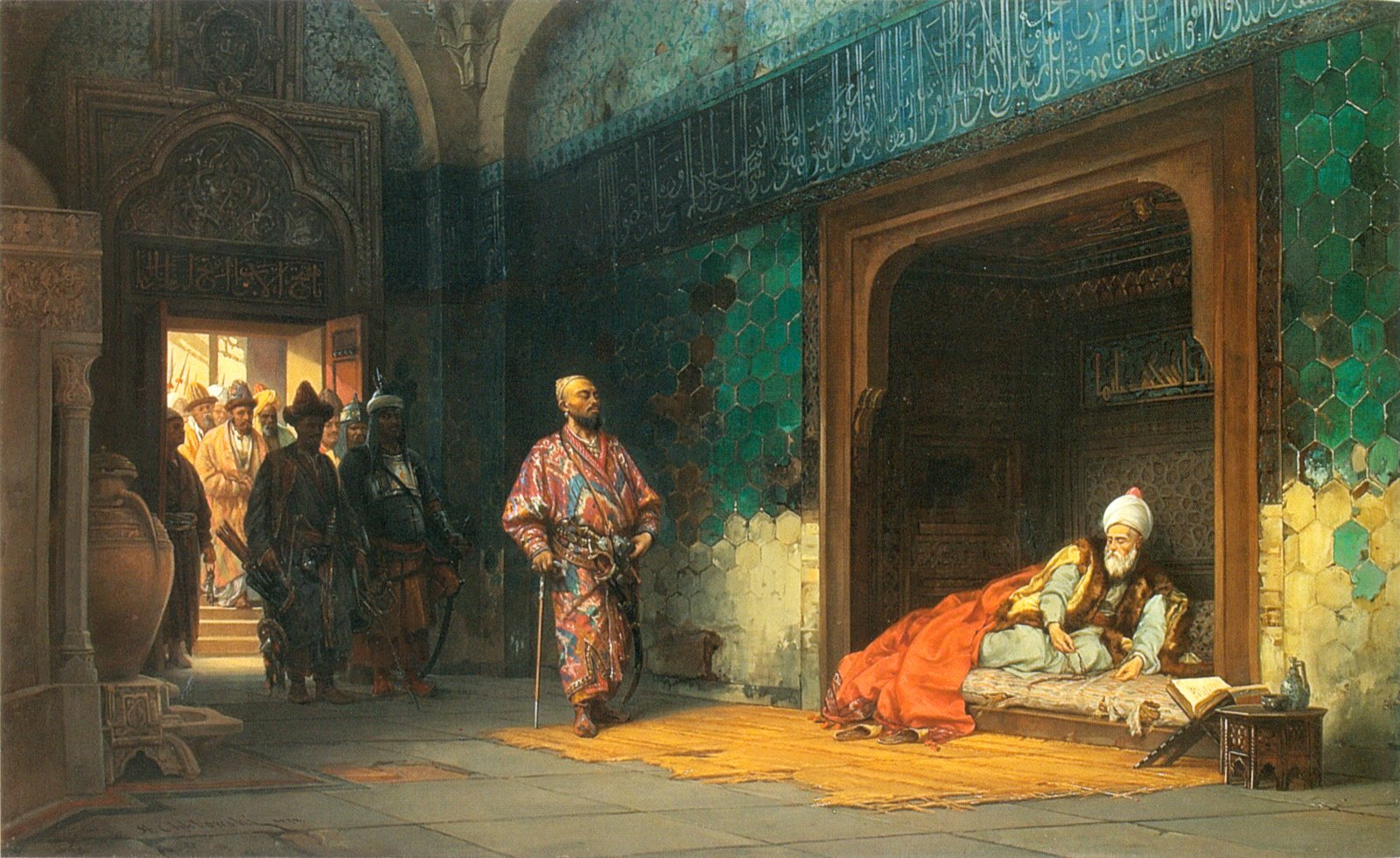
Станислав Хлебовский, «Пленение Баязида Тимуром», 1878 год

- Василий Верещагин, автор картин «Двери хана Тамерлана (Тимура)» (1872) и «Апофеоз войны» (1871)[151][152].
- «Цветы Тимура (Огни победы)» (1933[источник не указан 481 день]) — автор Николай Рерих. На картине изображена система оповещения с помощью больших костров, разжигаемых на сторожевых башнях[153].

## Память
- На территории современного Узбекистана сохранились десятки географических объектов, пещер, населённых пунктов, историю которых народная память связывает с именем Тимура[154].
- По всему Узбекистану центральные улицы и проспекты городов носят имя Тамерлана.
- Герб Тимура был включён в изображение герба Самаркандской области в период Российской империи (1868—1917).
- «Сквер Амира Тимура» получил нынешнее название в 1994 году.
- Памятник Тамерлану установлен в Ташкенте в «Сквере Амира Тимура», бронзовая конная скульптура работы И. Джаббарова.
- Памятник Тамерлану установлен в Шахрисабзе, возле руин возведённого по приказу Тамерлана дворца Ак-сарай.
- Памятник Тамерлану в Самарканде. Тимур представлен сидящем на скамье и опирающемся обеими руками на меч.
- В 1996 году в Ташкенте открыт Государственный музей истории Тимуридов.
- В 1996 году в Узбекистане учреждён орден Амира Темура[155].
- В 1996 году в Узбекистане выпущен почтовый блок, посвящённый Тамерлану.

Статуя Тамерлана в Шахрисабзе (Узбекистан)
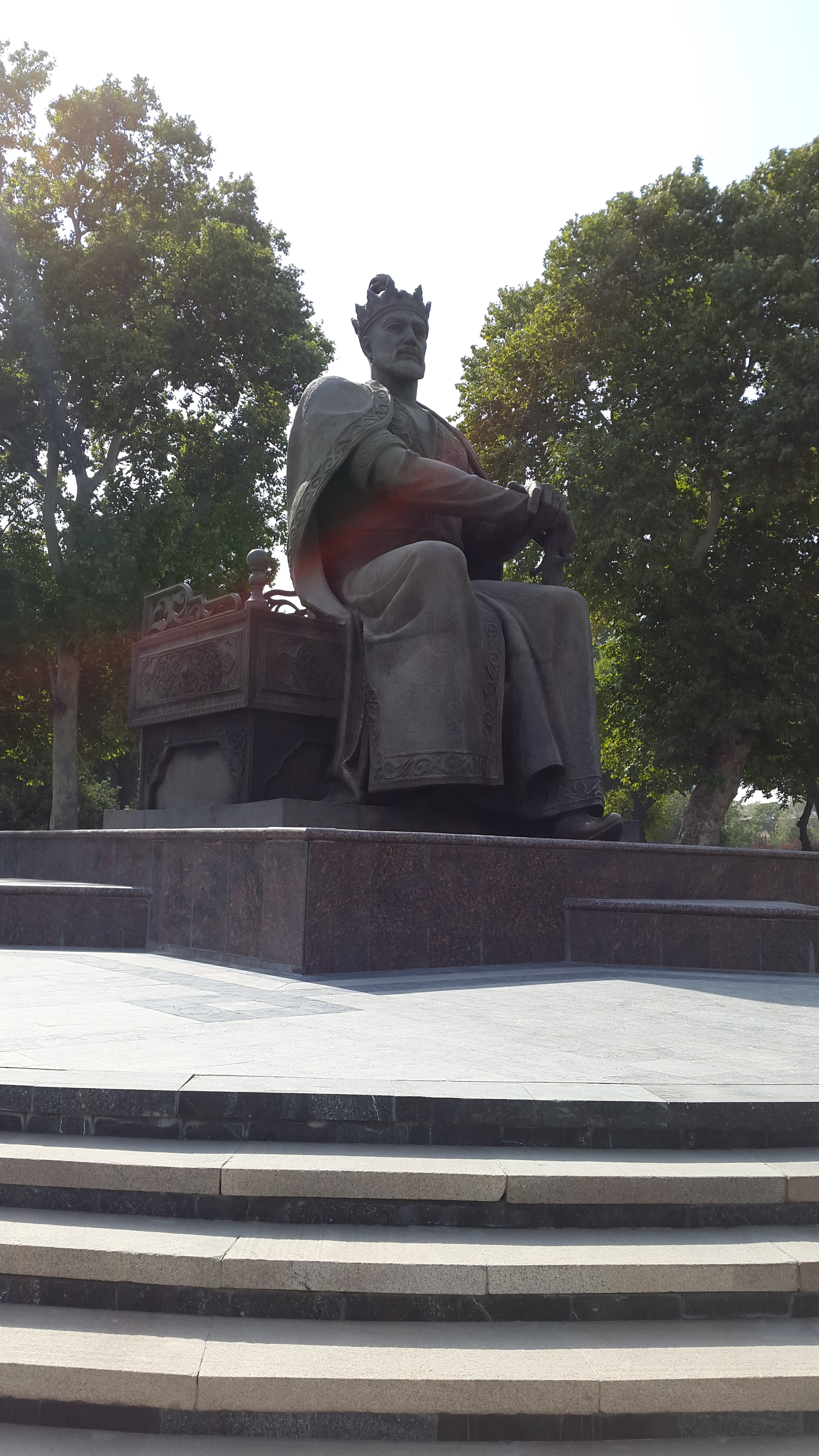
Статуя Тамерлана в Самарканде (Узбекистан)
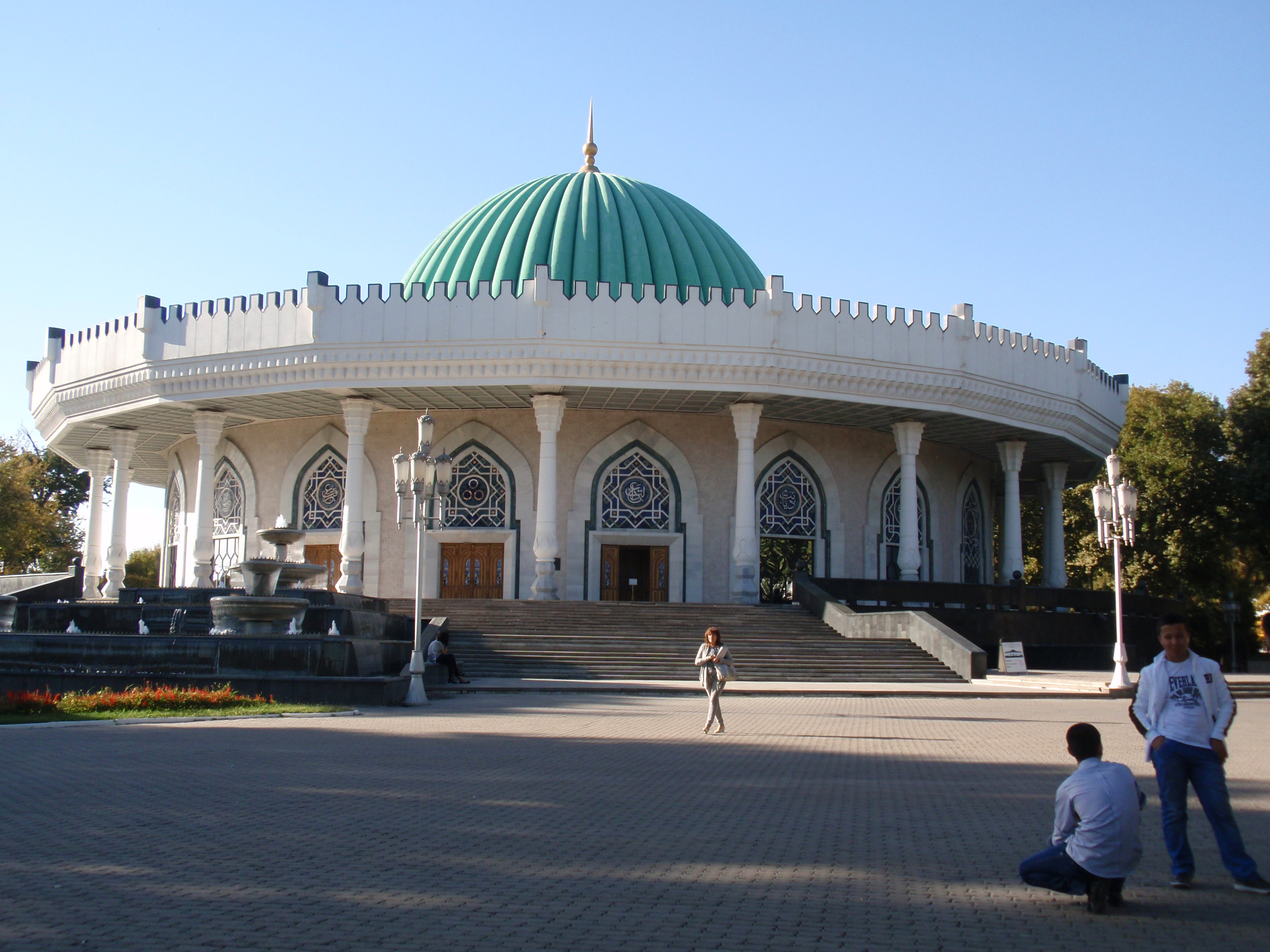
Государственный музей истории Тимуридов
Интерьер музея

### На памятных монетах

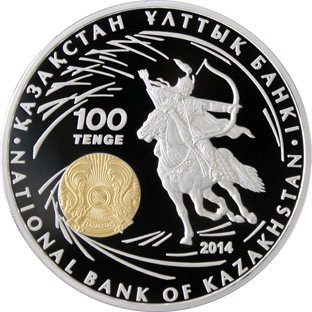
Памятная монета Казахстана - 100 тенге 2014, Амир Тимур. Серебро
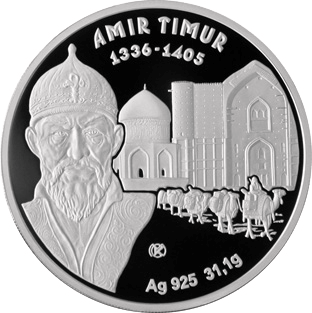
Памятная монета Казахстана - 100 тенге 2014, Амир Тимур. Серебро

### На почтовых марках

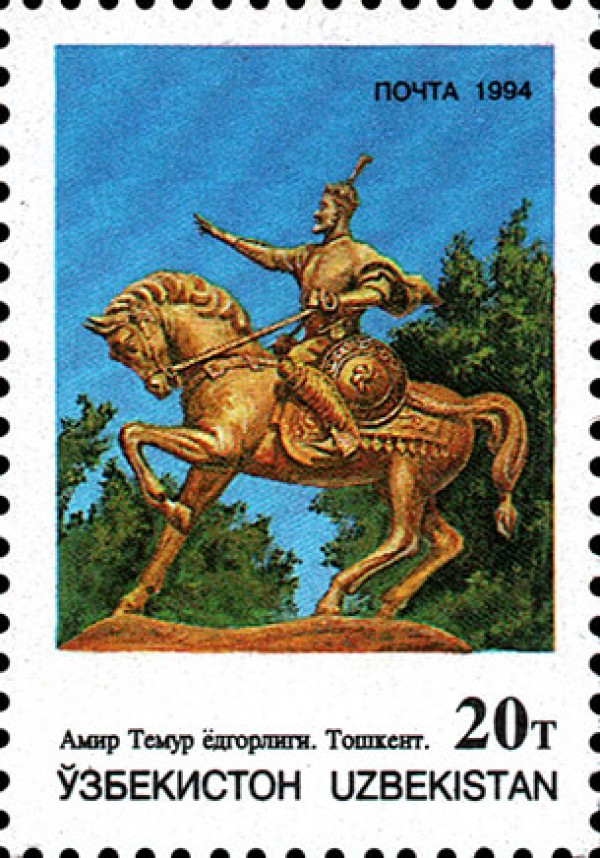
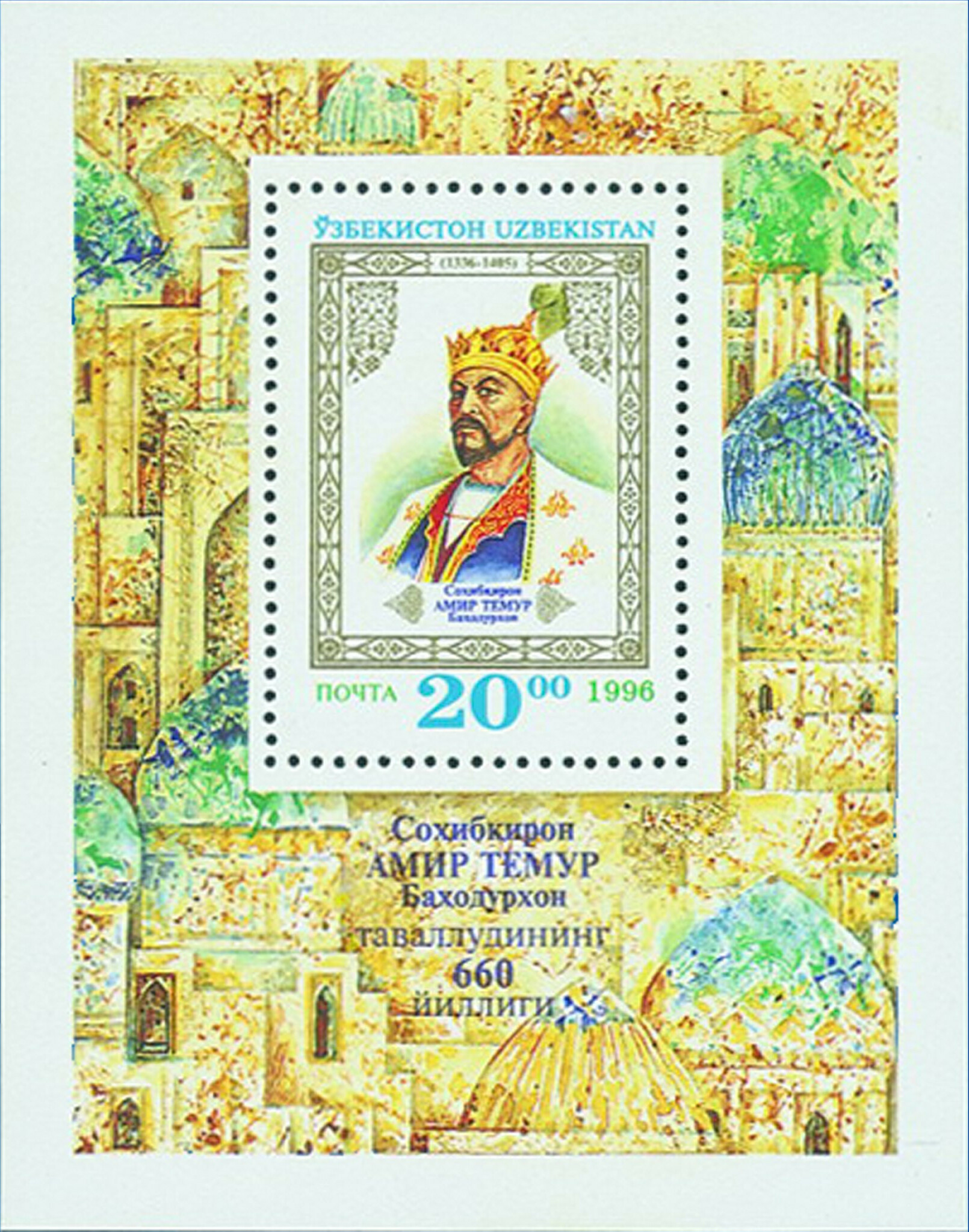
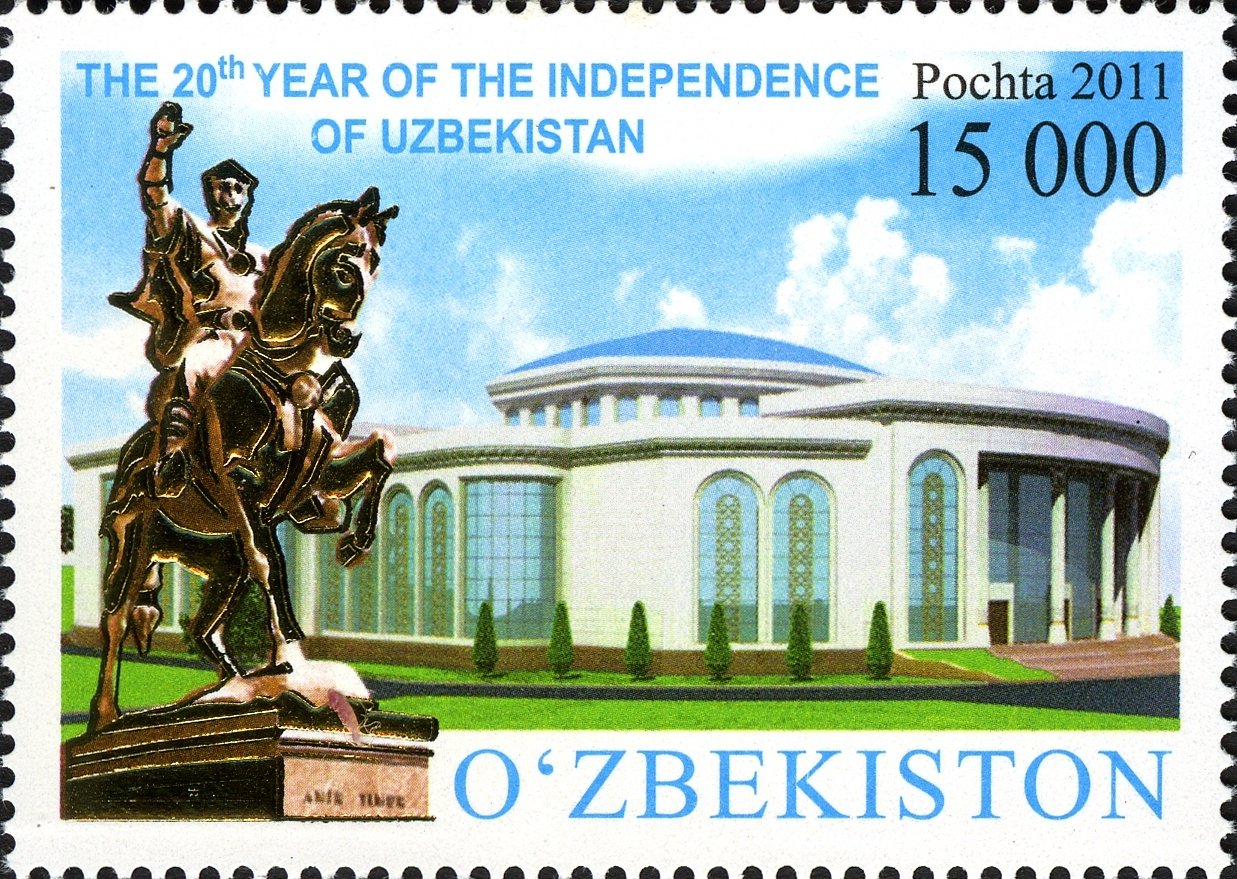
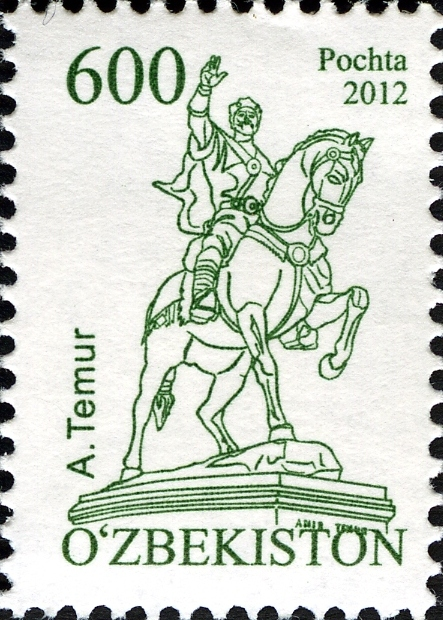
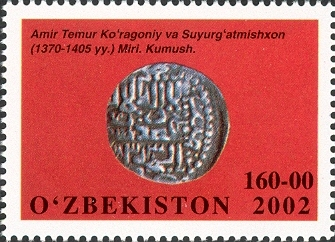
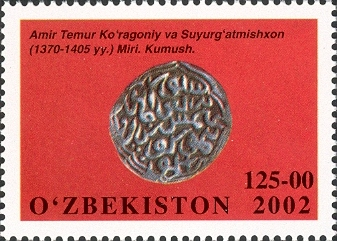